# Liste von Luftfahrt-Zwischenfällen 1960 bis 1969
Dies ist eine Teilliste von Luftfahrt-Zwischenfällen der Jahre 1960 bis 1969 beim Betrieb von Verkehrsluftfahrzeugen. Für übrige Zeitspannen siehe Listen von Luftfahrt-Zwischenfällen.
Für militärische Zwischenfälle siehe Liste von Zwischenfällen (Militärluftfahrt) bis 1980.
Für Zwischenfälle von Luftfahrzeugen der Allgemeinen Luftfahrt siehe Liste von Zwischenfällen (Allgemeine Luftfahrt).
Einträge mit eigenem Artikel in Wikipedia sind mit (A) gekennzeichnet.

## Liste

### 1960
- 3. Januar – An einer Lockheed L-749A Constellation der US-amerikanischen Eastern Air Lines (Luftfahrzeugkennzeichen N110A) brach beim Rollen nach der Landung auf dem Flughafen Philadelphia (Pennsylvania, USA) das rechte Hauptfahrwerk zusammen. Die rechte Tragfläche und deren Motoren wurden so stark beschädigt, dass die Maschine abgeschrieben werden musste. Ursache war ein Ermüdungsbruch des Fahrwerkszylinders. Alle 45 Insassen überlebten den Unfall.[1][2]

- 3. Januar – Eine Douglas DC-3/C-47A-20-DK der Indian Airlines (VT-CGG) stürzte beim Abwurf von Versorgungsgütern in der Nähe von Taksing (Indien) ab. Der Kapitän war in das falsche, enge Tal eingeflogen. Er war vorher noch nie in dieser Gegend unterwegs gewesen. Beim Versuch einer Umkehrkurve kam es zum Strömungsabriss und Absturz. Alle 9 Insassen, acht Besatzungsmitglieder und ein Passagier, kamen ums Leben.[3]

- 4. Januar – Eine Curtiss C-46A-15-CU Commando der brasilianischen Transportes Aéreos Salvador (PP-SLJ) kippte beim Start auf dem Flugplatz Dianopolis (Brasilien) aufgrund des schlechten Startbahnzustandes auf die Nase und wurde irreparabel beschädigt. Alle Insassen, Besatzungsmitglieder und Passagiere, überlebten den Unfall.[4]

- 5. Januar – Bei einer Vickers Viscount 701 der British European Airways (BEA) (G-AMNY) fiel nach dem Aufsetzen am Zielflughafen Malta das Hydrauliksystem und damit die Bremsen und die Bugradsteuerung aus. Auf dem abschüssigen Gelände rollte die Maschine gegen den Kontrollturm. Keiner der 51 Insassen kam zu Schaden, das Flugzeug war allerdings schrottreif.[5]

- 6. Januar – Eine Douglas DC-6B der US-amerikanischen National Airlines (N8225H) explodierte über Bolivia (North Carolina, USA) in der Luft, nachdem ein Selbstmörder eine Bombe gezündet hatte. Alle 34 Personen an Bord starben.[6]

- 7. Januar – Bei einer Vickers Viscount 802 der British European Airways (BEA) (G-AOHU) brach nach dem Aufsetzen am Flughafen London Heathrow das Bugfahrwerk zusammen, da der Kapitän bei mangelhafter Sicht in dichtem Nebel auf selbigem zuerst gelandet war. Das ausgebrochene Feuer zerstörte das gesamte Flugzeug. Dennoch überlebten alle 59 Insassen.[7]

- 12. Januar – Mit einer Scottish Aviation Twin Pioneer 2 der Philippine Airlines (PI-C430) kam es bei einem Trainingsflug auf dem Flughafen Plaridel (Philippinen) zu einer Bruchlandung. Alle drei Besatzungsmitglieder, die einzigen Insassen, überlebten den Unfall. Das Flugzeug wurde irreparabel beschädigt.[8]

- (A) 18. Januar – Alle vier Triebwerke einer Vickers Viscount 745D der US-amerikanischen Capital Airlines (N7462) fielen auf einem Linienflug von Washington nach Norfolk durch Vereisung aus, weil die Piloten die Enteisungsanlage der Motoren nicht eingeschaltet hatten. Es gelang ihnen, das äußere rechte Triebwerk wieder zu starten. Sie erhöhten dessen Leistung maximal, um die Maschine auf Höhe zu halten. Daraufhin ging das Flugzeug ins Trudeln über und schlug fast ohne Vorwärtsbewegung in einem Waldgebiet nahe Charles City (Virginia, USA) auf. Alle 50 Insassen kamen ums Leben (siehe auch Capital-Airlines-Flug 20).[9]

- 19. Januar – Eine Sud Aviation Caravelle I der SAS Scandinavian Airlines (OY-KRB) prallte etwa 10 Kilometer vor dem Flughafen Ankara (Türkei) gegen einen 1070 Meter hohen Berg. Man nimmt an, dass die Piloten die für dieses Anflugsegment vorgeschriebene Höhe unterschritten. Alle 42 Menschen an Bord fanden den Tod. Es war der erste tödliche Flugunfall der skandinavischen Fluggesellschaft seit ihrer Gründung 12 Jahre zuvor.[10]

- 21. Januar – Eine Lockheed L-1049E Super Constellation der kolumbianischen Fluggesellschaft Avianca (HK-177) befand sich auf der Strecke von New York (USA) nach Bogota (Kolumbien), als die Maschine bei der Zwischenlandung in Montego Bay (Jamaika) verunglückte. Beim sehr harten Aufsetzen auf der Landebahn brach das Fahrwerk, wodurch der Rumpf Bodenberührung bekam und das Flugzeug in Flammen aufging. Von den 46 Insassen kamen 37 ums Leben.[11][12]

- 26. Januar – Eine Tragfläche einer C-82A Packet der brasilianischen Cruzeiro do Sul (PP-CEM) kollidierte während des Rollens auf dem Flughafen Rio de Janeiro-Galeao, (Brasilien) mit einer geparkten Consolidated PB4Y-2 Privateer (ZP-CAD) der ALAS Guaranies SA. Personen kamen nicht zu Schaden. Beide Flugzeuge wurden irreparabel beschädigt.[13]

- 26. Januar – Eine De Havilland DH.114 Heron 2D der portugiesischen Transportes Aéreos de Timor (CR-TAI) stürzte auf dem Flug von Darwin nach Baucau 37 Minuten nach dem Start nordwestlich des Bathurst Island in die Timorsee. Alle 9 Insassen, 2 Besatzungsmitglieder und 7 Passagiere kamen ums Leben. Man vermutet, dass der Pilot Schwierigkeiten mit der schlechten Sicht hatte, wofür er nicht ausgebildet worden war.[14]

- 29. Januar – Bei einer Curtiss C-46 Super C der kanadischen Pacific Western Airlines (CF-PWD) entwickelten sich während des Fluges Probleme mit dem rechten Triebwerk. Es wurde abgestellt, und die Piloten kehrten zum Ausgangsflughafen in Port Hardy (British Columbia) zurück. Bei der Landung überrollte die Maschine das Landebahnende in das sumpfige Gelände mit Baumstümpfen hinein. Das Flugzeug wurde irreparabel beschädigt. Alle 51 Insassen, 3 Besatzungsmitglieder und 48 Passagiere, überlebten den Unfall.[15]

- 5. Februar – Eine Douglas DC-4 der Lloyd Aéreo Boliviano (CP-609) stürzte kurz nach dem Start vom Flughafen Cochabamba (Bolivien) in eine Lagune 15 Kilometer südlich des Startflughafens. Nach Meldungen hatte ein Triebwerk Feuer gefangen. Alle 59 Insassen, 4 Besatzungsmitglieder und 55 Passagiere kamen ums Leben.[16]

- 13. Februar – Mit einer Curtiss C-46A-30-CU Commando der US-amerikanischen Associated Air Transport (N46Q) kam es im Endanflug auf die McGuire Air Force Base (New Jersey, USA) wegen starker Vereisung trotz maximaler Motorleistung zu einem Strömungsabriss. Das Flugzeug schlug 360 Meter vor der Landebahn im Gelände auf und wurde irreparabel beschädigt. Alle 57 Insassen, drei Besatzungsmitglieder und 54 Passagiere, überlebten den Unfall.[17]

- 22. Februar – Eine Douglas DC-6/C-118A der US-amerikanischen Alaska Airlines (N11817) wurde im Anflug auf die Elmendorf Air Force Base (Alaska, USA) so weit unter den Gleitpfad geflogen, dass sie 360 Meter vor der Landebahn aufschlug und irreparabel beschädigt wurde. Die Gründe waren zu niedrige Leistungseinstellung, zu weit ausgefahrene Landeklappen und eine exzessive Sinkgeschwindigkeit. All dies hatten der Erste Offizier und der Flugingenieur bemerkt, aber den Kapitän nicht darauf hingewiesen. Alle vier Besatzungsmitglieder, die einzigen Insassen auf dem Überführungsflug, überlebten diesen CFIT (Controlled flight into terrain).[18]

- 25. Februar – Eine Douglas DC-3/C-47A-25-DK der brasilianischen REAL Transportes Aéreos (PP-AXD) kollidierte im Anflug auf den Flughafen Rio de Janeiro–Santos Dumont mit einer Douglas DC-6/R6D-1 der United States Navy (Bu 131582). Beide Maschinen stürzten ab, wobei 61 Menschen getötet wurden: Alle 26 Menschen an Bord der DC-3 sowie 35 von 38 in der DC-6 starben.[19][20][21]

- 26. Februar – Eine Antonow An-10A der sowjetischen Aeroflot (CCCP-11180) verunglückte auf der Route von Moskau nach Lwiw. Wegen Vereisung stürzte die Maschine im Landeanflug 1400 Meter vom Zielflughafen Lwiw entfernt in einen Sumpf, nachdem die Landeklappen auf die Stellung 45 Grad ausgefahren worden waren. Dabei kamen 32 der 33 Insassen ums Leben. Es wird angenommen, dass die Höhenflosse vereist war, was zum Kontrollverlust führte.[22]

- 26. Februar – Eine Douglas DC-7C der Alitalia (I-DUVO) stürzte auf dem Weg von Rom über Shannon nach New York-Idlewild kurz nach dem Start in Shannon aus unbekannten Gründen ab. Von den 52 Menschen an Bord starben 34.[23]

- 29. Februar – Bei einer Lockheed L-1049G Super Constellation der US-amerikanischen Trans World Airlines (TWA) (N7101C) brach während des Starts auf dem Flughafen Chicago-Midway das Hauptfahrwerk zusammen. Alle 60 Insassen, 6 Besatzungsmitglieder und 54 Passagiere, überlebten. Die Maschine wurde zum Totalschaden.[24]

- 5. März – An einer Douglas DC-3/C-47B-5-DK der britischen Don Everall Aviation (G-AMSF) fiel unmittelbar nach dem Abheben vom Flughafen Birmingham (England) das Triebwerk Nr. 2 (rechts) aus. Die Maschine rollte nach rechts, wodurch das Tragflächenende auf dem Boden aufschlug. Das Flugzeug machte einen Ringelpiez, fing Feuer im Bereich des linken Triebwerks und wurde irreparabel beschädigt. Alle 31 Insassen, drei Besatzungsmitglieder und 28 Passagiere, überlebten den Unfall.[25]

- 8. März – An einer Handley Page Hermes IVA der britischen Skyways (G-ALDH) brach bei der Landung auf dem Flughafen London Heathrow (England) das rechte Hauptfahrwerk zusammen. Das Versagen war auf einen Bruch der Befestigungslaschen der Radiusstange am Hauptfahrwerksbeingehäuse zurückzuführen. Alle 6 Besatzungsmitglieder, die einzigen Insassen, überlebten den Unfall. Das Flugzeug wurde irreparabel beschädigt.[26]

- 10. März – Bei einer Scottish Aviation Twin Pioneer 3 der Scottish Airlines (G-ANTP) fiel beim Start vom Flughafen Jorhat-Rowriah (Indien) das linke Triebwerk in etwa 10 Meter Höhe aus. Es kam zum Strömungsabriss. Das Flugzeug stürzte ab und fing Feuer. Von den 3 Besatzungsmitgliedern wurden 2 getötet.[27]

- (A) 17. März – Eine Lockheed L-188C Electra der US-amerikanischen Northwest Airlines (N121US) brach auf dem planmäßigen Flug von Minneapolis nach Miami über Tell City (Indiana, USA) in der Luft auseinander. Der Unfall wurde durch Vibrationen der Propeller verursacht. Alle 63 Insassen fanden den Tod (siehe auch Northwest-Airlines-Flug 710).[28]

- 19. März – An einer Curtiss C-46A-60-CS Commando der kolumbianischen SAM Colombia (Sociedad Aeronautica Medellin) (HK-516), die sich auf einem Flug von der Insel San Andrés (Kolumbien) nach Medellín befand, entwickelten sich Probleme mit dem linken Triebwerk. Der Kapitän entschied, nach Planeta Rica (Kolumbien) umzudrehen und dort zu landen, jedoch stürzte die Maschine 11 Kilometer davor ab. Ursachen waren der Triebwerksschaden, aber auch die Tatsache, dass die Piloten nicht über das Wetter in Planeta Rica und die Schließung des Platzes informiert wurden. Von den 46 Insassen kamen 25 ums Leben, drei Besatzungsmitglieder und 22 Passagiere.[29]

- 25. März – Eine Curtiss C-46A-60-CK Commando der kanadischen Wheeler Airlines (CF-IHQ) wurde im Gegenanflug auf die DEW Site 28 (Nordwest-Territorien, Kanada) in einer Höhe von nur 780 Fuß (237 Metern) ins Gelände geflogen. Diesen CFIT (Controlled flight into terrain) überlebten beide Piloten, die einzigen Insassen auf dem Frachtflug. Das Flugzeug wurde irreparabel beschädigt.[30]

- 5. April – Eine Curtiss C-46A-40-CU Commando der Lineas Aereas de Nicaragua (LANICA) (AN-AIN) flog nach dem Start vom Flughafen in Siuna nach San Pedro (Región Autónoma de la Costa Caribe Norte, Nicaragua) in einen Hügel 2,4 Kilometer vom Startflugplatz entfernt. Die Untersuchung ergab, dass das Verteilerventil des linken Propellers an der Basis der Verbindung mit der Motorkurbelwelle gebrochen war, wobei die ersten Gewinde gebrochen waren. Der Bruch scheint auf Ermüdung zurückzuführen zu sein. Von den 18 Insassen kamen je ein Besatzungsmitglied und ein Passagiere ums Leben.[31]

- 12. April – Eine Douglas DC-3/C-53 der brasilianischen Cruzeiro do Sul (PP-CDS), die für VARIG betrieben wurde, verunglückte beim Start in Pelotas (Brasilien). Das Flugzeug wich nach rechts von der Startbahn ab, es wurde überkorrigiert und sie nahm Kurs auf geparkte Maschinen. Der Kapitän dachte, er könne eine Kollision durch frühes Abheben verhindern, was sich allerdings als Irrtum erwies. Die DC-3 kollidierte mit den geparkten Flugzeugen PT-ABZ und PP-HDJ, stürzte ab und fing Feuer. Von den 22 Insassen kamen 10 ums Leben, 2 der 3 Besatzungsmitglieder und 8 der 19 Passagiere.[32]

- 14. April – Die Besatzung einer Curtiss C-46A Commando der kubanischen Expreso Aéreo Interamericano (CU-C644) fuhr beim Start vom Flughafen Miami (Florida, USA) das Fahrwerk zu früh ein. Die Maschine sank wieder durch und machte eine Bauchlandung. Alle vier Insassen, zwei Besatzungsmitglieder und zwei Passagiere, überlebten den Unfall. Das Flugzeug wurde irreparabel beschädigt.[33]

- 17. April – Mit einer Curtiss C-46A Commando der kolumbianischen Lloyd Aéreo Colombiano (HK-870) wurde auf dem Flughafen Bogotá-Eldorado (Kolumbien) eine Bauchlandung gemacht. Alle Insassen, Besatzungsmitglieder und Passagiere, überlebten den Unfall.[34]

- 19. April – Eine Curtiss C-46D der kolumbianischen Lloyd Aéreo Colombiano (HK-390) stürzte im Endanflug auf den Flughafen Bogotá ab. Die Maschine befand sich auf dem Flug von Medellin-Olaya Herrera. Ursache war ein Geschwindigkeitsverlust mit folgendem Strömungsabriss. Von den 51 Insassen kamen 37 ums Leben, 6 Besatzungsmitglieder und 31 Passagiere.[35]

- 22. April – Eine Douglas DC-4 der belgischen Sobelair (OO-SBL) wurde im Anflug auf Bunia (Kongo) bei schlechten Sichtbedingungen gegen einen Berg geflogen. Alle 35 Insassen wurden dabei getötet.[36]

- 28. April – An Bord einer Douglas DC-3/C-47B-15-DK der venezolanischen Linea Aeropostal Venezolana (LAV) (YV-C-AFE) explodierte während des Anflugs auf den Flughafen Calabozo (Venezuela) ein Sprengsatz. Es kam zum Kontrollverlust und Absturz der Maschine 15 Kilometer vom Zielflughafen entfernt. Alle 13 Insassen, drei Besatzungsmitglieder und 10 Passagiere, wurden getötet.[37]

- 3. Mai – Eine Curtiss C-46A-55-CK Commando der brasilianischen Navegação Aérea Brasileira (NAB) (PP-NMD) wurde im Anflug auf den Flughafen Aguadilla-Borinquen (Puerto Rico) in einen kleinen Hügel geflogen. Bei diesem CFIT (Controlled flight into terrain) wurden alle 5 Besatzungsmitglieder getötet, die einzigen Insassen auf dem Überführungsflug.[38]

- 15. Mai – In der Nähe von Al-Fāschir (Sudan) wurde eine Douglas DC-4-1009 der schweizerischen Balair (HB-ILA) nach mehreren Navigationsfehlern gegen einen Berg geflogen. Die Maschine befand sich auf einem Positionierungsflug von Khartum nach Niamey. Bei diesem CFIT (Controlled flight into terrain) wurden alle 12 Menschen an Bord getötet.[39]

- 17. Mai – Eine Curtiss C-46F-1-CU Commando der argentinischen Transamerican Air Transport (LV-GGJ) brach bei extremer Turbulenz nahe El Sosneado (Provinz Mendoza, Argentinien) im Flug auseinander und stürzte in einen Berg. Alle 8 Insassen, drei Besatzungsmitglieder und 5 Passagiere, wurden getötet, ebenso wie die Ladung von 7 Rennpferden, die von Buenos Aires nach Santiago de Chile transportiert werden sollten. Beitragende Faktoren waren unzureichende Flugvorbereitung samt fehlender Wetterkenntnis und mangelhafte Sicherung der Pferde. Das Flugzeug wurde erst am 21. November 1961 gefunden, rund eineinhalb Jahre nach dem Unfall.[40][41]

- 19. Mai – Mit einer Curtiss C-46-A-55-CK Commando der venezolanischen Linea Expresa Bolivar (LEBCA) (YV-C-LBG) kam es im Anflug auf den Flughafen David (Panama) zu einer Notlandung im Gelände. Dabei wurde das Flugzeug irreparabel beschädigt. Alle Insassen, Besatzungsmitglieder und Passagiere, überlebten den Unfall.[42]

- 23. Mai – Eine Convair CV-880 der US-amerikanischen Delta Air Lines (N8804E) nahm kurz nach dem Abheben vom Flughafen Atlanta (Georgia, USA) eine sehr steile Längsneigung ein, rollte steil nach links und stürzte nach einem Strömungsabriss ab. Alle 4 Besatzungsmitglieder, die einzigen Insassen auf dem Trainingsflug, kamen ums Leben. Es war der erste Totalverlust einer CV-880 und auch der erste tödliche Unfall.[43]

- 27. Mai – Eine Avro York C.1 der Air Liban (OD-ACD) verunglückte beim Start vom Flughafen Teheran-Mehrabad (Iran). Alle Insassen überlebten. Am Flugzeug entstand Totalschaden. Nähere Einzelheiten sind nicht bekannt.[44]

- 29. Mai – Eine Vickers Viking 1A der britischen Air Safaris (G-AHOR) verunglückte bei der Landung auf dem Flughafen Tarbes-Ossun-Lourdes (Département Hautes-Pyrénées, Frankreich). Im Anflug bei einer 8/8-Wolkenbedeckung in 150 Metern (500 Fuß) war die Landebahn in der Entscheidungshöhe nicht zu sehen. Daraufhin wurde durchgestartet. Dabei wurde die Bahn plötzlich sichtbar und der Anflug wieder aufgenommen, wobei man allerdings vergaß, das Fahrwerk wieder auszufahren. Dies führte natürlich zu einer Bauchlandung, bei der das Flugzeug irreparabel beschädigt wurde. Alle 30 Insassen, drei Besatzungsmitglieder und 27 Passagiere, überlebten den Unfall.[45]

- 10. Juni – Eine Fokker F-27 Friendship 100 der australischen Fluggesellschaft Trans Australia Airlines (VH-TFB) stürzte beim Landeanflug auf den Flughafen von Mackay (Queensland) 12 Kilometer vor dem Ziel ins Meer. Zum Zeitpunkt des Absturzes herrschten schlechte Sichtverhältnisse. Alle 29 Insassen starben, die vier Besatzungsmitglieder und 25 Passagiere. Es war der erste Totalschaden einer F-27 und gleichzeitig deren erste tödliche Unfall.[46]

- 14. Juni – Eine Lockheed L-749A Constellation der US-amerikanischen Pacific Northern Airlines (N1554V) wurde in 2.740 Metern Höhe (9.000 Fuß) in den Mount Gilbert (Alaska, USA) geflogen. Die Maschine war auf dem Weg von Cordova (Alaska) nach Anchorage und sollte laut Freigabe in einer Höhe von 10.000 Fuß fliegen. Sie befand sich außerdem 52 Kilometer rechts von der vorgeschriebenen Flugstrecke. Bei diesem CFIT (Controlled flight into terrain) wurden alle 14 Insassen getötet, fünf Besatzungsmitglieder und 9 Passagiere.[47][48]

- 24. Juni – Eine Convair CV-340 der brasilianischen REAL Transportes Aéreos (PP-YRB) stürzte im Anflug auf den Flughafen Rio de Janeiro-Galeao (Brasilien) ab. Die Maschine flog gerade eine Kurve in Wolken, als sie in die Guanabara-Bucht stürzte. Alle 54 Insassen, fünf Besatzungsmitglieder und 49 Passagiere, kamen ums Leben. Es war der schwerste Unfall einer Convair CV-340, gemessen an der Anzahl der Todesopfer[49]

- 25. Juni – Eine Douglas DC-3/C-47 der costa-ricanischen Lacsa (TI-1023) stürzte im Landeanflug auf den Flughafen San José-La Sabana (San José (Costa Rica)) in eine Kaffeeplantage. Von den 15 Insassen kam ein Passagier ums Leben.[50]

- 10. Juli – Eine Douglas DC-3/C-47-DL der indischen Kalinga Airlines (VT-DGS) beflog im Auftrag von Gulf Aviation die Strecke von Doha (Qatar) nach Sharjah (Vereinigte Arabische Emirate). Die Maschine verschwand und wurde trotz intensiver Suche nicht gefunden. Alle 16 Insassen, 3 Besatzungsmitglieder und 13 Passagiere, kamen ums Leben.[51]

- (A) 14. Juli – Bei einer Douglas DC-7C der US-amerikanischen Northwest Airlines (N292) kam es zu einem Triebwerksausfall des Motors Nr. 2 (links innen). Während eines Notsinkflugs löste sich dessen Propeller und schlug in den Rumpf ein. Die Maschine befand sich auf einem Flug vom Flughafen Okinawa-Naha zum Flughafen Manila. Wegen eines Feuers in der linken Tragfläche wurde 8 Kilometer nordöstlich von Polillo Island (Philippinen), rund 100 Kilometer östlich von Manila, eine Notwasserung durchgeführt, bei der das Flugzeug in mehrere Teile zerbrach. Die Insassen konnten sich auf die noch schwimmende rechte Tragfläche flüchten, von der sie vier bis sechs Stunden nach dem Unfall gerettet wurden. Ein weiblicher Passagier verstarb, die anderen 57 Insassen überlebten (siehe auch Northwest-Airlines-Flug 1-11).[52]

- 14. Juli – In einer Douglas DC-3/C-47A-DL der Philippine Airlines (PI-C16) ging beim Ausweichflug zum Flugplatz Cebu-Lahug (Philippinen) der Treibstoff aus. Die Piloten mussten eine Notwasserung in flachem Wasser durchführen, 40 Meter von der Küste von Mindanao. Alle 31 Insassen, drei Besatzungsmitglieder und 28 Passagiere, überlebten den Unfall.[53]

- (A) 27. Juli – Ein Hubschrauber des Typs Sikorsky S-58 der US-amerikanischen Chicago Helicopter Airways stürzte nach dem Bruch eines Rotorblattes in Chicago (USA) ab. Alle elf Fluggäste sowie die beiden Piloten kamen ums Leben (siehe auch Chicago-Helicopter-Airways-Flug 698).

- 15. August – In einer Saab Scandia der brasilianischen VASP (Viação Aérea São Paulo) (PP-SQS) entstand auf dem Flug vom Flughafen São Paulo-Viracopos nach Uberlândia ein Feuer im vorderen Gepäckraum. Der Kapitän betätigte nicht die Feuerlöschanlage, da er glaubte, dass dies die ohnehin schlechte Sicht im Cockpit noch weiter beeinträchtigen würde. Bei der Notlandung während der Rückkehr nach Viracopos überrollte die Maschine das Bahnende und geriet in einen Bereich, in dem Bauarbeiten durchgeführt wurden. Alle Insassen überlebten, allerdings wurde das Flugzeug zerstört.[54]

- 24. August – An einer Vickers Viking 1B der britischen Don Everall Aviation (G-AMNK) fiel beim Start vom Flughafen Heraklion (Griechenland) ein Triebwerk aus. Das Flugzeug stürzte aus einer Höhe von etwa 100 Fuß (30 Metern) ins Meer. Alle 3 Besatzungsmitglieder, die einzigen Insassen auf dem Frachtflug, kamen ums Leben.[55]

- 24. August – Bei einer Lockheed L-1049G Super Constellation der australischen Qantas (VH-EAC) fiel während des Startlaufs auf dem Flughafen Mauritius ein Triebwerk aus. Beim folgenden Startabbruch gelang es nicht, das Flugzeug rechtzeitig zum Stillstand zu bringen; es überrollte das Startbahnende mit einer Geschwindigkeit von 40 Knoten. Die Maschine sprang über eine Böschung, krachte in eine tiefe Rinne und fing Feuer. Alle 50 Insassen, 12 Besatzungsmitglieder und 38 Passagiere, überlebten den Totalschaden.[56]

- 24. August – Eine Curtiss C-46A-40-CU Commando der brasilianischen Paraense Transportes Aéreos (PP-BTJ) stürzte in den Rio Jaru (Brasilien). Alle drei Besatzungsmitglieder, die einzigen Insassen, überlebten den Unfall. Sie wurden nach einer Woche verletzt gerettet.[57]

- 29. August – Nahe dem Flughafen Dakar-Yoff (Senegal) stürzte eine Lockheed L-1049G Super Constellation der Air France (F-BHBC) auf dem Flug von Paris über Monrovia nach Abidjan bei ungünstigem Wetter während des zweiten Landeversuchs zum Zwischenstopp in Dakar ins Meer. Alle 63 Insassen starben. Eine Ursache konnte nicht ermittelt werden.[58]

- 1. September – Mit einer Douglas DC-4-1009 der syrisch-ägyptischen United Arab Airlines (heute Syrian Arab Airlines) (YK-AAR) kam es nahe Mpouya, 220 Kilometer nordöstlich vom Zielflughafen Léopoldville-Ndjili (Kongo-Léopoldville) entfernt, zu einer Notwasserung im Kongo-Fluss. Alle 14 Insassen, fünf Besatzungsmitglieder und 9 Passagiere, wurden mit einem Schlepper gerettet und überlebten den Unfall.[59]

- 3. September – An einer Douglas DC-4-1009 der südafrikanischen Trek Airways (ZS-CIG) geriet auf dem Reiseflug von Kairo nach Entebbe das Triebwerk Nr. 2 in Brand und ließ sich nicht löschen. Die Flugbesatzung war daher gezwungen, eine Notlandung in einem sandigen Tal bei El-Badari (Ägypten) durchzuführen. Alle 67 Insassen, sechs Besatzungsmitglieder und 61 Passagiere, überlebten den Unfall. Das Feuer breitete sich aus und das Flugzeug wurde zerstört.[60]

- (A) 7. September – Der Propeller des Triebwerks Nr. 3 einer Douglas DC-6 der Aerolíneas Argentinas (LV-ADS) löste sich im Flug, woraufhin die Maschine in der Luft auseinanderbrach und nahe Salto (Uruguay) auf ein Feld stürzte. Alle 31 Insassen kamen ums Leben (siehe auch Aerolíneas-Argentinas-Flug 205).[61]

- 14. September – Das Hauptfahrwerk einer Lockheed L-188A Electra der US-amerikanischen American Airlines (N6127A) streifte kurz vor der Landebahn am Flughafen New York-LaGuardia einen unmarkierten Deich. Alle 76 Insassen überlebten; die Maschine wurde irreparabel beschädigt.[62]

- 14. September – Eine Douglas DC-7C der US-amerikanischen Braniff International Airways (N5900) wurde auf dem Flughafen Dallas Love Field (Texas, USA) von einem Wartungsinspektor zum Gelände für Motoren-Probeläufe gerollt. Er hatte das Hydrauliksystem für die Bremsen nicht zugeschaltet. Das Flugzeug rollte in ein Gebäude, wobei der vordere Rumpf stark beschädigt wurde. Der Wartungstechniker wurde getötet, die anderen 5 Mechaniker an Bord überlebten. Die Maschine konnte repariert werden.[63]

- 19. September – Eine Douglas DC-6A/B der US-amerikanischen World Airways (N90779) wurde 3,7 Kilometer nordöstlich des Startflugplatzes Guam-Agana Naval Air Station (Marianen) in einen Hügel geflogen. Die Maschine befand sich auf einem Charterflug für die US-Luftwaffe nach Wake Island. Bei diesem CFIT, Controlled flight into terrain, wurden 80 der 94 Insassen 28 getötet, 7 Besatzungsmitglieder und 73 Passagiere.[64]

- 22. September – Eine Curtiss C-46A-4-CU Commando der brasilianischen Paraense Transportes Aéreos (PP-BTF) stürzte kurz nach dem Start vom Flughafen Belém (Brasilien) ab und ging in Flammen auf. Alle 6 Insassen auf dem „Frachtflug“, vier Besatzungsmitglieder und 2 Passagiere, kamen ums Leben.[65]

- (A) 26. September – Eine Vickers Viscount 837 der österreichischen Austrian Airlines (OE-LAF) wurde beim Landeanflug auf den Flughafen Moskau-Scheremetjewo (UdSSR) 10 Kilometer vom Ziel entfernt in einen Wald geflogen und zerschellte. Bei diesem Controlled flight into terrain wurden von den 37 Personen an Bord 31 getötet (siehe auch Austrian-Airlines-Flug 901).[66]

- 28. September Eine Douglas DC-3/C-53-DO der Mexicana de Aviación (XA-HUS) wurde bei dichtem Nebel in der Nähe von Juchitepec (Mexiko) gegen einen Berg geflogen, 41 Kilometer südsüdöstlich des Ziels, dem Flughafen Mexiko-Stadt. Durch diesen CFIT (Controlled flight into terrain) wurden 8 der 18 Insassen getötet, alle drei Besatzungsmitglieder und 5 Passagiere.[67]

- 4. Oktober – Eine Lockheed L-188A Electra der US-amerikanischen Eastern Air Lines (N5533) verunglückte nach dem Start vom Flughafen Boston (Massachusetts, USA) wegen eines Vogelschlags, der zum Ausfall von zwei Triebwerken geführt hatte. Von den 72 Personen an Bord kamen 62 ums Leben.[68]

- 4. Oktober – Die Piloten einer Curtiss C-46F-1-CU Commando der US-amerikanischen Capitol Airways (N4719N) hörten beim Nachtanflug auf die McClellan Air Force Base (Kalifornien, USA) in einer Höhe von 250 Fuß (76 Metern) einen dumpfen Schlag und sahen einen hellen Blitz unter ihrem Flugzeug. Die Maschine wurde nur leicht beschädigt, konnte sicher gelandet und später repariert werden. Sie war mit einer privaten Cessna 172 (N6484B) kollidiert, die nach dem Zusammenstoß außer Kontrolle geriet, abstürzte und Feuer fing. Deren beide Insassen kamen ums Leben. Beide Piloten der C-46, die einzigen Insassen auf dem Frachtflug, überlebten den Unfall unverletzt.[69][70]

- 9. Oktober – Eine Handley Page Hermes IV der britischen Falcon Airways (G-ALDC) überrollte bei der Landung auf dem Flughafen Southend (Essex, UK) bei Aquaplaning-Bedingungen das Landebahnende. Das Flugzeug prallte gegen einen Erdwall am Rande des Flughafens. Bei der Berührung mit dieser Böschung brach die Bugradstrebe aus ihrer oberen Befestigung. Das Flugzeug kam auf einem angrenzenden Bahngleis zum Stillstand und wurde irreparabel beschädigt. Alle 76 Insassen, fünf Besatzungsmitglieder und 71 Passagiere, überlebten den Unfall. Es war der letzte Totalschaden einer Handley Page Hermes.[71]

- 14. Oktober – Eine De Havilland Heron 2 der italienischen Itavia (I-AOMU) flog bei schlechtem Wetter in den Berghang des Monte Capanne auf Elba (Italien). Alle elf Personen an Bord wurden getötet.[72]

- 15. Oktober – An einer Curtiss C-46F-1-CU Commando der US-amerikanischen Capitol Airways (N1300N) brach im Anflug auf die Hill Air Force Base (Utah, USA) die rechte Tragfläche ab. Die Maschine stürzte aus einer Höhe von 6500 Fuß (1980 Metern) 16 Kilometer vor der Landebahn ab. Ursache waren Ermüdungsbrüche der Befestigungsbolzen des unteren Befestigungswinkels der rechten Tragfläche. Beide Piloten, die einzigen Insassen auf dem Frachtflug, kamen ums Leben.[73]

- 28. Oktober – Eine Douglas DC-4/C-54A-10-DC der US-amerikanischen Northwest Airlines (N48762) wurde 32 Kilometer westlich von Missoula (Montana, USA) in das Clark Fork Valley geflogen. Trotz aufliegender Bewölkung und Schneeschauern wurde der Anflug auf den Flughafen Missoula im Sichtflug durchgeführt. Bei diesem CFIT (Controlled flight into terrain) wurden alle 12 Insassen, vier Besatzungsmitglieder und 8 Passagiere, getötet.[74]

- 29. Oktober – Eine Curtiss C-46F-1-CU Commando der US-amerikanischen Arctic Pacific (N1244N) stürzte nach dem Start vom Flughafen Toledo Express (Ohio, USA) ab. Die Maschine stürzte etwa 1700 Meter vom Beginn der Startbahn ab, geriet in Brand und wurde zerstört. Das Flugzeug war mit 2000 pounds (gut 900 Kilogramm) über seinem zulässigen Höchstabfluggewicht überladen. Hinzu kam ein teilweiser Leistungsverlust des linken Triebwerks. Von den 48 Insassen wurden 22 getötet, zwei Besatzungsmitglieder und 20 Passagiere.[75]

- 8. November – Eine Lockheed L-1049G Super Constellation der US-amerikanischen Trans World Airlines (TWA) (N7125C), betrieben für die spanische Iberia, verunglückte bei der Landung auf dem Flughafen Barcelona-El Prat. Die aus Madrid kommende Maschine berührte gut 30 Meter vor der Landebahn einen Abfallhaufen, verlor die linken Räder, schleuderte von der Bahn herunter und fing Feuer. Alle 71 Insassen, 8 Besatzungsmitglieder und 63 Passagiere, überlebten.[76][77]

- 8. November – Eine Curtiss C-46A Commando der costa-ricanischen Lacsa (TI-1024C) hatte bei der Landung auf dem Flughafen Palma Sur (Costa Rica) gerade aufgesetzt, als ein Leichtflugzeug der Marke Piper auf die Landebahn rollte. Beim Versuch der Piloten, diesem auszuweichen, geriet die Curtiss von der Bahn ab und kollidierte mit Bäumen. Das Flugzeug wurde irreparabel beschädigt. Über Personenschäden ist nichts bekannt.[78]

- 11. November – Bei einer Bristol Britannia 102 der British Overseas Airways Corporation (BOAC) (G-ANBC) kam es zum Verlust von Hydraulikdruck, weshalb das Fahrwerk nicht ausgefahren und verriegelt werden konnte. Die Landung auf dem Flughafen Khartum (Sudan) erfolgte auf einem Landestreifen neben der eigentlichen Landebahn, wobei am Flugzeug Totalschaden entstand. Alle 27 Insassen, 9 Besatzungsmitglieder und 18 Passagiere, überlebten.[79]

- 23. November – Eine Douglas DC-3C der Philippine Airlines (PI-C133) wurde in einer Höhe von 6000 Fuß (1830 Metern) gegen den Berg Baco (Mindoro, Philippinen) geflogen, knapp 200 Kilometer südlich von Manila. Das Wrack wurde erst sieben Tage später gefunden. Bei diesem CFIT (Controlled flight into terrain) wurden alle 33 Insassen getötet, vier Besatzungsmitglieder und 29 Passagiere.[80]

- 26. November – Die Piloten einer Curtiss C-46F-1-CU Commando der US-amerikanischen CIA-Fluggesellschaft Air America (illegales Kennzeichen: B-130) verloren die Kontrolle über das Höhenruder. Deshalb wurde nahe der Ebene der Steinkrüge (Laos) eine Notlandung durchgeführt. Dabei wurde das Flugzeug irreparabel beschädigt. Von den 3 Besatzungsmitgliedern wurden 2 getötet.[81]

- 7. Dezember – Eine Curtiss C-46A-60-CK Commando der brasilianischen REAL Transportes Aéreos (PP-AKF) verunglückte auf dem Flug von Cuiabá nach Manaus. Während des Reisefluges fiel das Triebwerk Nr. 2 (rechts) aus, woraufhin die Maschine zu sinken begann. Der Kapitän ließ Fracht hinauswerfen, aber das Flugzeug verlor immer weiter an Höhe, stürzte ab und fing Feuer. Alle 15 Insassen, zwei Besatzungsmitglieder und 13 Passagiere, kamen ums Leben.[82]

- (A) 10. Dezember – Eine Antonow An-2T der sowjetischen Aeroflot (CCCP-33181), mit der ein Flug von Semipalatinsk nach Abai durchgeführt wurde, war ohne einen gültigen meteorologischen Bericht gestartet und traf entlang der Flugstrecke auf sehr schwierige Wetterbedingungen. Als 45 Kilometer vom Startflughafen eine Kehrtwende für die Umkehr nach Semipalatinsk geflogen wurde, bewegten sich mehrere Passagiere in den hinteren Rumpfbereich zur Bordtoilette. Hierdurch kam es zu einer Schwerpunktverlagerung, die zu einem Strömungsabriss und schließlich zum Absturz der Maschine führte. Alle 12 Insassen kamen ums Leben (siehe auch Aeroflot-Flug 11).[83]

- 15. Dezember – Eine Douglas DC-3/C-47D der Air Laos (XW-PAD) wurde auf dem Flughafen Vientiane-Wattay (Laos) durch Granatenfeuer irreparabel beschädigt. Über Personenschäden ist nichts bekannt.[84]

- (A) 16. Dezember – Eine Douglas DC-8-11 der US-amerikanischen United Airlines (N8013U) auf dem Flug von Chicago zum Idlewild Airport (New York City, USA) und eine aus Columbus (Ohio) kommende Super Constellation der TWA (N6907C) im Anflug auf den LaGuardia Airport kollidierten in etwa 1600 Meter Höhe über Staten Island. Alle 128 Insassen der beiden Maschinen (84 in der DC-8 und 44 in der L-1049) und sechs Personen an der Absturzstelle der DC-8 in Brooklyn kamen ums Leben.[85][86] Nach der Flugzeugkollision über dem Grand Canyon vom Juni 1956, bei der 128 Menschen starben, war es der schwerste Flugunfall in den Vereinigten Staaten (siehe auch Flugzeugkollision von New York City).[87]

- 18. Dezember – Eine Curtiss C-46 Super C Commando der brasilianischen VARIG (PP-VCT) überrollte bei der Landung auf dem Flughafen São Paulo–Congonhas (Brasilien) das Landebahnende der Bahn 15 und wurde irreparabel beschädigt. Als Ursache wurden ein falsches IFR-Verfahren und die falsche Verwendung der Bremsen festgestellt. Die drei Besatzungsmitglieder, die einzigen Insassen auf dem Frachtflug, überlebten den Unfall.[88]

- 22. Dezember – Bei einer Douglas DC-3/C-47A-90-DL der Philippine Airlines (PI-C126) fiel unmittelbar nach dem nächtlichen Abheben vom Flughafen Cebu-Lahug (Philippinen) das Triebwerk Nr. 1 (links) aus. Das Flugzeug stürzte am Ort Talamban ab, 2,5 Kilometer nordnordöstlich des Flughafens, und brannte aus. Von den 37 Insassen kamen 28 ums Leben, zwei Besatzungsmitglieder und 26 Passagiere.[89]

### 1961
- (A) 19. Januar – Eine Douglas DC-8-21 der Aeronaves de México (Luftfahrzeugkennzeichen XA-XAX) verunglückte mit 97 Passagieren und neun Besatzungsmitgliedern an Bord, als der Start vom Flughafen Idlewild (dem heutigen Flughafen John F. Kennedy International) abgebrochen wurde. Der Zwischenfall wurde durch den dritten, nichtfliegenden Piloten verursacht, der ohne Absprache die Schubhebel betätigt und damit die Leistung der vier Triebwerke reduziert hatte. Bei dem Unfall starben vier Besatzungsmitglieder. Zum Zeitpunkt des Zwischenfalls herrschte schlechtes Wetter und die Startbahn war schneebedeckt (siehe auch Aeronaves-de-México-Flug 401).[90]

- 22. Januar – An einer Curtiss C-46F-1-CU Commando der US-amerikanischen Capitol Airways (N1308V) löste sich während des Reisefluges in 2500 Fuß (760 Metern) Höhe der Zylinder Nr. 8 des linken Triebwerks aufgrund von Ermüdungsbrüchen. Das Triebwerk geriet in Brand, der durch austretendes Öl und Benzin angefacht wurde und auf den Fahrwerkschacht übergriff. Dadurch wurde die Struktur der Tragfläche derart geschwächt, dass sie abbrach. Das Flugzeug stürzte bei Katy (Texas) (USA) ab. Beide Piloten, die einzigen Insassen auf dem Frachtflug, kamen ums Leben.[91]

- 24. Januar – Eine Douglas DC-3/C-47A-80-DL der Garuda Indonesia (PK-GDI) wurde auf dem Weg zum Flughafen Bandung (Indonesien) in einer Höhe von 5400 Fuß (1640 Metern) gegen den Vulkan Burangrang geflogen. Durch diesen CFIT (Controlled flight into terrain) wurden alle 21 Insassen getötet, fünf Besatzungsmitglieder und 16 Passagiere.[92]

- 26. Januar – Eine Lockheed L-049 Constellation der brasilianischen Panair do Brasil (PP-PDC) wurde bei der Landung auf dem Flughafen Belo Horizonte–Pampulha (Brasilien) zu spät und mit zu hoher Geschwindigkeit aufgesetzt. Die Piloten führten dann absichtlich einen Ringelpiez herbei, um ein Überschießen des Landebahnendes zu verhindern. Die Maschine kam in einem Graben neben der Landebahn zum Liegen und wurde irreparabel beschädigt. Alle 59 Insassen, sechs Besatzungsmitglieder und 53 Passagiere, überlebten den Unfall.[93]

- (A) 28. Januar – Die Besatzung einer Boeing 707-123 der US-amerikanischen American Airlines (N7502A) verlor auf einem Trainingsflug aus ungeklärter Ursache die Kontrolle über die Maschine. Die vom Flughafen New York-Idlewild gestartete Maschine stürzte bei Montauk ins Meer, alle sechs Insassen starben (siehe auch American-Airlines-Flug 1502).[94]

- 3. Februar – Eine Douglas DC-3/C-47A-20-DK der Garuda Indonesia (PK-GDY) verschwand auf dem Inlandsflug von Surabaya (Indonesien) nach Balikpapan querab der Insel Madura. Das Flugzeug wurde nie gefunden. Alle 26 Insassen, fünf Besatzungsmitglieder und 21 Passagiere, blieben vermisst.[95]

- 4. Februar – Eine Vickers Viking 1B der deutschen LTU (D-BALI) geriet beim Start zu einem Frachtflug auf dem Flughafen Düsseldorf ins Schleudern und streifte die Hütte des ILS-Senders. Die drei Besatzungsmitglieder überlebten, wobei zwei Piloten leicht verletzt wurden. Am Flugzeug entstand jedoch Totalschaden.[96][97]

- (A) 15. Februar – Eine Boeing 707 der belgischen Fluggesellschaft Sabena (OO-SJB) schlug in einem Feld auf, nachdem vermutlich die Trimmung der Höhenflosse im Landeanflug auf Brüssel, Belgien versagt hatte. Alle 72 Insassen sowie ein Landwirt am Boden kamen ums Leben. Eine weitere Person am Boden wurde schwer verletzt (siehe auch Sabena-Flug 548).[98]

- 18. Februar – Eine Douglas DC-7CF (N745PA) der US-amerikanischen Pan Am kollidierte im Landeanflug auf den Flughafen Stuttgart mit einem Erdhaufen vor und neben der Landebahn. Die Piloten der aus Frankfurt kommenden Frachtmaschine setzten den Anflug im dichten Nebel bei einer Sicht von 100 Metern und einer Wolkenhöhe von 30 Metern auch unter die Entscheidungshöhe von 200 Fuß fort, obwohl das Instrumentenlandesystem nicht zuverlässig funktionierte und 4 von 5 Elementen der Anflugbefeuerung außer Betrieb waren. Beim Zusammenstoß mit dem Erdhaufen wurden das Fahrwerk und das Triebwerk Nr. 3 (rechts innen) abgerissen. Dennoch gelang es den Piloten durchzustarten und auf dem Flughafen Nürnberg eine Bauchlandung auf einem Schaumteppich durchzuführen. Die dreiköpfige Besatzung blieb unverletzt, das Flugzeug wurde jedoch irreparabel beschädigt.[99]

- 19. Februar – Eine private Convair CV-240-0 des US-amerikanischen Vizepräsidenten Lyndon B. Johnson (N94256) flog in zerklüftetes Hügelland nahe seiner LBJ Ranch, etwa 80 Kilometer westlich der Austin-Bergstrom Air Force Base (Texas, USA). Dorthin wollten die Piloten zurückkehren, weil das Wetter am Flugplatz der Ranch zu schlecht war. Beide Piloten, die einzigen Insassen, wurden getötet.[100]

- 23. Februar – Eine Douglas DC-3/C-47B-45-DK der brasilianischen REAL Transportes Aéreos (PP-ANI) wurde bei einem Hangarbrand auf dem Flughafen São Paulo–Congonhas (Brasilien) irreparabel beschädigt. Dabei wurde ein Mechaniker verletzt. Das Feuer war durch einen Kurzschluss entstanden.[101]

- 6. März – Eine Lockheed L-1049G Super Constellation der spanischen Iberia (EC-AIP) stürzte am Flughafen São Paulo–Congonhas (Brasilien) bei starken Abwinden kurz vor der Landebahn zu Boden und fing Feuer. Alle 46 Insassen, 10 Besatzungsmitglieder und 36 Passagiere, überlebten.[102]

- 9. März – Eine Douglas DC-3/C-47A-85-DL der venezolanischen Linea Aeropostal Venezolana (LAV) (YV-C-AZQ) wurde bei Páramo Turmal (Venezuela) gegen einen Berg geflogen. Der Unfall wurde durch mehrere Navigationsfehler, Fliegen in zu niedriger Höhe und übermäßiges Vertrauen des Kapitäns in seine Streckenkenntnis verursacht. Durch diesen CFIT (Controlled flight into terrain) wurden alle 12 Insassen getötet, vier Besatzungsmitglieder und 8 Passagiere.[103]

- (A) 16. März – Eine Tupolew Tu-104B der sowjetischen Aeroflot (CCCP-42438) musste nahe dem Flughafen Swerdlowsk-Kolzowo notlanden. In einer Höhe von etwa 150 Metern fiel kurz nach dem Start das rechte Triebwerk aus. Die Piloten stellten jedoch versehentlich das linke Triebwerk ab. Ohne Triebwerksleistung kam es zur Notlandung auf einem kleinen gefrorenen See, über den die Maschine 870 Meter weit rutschte und dann mit Bäumen und einem Haus kollidierte. Fünf der 51 Insassen und zwei Personen am Boden kamen dabei ums Leben (siehe auch Aeroflot-Flug 068).[104]

- 22. März – In einer Douglas DC-4/C-54A-15-DC der US-amerikanischen Seven Seas Airlines (N5519V) entwickelten sich während eines Frachtflugs von Bombay nach Bangkok derart schwere Triebwerksprobleme, dass in der Nähe von Nagpur (Bundesstaat Maharashtra, Indien) eine Bauchlandung durchgeführt werden musste. Alle drei Besatzungsmitglieder des Frachtflugs überlebten den Totalschaden.[105]

- 22. März – Eine Douglas DC-3/C-47A-30-DL der Pakistan International Airlines (AP-AAC) wurde in Paksi (Ostpakistan) irreparabel beschädigt. Nähere Einzelheiten sind derzeit nicht verfügbar. Über Personenschäden ist nichts bekannt.[106]

- 26. März – Eine Douglas DC-6A der britischen Cunard Eagle Airways (G-APOM) brannte nach einem Landeunfall auf dem Flughafen Shannon (Irland) aus. Bei einem Touch-and-Go wurde das Fahrwerk eingefahren, obwohl die Maschine noch am Boden rollte. Die Maschine befand sich auf einem Trainingsflug. Alle sechs Besatzungsmitglieder, die einzigen Insassen, überlebten.[107]

- (A) 28. März – Auf dem Flug von Prag nach Zürich brach eine Iljuschin Il-18 der tschechoslowakischen CSA (OK-OAD) während des Reiseflugs auseinander und stürzte auf ein Feld bei Oberrüsselbach (Landkreis Forchheim), ca. 20 Kilometer nordöstlich von Nürnberg. Alle 52 Insassen (44 Passagiere und acht Crewmitglieder) kamen dabei ums Leben (siehe auch ČSA-Flug 511 (28. März 1961)).[108][109]

- (A) 3. April – Eine Douglas DC-3C der LAN Chile (CC-CLDP) auf dem Flug von Temuco (Chile) nach Santiago de Chile flog in den Hügel La Gotera in den Anden. Bei diesem CFIT (Controlled flight into terrain) wurden alle 24 Insassen getötet, vier Besatzungsmitglieder und 20 Passagiere. Das Heck und einige menschliche Überreste wurden am 10. April 1961 gefunden, im Februar 2015 der Rumpf und weitere menschliche Knochen (siehe auch LAN-Chile-Flug 210).[110]

- 8. April – Eine Curtiss C-46A-35-CU Commando der kolumbianischen Texaco (HK-489E) geriet bei der Landung auf der Piste von Puerto Calderón (Kolumbien) von der Landebahn ab und wurde irreparabel beschädigt. Alle 29 Insassen, zwei Besatzungsmitglieder und 27 Passagiere, überlebten den Unfall.[111]

- 27. April – An einer Curtiss C-46F-1-CU Commando der Air Cameroun (F-BESN) kam es kurz nach dem Start vom alten Flughafen Bangui (Zentralafrikanische Republik) zu einem Leistungsverlust eines Triebwerks. Bei der Notlandung außerhalb des Flughafens wurde das mit 6 Tonnen Fleisch beladene Flugzeug irreparabel beschädigt. Alle vier Insassen, drei Besatzungsmitglieder und ein Passagier, überlebten den Unfall.[112]

- 6. Mai – Eine Douglas DC-3/C-47B-5-DK der ägyptischen United Arab Airlines (heute Egypt Air) (SU-ALP) verunglückte beim Anflug auf den Flughafen Qamischli (Syrien). Die Maschine schlug knapp 300 Meter vor der Landebahn im Gelände auf und fing Feuer. Alle sieben Insassen, fünf Besatzungsmitglieder und zwei Passagiere, überlebten den Unfall.[113]

- (A) 10. Mai – Eine Lockheed L-1649 Starliner der Air France (F-BHBM) stürzte auf dem Flug von Fort Lamy (heute N’Djamena) nach Marseille vermutlich nach einem Sprengstoffanschlag etwa 100 Kilometer nördlich Edjele, Algerien über der Sahara ab. Das Heck der Maschine wurde in 1,5 km Entfernung vom Hauptwrack gefunden. Alle 78 Personen an Bord starben (siehe auch Air-France-Flug 406).[114]

- 12. Mai – Eine Douglas DC-3/R4D-4 der costa-ricanischen Lacsa (TI-1006C) kollidierte bei schlechtem Wetter mit einem Berg. Das Flugzeug befand sich auf dem Weg von San José nach Upala (Provinz Alajuela). Beide Insassen dieses Frachtfluges kamen ums Leben.[115]

- 24. Mai – An einer Avro York C.I der libanesischen Trans Mediterranean Airways (TMA) (OD-ACO) platzte beim Start vom Flugplatz Azaiba (Oman) der linke Reifen. Die Piloten kehrten für eine Notlandung zurück. Dabei geriet das Flugzeug von der Landebahn ab, wobei das Fahrwerk zusammenbrach und die Maschine irreparabel beschädigt wurde. Alle Insassen überlebten den Unfall. Der Flugplatz Azaiba lag etwa 2 Kilometer östlich der heutigen Landebahnschwelle 26 des Flughafens von Muscat.[116]

- 24. Mai – Eine Douglas DC-4-1009 der Trans Australia Airlines (VH-TAA) stürzte beim Landeanflug auf den Flughafen Brisbane auf Bulwer Island ab. Der Absturz wurde durch gesundheitliche Probleme des Kapitäns ausgelöst. Beide Insassen dieses Frachtfluges kamen ums Leben.[117]

- 30. Mai – Fünf Minuten nach dem Start in Lissabon, Portugal, stürzte eine Douglas DC-8 der holländischen KLM (PH-DCL) in den Atlantik. Die KLM führte den Flug im Auftrag der venezolanischen VIASA durch. Alle 61 Insassen (47 Passagiere und 14 Besatzungsmitglieder) kamen ums Leben.[118]

- 12. Juni – Eine aus Rom kommende Lockheed L-188C Electra der KLM (PH-LLM) flog im Anflug auf den Flughafen Kairo-International vier Kilometer vor der Landebahn in einen Hügel, der nur 60 Meter höher als der Flughafen ist. Die Maschine war auf dem Weg nach Karatschi und Kuala Lumpur. Von den 36 Insassen kamen 20 ums Leben.[119]

- 12. Juni – Das rechte Hauptfahrwerk einer Vickers Viscount 744 der japanischen All Nippon Airways (G-APKJ) brach bei einer sehr harten Landung auf dem Flughafen Osaka-Itami. Die Maschine wurde zum wirtschaftlichen Totalschaden. Alle 49 Insassen, fünf Besatzungsmitglieder und 44 Passagiere, überlebten.[120]

- 13. Juni – Eine Douglas DC-4 der Air Cameroun (TJ-ABC) verunglückte 1,5 Kilometer westlich des Flughafens Douala (Kamerun) auf einem nächtlichen Trainingsflug. Beim Start wurde der Ausfall des Triebwerks Nr. 4 (rechts außen) simuliert. Das Flugzeug gewann nach dem späten Abheben nicht genug Höhe und kollidierte 1200 Meter hinter dem Startbahnende mit einem Baum. Es stürzte zu Boden, brach auseinander und fing Feuer. Alle 5 Besatzungsmitglieder, die einzigen Insassen, kamen ums Leben.[121]

- 17. Juni – Die aus Tripolis kommende Douglas DC-4/C-54B der Continentale Deutsche Luftreederei (D-ABEB) wurde bei einem nächtlichen Anflug auf den Flughafen Kano (Nigeria) in den Boden geflogen. Bei diesem CFIT (Controlled flight into terrain) schlug die gecharterte Maschine rund 3,7 Kilometer vor der Landebahnschwelle auf und ging in Flammen auf, nachdem der verantwortliche Luftfahrzeugführer sich alleine auf die Anflugbefeuerung konzentriert und die Maschine damit bei unzureichender räumlicher Orientierung unter die notwendige Obstacle Clearance Altitude von 110 Metern geflogen hatte. Einer der sieben Insassen wurde beim Aufschlag der Maschine von dem sich lösenden und die Kabine durchbohrenden Propeller Nummer 2 getroffen und tödlich verletzt. Beim Aufschlag wurde ein Mechaniker aus der Maschine geschleudert, der sich aufgrund der Explosion eines Treibstofftanks schwere Verbrennungen zuzog. Die anschließende Untersuchung des Vorfalls ergab, dass die Ermüdung des Kommandanten und auch das versäumte Einschalten der Landescheinwerfer zu dem Unfall beigetragen hatten.[122][123]

- 19. Juni – Eine Lockheed L-1649A Starliner der argentinischen Trans Atlantica Argentina (LV-GLH) schlug bei der Landung auf dem Flughafen Rio de Janeiro–Galeao (Brasilien) kurz vor der Landebahn auf einen Erdhaufen auf. Dabei wurde das Fahrwerk abgerissen. Das Flugzeug rutschte noch 1050 Meter auf der Landebahn entlang, bevor es zum Stillstand kam. Es wurde irreparabel beschädigt. Alle Insassen überlebten den Unfall.[124]

- 20. Juni – Eine Douglas DC-7 der Overseas National Airways (N312A) wurde auf dem Flughafen Oakland (Kalifornien, USA) irreparabel beschädigt. Die im Schlepp befindliche DC-7 kollidierte mit einer Lockheed L-749A Constellation der US-amerikanischen International Aircraft Services (N5595A), riss deren gesamtes Leitwerk ab und beschädigte das Rumpfheck und die Tragfläche schwer. Alle Insassen beider Maschinen blieben weitgehend unverletzt.[125][126][127]

- 30. Juni – Eine Curtiss C-46A-55-CK Commando der argentinischen Transcontinental - TSA (LV-FTO) wurde im Anflug auf den Flughafen Buenos Aires–Jorge Newbery (Argentinien) gegen einen 8 Meter hohen Eisenbahnsignalmast geflogen, noch 1,3 Kilometer von der Landebahn entfernt. Die Maschine stürzte ab und fing Feuer. Durch diesen CFIT (Controlled flight into terrain) wurden von den 35 Insassen 24 getötet, zwei Besatzungsmitglieder und 22 Passagiere.[128]

- (A) 11. Juli – Eine Douglas DC-8-12 der US-amerikanischen United Airlines (N8040U) mit 129 Menschen an Bord hatte ein hydraulisches Problem während des Fluges. Während der Notlandung auf dem Flughafen Denver-Stapleton, Colorado (USA) platzten zwei Reifen. Das Flugzeug drehte sich und fing Feuer. Die Brandbekämpfung und Rettung der Personen wies in Bezug auf Organisation, Ausrüstung und Personal trotz vorheriger Beanstandungen schwerste Mängel auf. Siebzehn Personen starben (eine davon vom Bodenpersonal), 84 Menschen kamen mit Verletzungen davon (siehe auch United-Air-Lines-Flug 859).[129]

- 12. Juli – Eine Iljuschin Il-18 der tschechoslowakischen CSA (OK-PAF) stürzte aus unbekannter Ursache im Landeanflug auf Casablanca, Marokko ab. Die Maschine befand sich auf dem Flug nach Rabat und war auf Grund des dortigen Nebels nach Casablanca ausgewichen. Alle 72 Personen an Bord kamen ums Leben.[130]

- (A) 19. Juli – Eine Douglas DC-6 der Aerolíneas Argentinas (LV-ADW) brach bei Buenos Aires (Argentinien) im Steigflug aufgrund starker Turbulenzen in einer Höhe von 4800 Meter auseinander. Alle 67 Insassen starben (siehe auch Aerolíneas-Argentinas-Flug 644).[131]

- 21. Juli – Eine Douglas DC-6A der US-amerikanischen Alaska Airlines (N6118C) wurde im Anflug auf die Shemya Air Force Base (Alaska, USA) 60 Meter vor der Landebahn in eine Böschung geflogen. Nach dem Aufprall brach ein Feuer aus, und der größte Teil des Wracks verbrannte. Als hauptsächliche Unfallursachen wurden festgestellt: Das Fehlen von Anflug- und Landebahnbefeuerung und das Versäumnis des GCA-Lotsen, den Piloten in den letzten Phasen des Anflugs mehr positive Hinweise zu geben. Bei diesem CFIT (Controlled flight into terrain) wurden alle 6 Besatzungsmitglieder getötet, die einzigen Insassen auf dem Frachtflug.[132]

- 27. Juli – Eine Boeing 707-328 der Air France (F-BHSA) landete auf dem Flug von Paris-Orly über Hamburg nach Anchorage und Tokio zunächst auf dem Flughafen Hamburg-Fuhlsbüttel zwischen. Beim späteren Start bemerkte der Kapitän, dass das Flugzeug zur Seite zog. Er brach den Start daraufhin ab, die Maschine kam beim Ausrollen von der Startbahn ab und rollte in eine daneben liegende Senke. Dabei rissen das Fahrwerk und mehrere Triebwerke ab und der Flugzeugrumpf zerbrach in drei Teile. Die erst zwei Jahre alte Maschine musste abgeschrieben werden. Alle 41 Personen an Bord überlebten den Unfall.[133]

- 3. August – Eine Lockheed L-1049C Super Constellation der US-amerikanischen Eastern Air Lines (N6220C) geriet in Brand, als sie auf dem Flughafen New York-Idlewild (USA) zum Start rollte. Alle drei Besatzungsmitglieder, die einzigen Insassen auf dem Frachtflug, überlebten den Unfall. Die Maschine brannte aus.[134]

- 4. August – Die Besatzung einer Douglas DC-4 der Iranian Airways (EP-ADK) verlor auf einem Frachtflug von Beirut nach Teheran völlig die Orientierung. Über russischem Gebiet wurden beim Beschuss durch Jagdflugzeuge das Triebwerk Nr. 1 sowie der Tank für das Triebwerk Nr. 4 so beschädigt, dass die Besatzung eine Bauchlandung an der südwestlichen Küste des Kaspischen Meers 6 Kilometer von der Stadt Rudsar entfernt im Verwaltungsbezirk Rudsar (Iran) machen musste. Alle 3 Besatzungsmitglieder des Frachtfluges überlebten den Totalschaden.[135]

- (A) 6. August – Eine Douglas DC-3/C-47A-90-DL der ungarischen Malév (HA-TSA), mit der ein Rundflug über Budapest durchgeführt wurde, stürzte nach einem Kontrollverlust auf ein Wohnhaus, wobei alle 27 Insassen und drei Personen am Boden getötet wurden. Es wurde festgestellt, dass die Piloten gegen Betriebsvorschriften verstoßen hatten, indem sie Dritten Zugang zum Cockpit gewährten und verbotene Kunstflugmanöver flogen.[136]

- 9. August – Eine Vickers Viking 3B der britischen Cunard Eagle Airways (G-AHPM) wurde 54 Kilometer nordöstlich von Stavanger (Norwegen) in einem Berg geflogen. Die Piloten waren auf dem Weg von London Heathrow zum Flughafen Stavanger von der üblichen Anflugroute abgewichen. Durch diesen CFIT (Controlled flight into terrain) wurden alle 39 Insassen getötet.[137]

- 9. August – Eine Curtiss C-46 Super C Commando der Nordair (Kanada) (CF-HEI) wurde bei der Landung auf dem Sarcpa Lake Airstrip (Kanada) vor und unterhalb der Landebahnschwelle aufgesetzt. Das rechte Hauptfahrwerk brach zusammen, die C-46 verließ die Landebahn und wurde irreparabel beschädigt. Alle 9 Insassen, beide Besatzungsmitglieder und 7 Passagiere, überlebten den Unfall.[138]

- 13. August – Eine Curtiss C-46F-1-CU Commando der US-amerikanischen CIA-Fluggesellschaft Air America (B-136) wurde während des Abwurfs von Gütern im Distrikt Amphoe Pha Khao (Thailand) bei einer scharfen Kurve in einen Bergkamm geflogen. Der Nachschub wurde der CIA-finanzierten Hmong-Guerilla geliefert. Bei diesem CFIT (Controlled flight into terrain) wurden alle 6 Insassen getötet, fünf Besatzungsmitglieder und ein CIA-Passagier.[139]

- 14. August – An einer Vickers Viking 1B der britischen Overseas Aviation (G-AJCE) fielen beim Start vom Flughafen Lyon-Bron (Frankreich) beide Triebwerke aus. Der Ausfall des ersten Motors (rechts) war auf den Bruch einer Dichtung im hydraulischen Propellersteigungsregelungssystem zurückzuführen. Der Bruch führte zu Schwankungen der Steigung und damit der Drehzahl des Motors. Die Vibrationen des linken Motors waren zweifellos auf einen Zündfehler zurückzuführen. Es wurde festgestellt, dass das Zündgeschirr nicht den Anforderungen entsprach. Daraufhin kam es zu einer Bruchlandung in der Nähe des Flughafens, bei der das Flugzeug irreparabel beschädigt wurde. Alle 40 Insassen, drei Besatzungsmitglieder und 37 Passagiere, überlebten den Unfall.[140]

- 22. August – Eine Canadian Vickers PBV-1A Canso (Consolidated PBY-5A Catalina) der indischen Airways (India) (VT-DID) wurde an einem unbekannten Ort in Indien bei einem Unfall zerstört. Über Personenschäden ist nichts bekannt.[141]

- 26. August – Eine Douglas DC-3/C-47A-80-DL der Indian Airlines (VT-AXA) wurde beim Start auf dem Flughafen Kalkutta-Dum Dum (Indien) bei einer zu niedrigen Geschwindigkeit abgehoben und stürzte unmittelbar danach ab. Alle drei Besatzungsmitglieder, die einzigen Insassen auf dem Frachtflug, überlebten den Unfall.[142]

- 29. August – Eine de Havilland Canada DHC-3 Otter der kanadischen Eastern Provincial Airways (CF-MEX), die für Greenlandair betrieben wurde, startete von der Sondrestrom Air Base zu einem Charterflug zum Flughafen Aasiaat. In einer Höhe von 3.500 Fuß entwickelte sich ein schwerer Brand an Bord, ausgelöst durch eine Undichtigkeit im Vergaser. Den Piloten, die sich bei dem Vorfall schwere Brandverletzungen zuzogen, gelang eine Notlandung auf einem See, wobei die Maschine ans Ufer schlitterte und dort ausbrannte. Die vier Passagiere blieben unverletzt. Der Flugkapitän wurde aus dem Cockpit geschleudert und unter einer Schwimmkufe eingeklemmt. Er erlitt schwere Brandverletzungen, an denen er am 9. September 1961 starb.[143]

- (A) 1. September – Eine Lockheed L-049 Constellation der US-amerikanischen TWA (N86511) stürzte nach dem Start vom Flughafen Chicago Midway bei Hinsdale, Illinois (USA) aufgrund eines Schadens am Höhenruder ab. Alle 78 Personen an Bord starben (siehe auch Trans-World-Airlines-Flug 529).[144]

- 6. September – Eine Douglas DC-3/C-47A-40-DL der brasilianischen REAL Transportes Aéreos (PP-AVL) wurde im Anflug auf den Flughafen von Concórdia (Brasilien) bei ungünstigen Wetterbedingungen 1500 Meter vor der Landebahn in den Boden geflogen. Mit der Frachtmaschine wurde eine Ladung gefrorenes Fleisch transportiert. Bei diesem CFIT (Controlled flight into terrain) wurden alle 4 Besatzungsmitglieder, die einzigen Insassen, getötet.[145]

- (A) 10. September – Eine Douglas DC-6B der US-amerikanischen President Airlines (N90773) stürzte etwa eine Minute nach dem Abheben vom Flughafen Shannon (Irland) ab. Die Maschine sollte auf dem Flug von Düsseldorf über Gander (Neufundland) nach Chicago fliegen und geriet in eine immer steiler werdende Linkskurve, bis sie schließlich mit etwa 90° Schräglage 1500 Meter von der Startbahn entfernt in den Fluss Shannon stürzte. Alle 83 Menschen an Bord, 6 Besatzungsmitglieder und 77 Passagiere (davon 65 Deutsche), kamen ums Leben. Als Ursache dieses zweitschwersten Unfalls einer DC-6 wird ein technischer Defekt angenommen (siehe auch Absturz der DC-6 „Theodore Roosevelt“ 1961).[146]

- 12. September – Die Piloten einer Caravelle III der Air France (F-BJTB) leiteten auf dem Flug von Paris-Orly nach Rabat den Sinkflug vier Kilometer zu früh ein. Die Maschine flog gegen einen Hügel und ging in Flammen auf. Alle 77 Insassen starben. Beitragender Faktor war die unergonomische Konstruktion des in der Caravelle installierten Kollsman-Höhenmessers.[147]

- 12. September – Eine Curtiss C-46A-20-CU Commando der bolivianischen CAMBA (Commercializadora Aérea Mixta Boliviana) (CP-687) verunglückte im Anflug auf den Flugplatz San Borja (Beni, Bolivien) etwa 25 Kilometer südlich vom Ziel, nahe dem Fluss Maniqui im Gebiet Cara Cara. Von den drei Besatzungsmitgliedern kam eines ums Leben.[148]

- 15. September – Eine Douglas DC-4-1009 der belgischen Sabena (OO-ADN), betrieben für die kongolesische Air Katanga, wurde auf dem Elisabethville Airport (Kongo-Léopoldville) durch ein katangisches Kampfflugzeug des Typs Fouga Magister bombardiert und mit einer 100-pounds-Bombe zerstört. Über Personenschäden ist nichts bekannt.[149]

- 16. September – Eine Douglas DC-4 (C-54D) der britischen Starways (G-APIN) wurde in Kamina, Katanga am Boden von katangischen Kampfflugzeugen des Typs Fouga Magister zerstört. Das Flugzeug war auf dem Flughafen Kamina in Belgisch-Kongo geparkt.[150]

- 17. September – Eine Lockheed L-188C Electra der US-amerikanischen Northwest Airlines (N137US) geriet nach dem Abheben vom Flughafen Chicago O’Hare (Illinois, USA) in einen immer weiter zunehmenden Querneigungswinkel nach rechts. Aus der maximal erreichten Höhe von etwa 80 Metern sank das Flugzeug zu Boden, schlug mit einer Querneigung von 85° neben einer Eisenbahnlinie auf und wurde zerstört. Die Unfallursache war das Versagen des primären Querruder-Steuerungssystems aufgrund eines unsachgemäßen Austauschs der Querruder-Verstärkungseinheit durch Wartungsmechaniker, was zum Verlust der Kontrolle über das Flugzeug führte. Alle 37 Insassen, fünf Besatzungsmitglieder und 32 Passagiere, wurden getötet.[151]

- 17. September – Eine Curtiss C-46F Commando der kanadischen Nordair (CF-CZL) überrollte bei der Landung auf der sehr kurzen Bahn des Flughafens Pelly Bay (ab 1999 Flughafen Kugaaruk) (Nordwest-Territorien, Kanada) das Landebahnende und wurde wohl irreparabel beschädigt. Beide Piloten, die einzigen Insassen, überlebten den Unfall.[152]

- (A) 18. September – Eine im UN-Einsatz befindliche Douglas DC-6 der Transair Sweden (SE-BDY) mit dem UNO-Generalsekretär Dag Hammarskjöld und 15 weiteren Personen an Bord stürzte nahe dem Flughafen Ndola, Rhodesien (heute Sambia), an der Grenze zwischen der kongolesischen Provinz Katanga und Rhodesien ab. Alle Insassen wurden getötet. Es gibt Hinweise, dass die Maschine abgeschossen wurde (siehe auch Flugunfall des UNO-Generalsekretärs Dag Hammarskjöld).[153]

- 19. September – Mit einer Douglas DC-4 (G-ARJY) der britischen Starways kam es zu einer Bauchlandung nahe dem Flughafen Dublin. Alle 73 Insassen überlebten, das Flugzeug musste jedoch verschrottet werden.[154]

- 23. September – Eine Fokker F-27-100 der Türk Hava Yollari – THY (heute Turkish Airlines) (TC-TAY) wurde 18 Kilometer vor dem Zielflughafen Ankara-Esenboğa in einen Berg geflogen. Bei diesem CFIT, Controlled flight into terrain, wurden von den 29 Insassen 28 getötet, alle 4 Besatzungsmitglieder und 24 Passagiere.[155]

- 26. September – Eine Yunshuji Y-5 (Antonow An-2) der chinesischen CAAC (B-18188) wurde bei Qinglongshan (China) in eine Bergflanke geflogen. Bei diesem CFIT (Controlled flight into terrain) wurden alle 15 Insassen, fünf Besatzungsmitglieder und 10 Passagiere, getötet.[156]

- 26. September – An einer Douglas DC-7 der US-amerikanischen Overseas National Airways (ONA) (N317A) ging im Anflug auf die Naval Station Norfolk (Virginia, USA) der Hydraulikdruck verloren. Etwa 430 Meter nach dem Aufsetzen geriet die Maschine nach links von der Landebahn ab und prallte gegen eine Böschung. Das Flugzeug wurde irreparabel beschädigt. Ein beitragender Faktor waren die mangelhaften Kenntnisse des Kapitäns über die Flugzeugsysteme und die Verfahren bei Hydraulikausfall. Alle fünf Besatzungsmitglieder, die einzigen Insassen auf dem Überführungsflug, überlebten den Unfall.[157]

- 27. September – Der Pilot einer SE-210 Caravelle III der brasilianischen VARIG (PP-VJD) (der gerade auf den Flugzeugtyp umgeschult wurde) setzte die Maschine sehr hart noch vor der Landebahn am Flughafen Brasília (Brasilien) auf. Auf derselben brach dann das Fahrwerk zusammen. Ein Feuer brach aus, welches das Flugzeug zerstörte. Alle 71 Insassen, neun Besatzungsmitglieder und 62 Passagiere, überlebten den Unfall.[158]

- 1. Oktober – Eine Bristol 170 Freighter Mk.31E der spanischen Aviaco (EC-AHK) wurde auf dem Flughafen Ibiza bei einem Landeunfall irreparabel beschädigt. Alle Insassen überlebten.[159][160]

- 7. Oktober – Eine Douglas DC-3/C-47B-30-DK der britischen Derby Airways (der späteren British Midland Airways) (G-AMSW) wurde im Anflug auf den Flughafen Perpignan (Département Pyrénées-Orientales) in einer Höhe von 2200 Metern in den Mont Canigou geflogen, rund 40 Kilometer südwestlich des Zielflughafens. Durch diesen CFIT (Controlled flight into terrain) wurden alle 34 Insassen getötet, drei Besatzungsmitglieder und 31 Passagiere.[161]

- 8. Oktober – Eine Douglas DC-4/C-54A-1-DC der britischen Lloyd International Airways (G-ARLF) wurde auf dem Flughafen Málaga (Spanien) durch einen Brand zerstört, der beim Betanken der Maschine entstanden war. Personen kamen nicht zu Schaden.[162]

- 14. Oktober – In einer Douglas DC-7C der Panair do Brasil (PP-PDL) ging auf dem Weg von Manaus Hydraulikflüssigkeit verloren. Bei der Notlandung auf dem Flughafen Belém geriet die Maschine beim Einsatz des Umkehrschubs von der Landebahn ab; beim Queren eines Grabens brach das Fahrwerk zusammen. Alle Insassen überlebten den Totalschaden des Flugzeugs.[163]

- 17. Oktober – Eine Douglas DC-3/C-47B-35-DK der britischen BKS Air Transport (G-AMVC) wurde 8,5 nautische Meilen (knapp 16 Kilometer) südöstlich des Zielflughafens Carlisle (England) auf einem Überführungsflug von Leeds in wolkenverhangene Hügel geflogen. Das Wetter war außerdem regnerisch mit starkem Wind. Bei diesem CFIT (Controlled flight into terrain) wurden alle 4 Besatzungsmitglieder getötet, die einzigen Insassen.[164]

- 30. Oktober – Eine Vickers Viscount 736 der British United Airways (G-AODH) wurde auf dem Flug von Berlin-Tempelhof zum Flughafen Frankfurt irreparabel beschädigt. Nachdem der Kapitän in schlechter Sicht unter die vorgeschriebene Entscheidungshöhe geflogen war, schlug die Maschine bei einem Durchstartversuch neben der Landebahn auf. Alle vier Besatzungsmitglieder und 16 Passagiere überlebten den Unfall.[165][166]

- 1. November – Eine Douglas DC-7C der Panair do Brasil (PP-PDO) wurde auf dem Weg vom Flughafen Sal (Kap Verde) in einen 84 Meter hohen Hügel geflogen. Die zuerst in Lissabon gestartete Maschine war im nächtlichen Endanflug auf den Flughafen Recife, als sie 2,7 Kilometer vor der Landebahn ins Gelände flog. Von den 88 Insassen wurden 45 getötet.[167]

- 1. November – Eine vom Flughafen Cherbourg-Maupertus kommende Bristol 170 Mk.32 der britischen Silver City Airways (G-ANWL) geriet beim Durchstartversuch am Flughafen Guernsey außer Kontrolle, berührte den Boden mit der rechten Tragfläche und überschlug sich. Der Kontrollverlust war durch ein Versagen der Propellerverstellung des rechten Triebwerks bedingt. Von den 10 Insassen kamen 2 Besatzungsmitglieder um, alle anderen überlebten.[168]

- 8. November – Bei einer Lockheed L-049E Constellation der US-amerikanischen Imperial Airlines (N2737A) fielen im Flug beide rechte Triebwerke (Nr. 3 und 4) aus. Ursache war eine Fehlbedienung durch den auszubildenden Flugingenieur, wodurch deren Treibstoffversorgung wegen eines falsch verschalteten Tanks zum Erliegen kam. Im Anflug für eine Notlandung auf dem Flughafen Richmond-Byrd (Virginia, USA) änderte der Kapitän plötzlich unkoordiniert die gewählte Landebahn und wollte das Fahrwerk ausfahren, was aber wegen Fehlbedienung des Hydrauliksystems misslang. Beim Versuch des Durchstartens mit nur den 2 funktionierenden linken Triebwerken überlastete er das Triebwerk Nr. 1, was auch zu dessen Ausfall führte. Das Flugzeug stürzte 1500 Meter vor der Landebahn ab, fing Feuer und brannte aus. Dabei wurden 77 der 79 Insassen getötet, alle 74 Passagiere und drei der fünf Besatzungsmitglieder. Der Kapitän und der Flugingenieur überlebten als Einzige.[169][170]

- 11. November – Eine Lockheed L-749A Constellation der Air Haiti International (HH-ABA) verschwand auf einem Frachtflug von San Juan (Puerto Rico) (USA) nach Managua (Nicaragua) über dem Meer. Das Lufttüchtigkeitszeugnis des Flugzeugs war für diesen Flug nicht gültig, das Medizinische Flugtauglichkeitszeugnis des Kapitäns war abgelaufen, weder der Erste Offizier noch der Flugingenieur hatten eine Musterberechtigung für diesen Flugzeugtyp und noch nicht einmal eine Berechtigung zum Fliegen mehrmotoriger Flugzeuge. Alle 3 Besatzungsmitglieder werden vermisst und kamen wahrscheinlich ums Leben.[171][172]

- 14. November – Eine Douglas DC-4 der US-amerikanischen Zantop Air Transport (N30061) verunglückte bei der Landung auf dem Flughafen Cincinnati (Kentucky, USA) und brannte aus. Die beiden Besatzungsmitglieder, einzige Insassen auf dem Frachtflug, überlebten den Unfall.[173]

- 14. November – Eine geparkte Douglas DC-7C der US-amerikanischen Braniff International Airways (N5905) wurde auf dem Flughafen Dallas Love Field (Texas, USA) durch ein Feuer zerstört. Personen kamen nicht zu Schaden.[174]

- 15. November – Eine Vickers Viscount 768D der Indian Airlines (VT-DIH) ging bei der Landung auf dem Flughafen Colombo-Ratmalana (Ceylon) zu Bruch. Ohne jeden ersichtlichen Grund gab der Erste Offizier gleich nach dem Aufsetzen Vollgas und fuhr gleichzeitig das Fahrwerk ein. Das Flugzeug rutschte auf dem Bauch von der Landebahn herunter und wurde irreparabel beschädigt. Alle 42 Insassen, sechs Besatzungsmitglieder und 36 Passagiere, überlebten. Ein ähnlicher Unfall mit unkoordiniertem Einfahren des Fahrwerks ereignete sich später mit einer De Havilland DHC-8-400 der Luxair am Flughafen Saarbrücken.[175]

- 15. November – Eine landende Vickers Viscount 798D der US-amerikanischen Northeast Airlines (N6592C) kollidierte auf dem Flughafen Boston-Logan (USA) mit einer Douglas DC-6B der ebenfalls US-amerikanischen National Airlines, die ohne Startfreigabe auf einer kreuzenden Bahn startete. Beitragender Faktor war die mangelhafte Überwachung der Bahnen durch die Fluglotsen. Alle 45 Insassen der Viscount, 8 Besatzungsmitglieder und 37 Passagiere, überlebten, ebenso die 30 der DC-6. Beide Flugzeuge wurden irreparabel beschädigt.[176][177]

- 23. November – Eine De Havilland DH.106 Comet 4 der Aerolíneas Argentinas (LV-AHR) verunglückte kurz nach dem Start vom Flughafen Viracopos. Das Flugzeug stieg auf rund 100 Meter, bevor es an Höhe verlor, mit Bäumen kollidierte und zwei Kilometer vom Flughafen entfernt abstürzte. Die Comet 4 kam zuvor aus Buenos Aires und sollte nach dem Zwischenstopp in Viracopos über Port of Spain nach New York weiterfliegen. Beim Absturz kamen alle 52 Personen an Bord um, 40 Fluggäste und zwölf Besatzungsmitglieder. Eine technische Ursache für den Unfall konnte nicht gefunden werden.[178]

- 30. November – Eine Vickers Viscount 720 der australischen Ansett ANA (VH-TVC) zerbrach bei starken Turbulenzen und hoher Geschwindigkeit kurz nach dem Start vom Flughafen Sydney-Kingsford Smith (Australien) 5 Kilometer südlich davon in der Luft. Alle 15 Menschen an Bord starben.[179]

- (A) 4. Dezember – Eine Boeing 720-030B der Lufthansa (D-ABOK) mit zwei Piloten und einem Flugingenieur an Bord stürzte in einen Acker bei Mainz-Ebersheim, Deutschland. Die Absturzursache konnte nie geklärt werden. Alle drei Besatzungsmitglieder starben (siehe auch Absturz einer Boeing 720 der Lufthansa 1961).[180]

- 12. Dezember – Mit einer Curtiss C-46A-55-CK Commando der brasilianischen VARIG (PP-VBM) wurde auf einem Trainingsflug vom Flughafen Rio de Janeiro–Santos Dumont (Brasilien) der Ausfall des Triebwerks Nr. 1 (links) simuliert. Der zugehörige Propeller wurde in die Segelstellung gebracht, ging jedoch stattdessen in den Umkehrschub-Modus. Damit konnte das Flugzeug die Küste nicht erreichen und musste 50 Meter vom Strand Praia de Itaipu notgewassert werden. Beide Piloten, die einzigen Insassen, überlebten den Unfall.[181]

- 15. Dezember – Eine Curtiss C-46 der Lineas Aereas de Nicaragua (LANICA) (AN-AOE) stürzte im Endanflug auf den Flughafen Managua (Nicaragua) ab. Beim Start des Frachtfluges von dort war schlecht gesicherte Ladung nach hinten gerutscht und hatte den Schwerpunkt verschoben. Beim Versuch der Rückkehr geriet die Maschine ins Trudeln und stürzte in einem Winkel von etwa 45 Grad ab. Nach dem Aufschlag brach eine Feuer aus. Beide Piloten, die einzigen Insassen auf dem Frachtflug, kamen ums Leben.[182]

- 16. Dezember – Eine Douglas DC-7 der US-amerikanischen Delta Air Lines (N4871C) wurde bei der Landung auf dem Flughafen Chicago-O’Hare (Illinois, USA) irreparabel beschädigt. Alle Insassen überlebten den Unfall.[183]

- 17. Dezember – Auf einem Flug einer Iljuschin Il-18 der sowjetischen Aeroflot (CCCP-75654) von Moskau nach Sotschi berührte einer der Piloten versehentlich in Reiseflughöhe den Hebel zur Aktivierung der Landeklappen. Die Klappen wurden daraufhin auf 40 Grad voll ausgefahren, wodurch es zum Kontrollverlust und Absturz kam. Alle 59 Insassen der Maschine starben.[184]

- 18. Dezember – An einer Bristol 170 Freighter Mk. 21 der australischen Pacific Aviation (VH-AAH) fiel während des Reisefluges ein Triebwerk aus. Die Höhe konnte nicht gehalten werden. Beim Versuch der Notlandung auf dem Flugplatz Wollongong (New South Wales, Australien) kollidierte die Maschine mit Bäumen und wurde irreparabel beschädigt. Alle 4 Insassen auf dem Frachtflug, drei Besatzungsmitglieder und ein Passagier, überlebten den Unfall.[185][186]

- 21. Dezember – Eine De Havilland Comet 4B der British European Airways (BEA) (G-ARJM) auf dem Flug nach Nikosia ging unmittelbar nach dem Abheben vom Flughafen Ankara-Esenboğa (Türkei) in eine extrem steile Fluglage über, erlitt einen Strömungsabriss und sank zu Boden. Als Ursache wird eine Fehlfunktion des künstlichen Horizonts auf der Seite des Kapitäns vermutet. Von den 34 Menschen an Bord kamen 27 ums Leben.[187]

### 1962
- Im Jahr 1962 (genaues Datum unbekannt) wurde eine Douglas DC-4/C-54B-10-DO der Air Vietnam (Luftfahrzeugkennzeichen XV-NUA) an einem unbekannten Ort in Südvietnam zerstört. Einzelheiten liegen nicht vor.[188]

- 2. Januar – Eine Douglas DC-3/C-47-DL der Iran Air (EP-ABB) verunglückte beim Start vom Flughafen Kabul (Afghanistan). Der Propeller Nr. 1 überdrehte, das Flugzeug drehte in Richtung der Betonsockel dreier Landebahnlampen und nach dem Abheben weiter in Richtung Terminal. Der Kapitän versuchte, diesem auszuweichen, wobei die linke Tragfläche etwa 100 Meter von der Landebahn entfernt den Boden berührte und die Maschine abstürzte. Beide Piloten, die einzigen Insassen auf dem Frachtflug, überlebten den Unfall.[189]

- 6. Januar – An einer Curtiss C-46A-60-CK Commando der TAN Honduras (HR-TNB) fiel kurz nach dem Start vom Flughafen Belize (Belize) das Triebwerk Nr. 1 (links) aus. Das mit mehr als 500 pounds überladene Flugzeug gewann nicht an Höhe und stürzte in ein bewaldetes Gebiet am Westufer des Belize River. Von den beiden Piloten, den einzigen Insassen auf dem Frachtflug, kam einer ums Leben.[190]

- 11. Januar – Eine Curtiss C-46D-15-CU Commando der panamaischen Aerovias Panama Airways - APASA (HP-312) verunglückte nahe Maniamuna (Kongo). 72 Kilometer von der Kamina Air Base entfernt. Nähere Einzelheiten sind derzeit nicht verfügbar. Alle Insassen, die Besatzungsmitglieder und die 17 Passagiere, überlebten den Unfall.[191]

- 17. Januar – Eine Curtiss C-46A-45-CU Commando der paraguayischen Aerocarga (ZP-CAI) wurde bei der Landung 50 Kilometer südsüdöstlich des Flughafens Curuzú Cuatiá (Argentinien) irreparabel beschädigt. Über Personenschäden liegen keine Informationen vor.[192]

- 21. Januar – Eine Douglas DC-4-1009 der libanesischen Trans Mediterranean Airways (TMA) (OD-ADO) setzte bei der Landung auf dem Flugplatz Azaiba (Oman) vor der Landebahn auf und fing Feuer. Alle Insassen überlebten den Unfall.[193]

- (A) 22. Januar – Eine Curtiss C-46D-15-CU Commando der bolivianischen CBF Corporación Boliviana de Fomento (CP-541) verunglückte beim Start vom Flugplatz Caranavi (Bolivien). Nach 190 Metern Rollstrecke scherte das Flugzeug zunächst nach links aus und dann allmählich nach rechts. Das rechte Hauptfahrwerk verließ die Startbahn und geriet in einen Graben. Nach 496 Metern Rollstrecke schlug die rechte Tragflächenspitze gegen eine Lehmziegelmauer und riss dabei ab. Dennoch wurde der Start fortgesetzt. Nach 580 Metern hob das Flugzeug ab. Bei 707 Metern Startstrecke durchschnitt der rechte Propeller einen 15 Zentimeter dicken Baum. Daraufhin geriet die Maschine in eine rechtsseitige Schräglage von 65 bis 70 Grad, wobei die rechte Tragfläche einige 15 Meter hohe Bäume streifte und das Flugzeug mit dem Bug auf dem Boden aufschlug. Alle 4 Besatzungsmitglieder und 2 Passagiere, die einzigen Insassen auf dem Frachtflug, wurden getötet. Als Ursache wurde festgestellt, dass der Kapitän den Start nicht einmal dann abgebrochen hatte, als die rechte Tragflächenspitze schon abgerissen war (siehe auch Flugunfall einer Curtiss C-46 bei Caranavi).[194]

- 27. Januar – Eine Antonow An-10A der sowjetischen Aeroflot (CCCP-11148) stürzte einen Kilometer südwestlich des Flughafens Uljanowsk-Baratajewka (Sowjetunion) ab. Auf dem Flug zum Nachtflug-Training ging kurz nach dem Abheben der Propeller Nr. 4 (rechts außen) in den Umkehrschub, woraufhin die Maschine 1090 Meter hinter der Startbahn aufschlug. Von den 14 Insassen wurden 13 getötet, es überlebte nur einer der Auszubildenden; die vier Ausbilder sowie neun Pilotenanwärter kamen ums Leben.[195]

- 28. Januar – Eine Douglas DC-4/C-54B der kolumbianischen Avianca (HK-130) verunglückte bei der Landung auf dem Flughafen Cúcuta (Kolumbien). Bei einer sehr harten Landung wurde das Hauptfahrwerk in die Tragfläche gedrückt und riss darin Treibstofftanks auf. Durch das auslaufende Benzin entstand ein Brand, das Flugzeug wurde irreparabel beschädigt. Alle 54 Insassen überlebten.[196]

- 28. Januar – Mit einer auf Juan Adorisio Naschez privat registrierten uruguayischen Curtiss C-46A-55-CK Commando (CX-AYI) kam es in der Nähe von La Toma (Argentinien) zu einer Notlandung. Das Flugzeug wurde irreparabel beschädigt. Alle vier Insassen, drei Besatzungsmitglieder und ein Passagier, die einzigen Insassen auf dem Frachtflug, überlebten den Unfall.[197]

- 4. Februar – Die Piloten einer Douglas DC-3/C-53-DO der peruanischen Faucett Perú (OB-PBH-530) kehrten wegen schlechten Wetters zum Ausgangspunkt zurück. Aus unbekannten Gründen brach 17 Kilometer nordöstlich von Tingo María (Peru) das linke Höhenleitwerk ab. Das Flugzeug geriet außer Kontrolle und stürzte 86 Kilometer vor dem Zielflughafen Huánuco ab. Alle 18 Insassen, drei Besatzungsmitglieder und 15 Passagiere, kamen ums Leben.[198]

- 4. Februar – Eine Curtiss C-46D-20-CU Commando der US-amerikanischen CIA-Fluggesellschaft Air America (B-916) stürzte beim Abwerfen von Nachschub bei Xieng Khouang (Laos) ab. Alle 6 Besatzungsmitglieder kamen ums Leben.[199]

- 27. Februar – Eine Convair CV-240-23 der indonesischen Garuda (PK-GCB) wurde am Flughafen Palembang (Indonesien) irreparabel beschädigt. Nähere Einzelheiten sind derzeit nicht verfügbar. Über Personenschäden ist nichts bekannt.[200]

- 28. Februar – Mit einer Lockheed L-049 Constellation der brasilianischen Panair do Brasil (PP-PCR) wurde auf dem Flughafen Rio de Janeiro-Galeão (Brasilien) eine geplante Bauchlandung durchgeführt. Die in Belo Horizonte gestartete Maschine war auf dem Weg zum Flughafen Belém/Val-de-Cans, als es nach dem Start Probleme mit dem Fahrwerk gab. Die Piloten entschieden sich, nach Rio de Janeiro auszuweichen und dort kontrolliert mit teilweise eingefahrenem Fahrwerk zu landen. Alle 25 Insassen überlebten den Unfall. Das Flugzeug wurde stark beschädigt und aus dem Verkehr gezogen.[201]

- (A) 1. März – Eine Boeing 707-123B der US-amerikanischen American Airlines (N7506A) stürzte etwa eine Minute nach dem Abheben vom Flughafen New York-Idlewild nahezu senkrecht in flaches Wasser der Jamaica Bay. Der Grund war eine Fehlfunktion der Seitenrudersteuerung, durch die ein nicht mehr zu behebender Kontrollverlust erzeugt wurde. Alle 95 Insassen, 8 Besatzungsmitglieder und 87 Passagiere, kamen ums Leben (siehe auch American-Airlines-Flug 1).[202]

- (A) 4. März – Eine Douglas DC-7C der britischen Caledonian Airways (G-ARUD) gewann nach dem Start vom Flughafen Douala (Kamerun) kaum an Höhe. Die Maschine streifte zwei Kilometer hinter dem Startbahnende mehrere Bäume, schlug in einem Sumpfgebiet auf und brannte aus. Bei dem Unfall kamen alle 111 Insassen ums Leben (10 Besatzungsmitglieder und 101 Passagiere). In der Geschichte der DC-7 war dies der Unfall mit den meisten Todesopfern. Der Absturz wurde vermutlich durch ein aufgrund eines mechanischen Defekts blockiertes Höhenruder verursacht. Die 5 Jahre alte Maschine war seit dem 24. November 1961 von der belgischen Sabena gemietet, bei der sie das Kennzeichen OO-SFD getragen hatte (siehe auch Caledonian-Airways-Flug 153).[203][204]

- 8. März – Eine Fairchild F-27 der Türk Hava Yollari – THY (TC-KOP) wurde im Anflug auf den Flughafen Adana (Türkei) in das Taurusgebirge geflogen. Durch diesen CFIT (Controlled flight into terrain) infolge von Pilotenfehlern wurden alle 11 Insassen getötet.[205]

- 8. März – Eine Douglas DC-6B der italienischen Società Aerea Mediterranea (I-DIMO) wurde im Anflug auf den Flughafen Rom-Ciampino (Italien) gegen den Monte Velino geflogen. Die Maschine befand sich auf dem Rückflug von Khartum. Durch diesen CFIT (Controlled flight into terrain) wurden alle 5 Besatzungsmitglieder getötet, die einzigen Insassen auf dem Frachtflug.[206]

- 15. März – Eine Lockheed L-1049H Super Constellation der US-amerikanischen Flying Tiger Line (N6911C) setzte auf dem Flughafen Adak trotz vielfacher Warnungen des Fluglotsen vor der Landebahn auf, wobei das Fahrwerk und die rechte Tragfläche abgerissen wurden. Es brach ein heftiges Feuer aus; eines der sieben Besatzungsmitglieder des Frachtflugs wurde getötet.[207]

- (A) 16. März – Eine Lockheed L-1049H Super Constellation der Flying Tiger Line (N6921C) mit 107 Personen an Bord verschwand auf einem militärischen Charterflug ca. 1300 Kilometer östlich der Philippinen im Pazifik. Zeugen sahen zum Zeitpunkt des Verschwindens eine Explosion am Himmel (siehe auch Flying-Tiger-Line-Flug 7815/13).[208]

- 16. März – Die Piloten einer Vickers Viscount 739 der ägyptischen United Arab Airlines (SU-AID) wichen wegen schlechten Wetters am Zielflughafen Kairo nach Wadi Halfa (Sudan) aus. Aufgrund von Treibstoffmangel kam es fünf Kilometer westlich des dortigen Flughafens zu einer Bruchlandung. Alle 16 Insassen, sechs Besatzungsmitglieder und 11 Passagiere, überlebten den Totalschaden.[209]

- 6. April – Auf einem Frachtflug der Kuwait Airways kam es bei einer Avro York C.1 (OD-ACN) aufgrund einer Fehlfunktion des Fahrwerks zu einer Bruchlandung auf dem Flughafen Lahore (Pakistan). Die Maschine war von der libanesischen Trans Mediterranean Airways gemietet. Alle drei Besatzungsmitglieder überlebten; das Flugzeug war schrottreif.[210]

- 10. April – Mit einer Douglas DC-4/C-54-DO der Japan Airlines (JA6003) kam es auf dem Flughafen Osaka-Itami (Japan) zu einer Bauchlandung. Das Flugzeug wurde irreparabel beschädigt. Alle 64 Insassen überlebten den Unfall.[211]

- 19. April – Eine Bristol 170 Freighter Mk.31E der spanischen Aviaco (EC-AHJ) wurde auf dem Flughafen Valencia aus derzeit nicht vorliegenden Gründen irreparabel beschädigt. Personen kamen nicht zu Schaden.[212][213]

- 22. April – Eine Douglas DC-3/C-47A-1-DK der kolumbianischen AVISPA (HK-524) wurde in die Bergkette Serrania del Baudó geflogen, 50 Kilometer vom Startflughafen Bahia Solano (Kolumbien) entfernt. Auf dem knapp 100 Kilometer langen Flug nach Quibdó war das für maximal 31 Personen zugelassene Flugzeug mit 40 Menschen besetzt, außerdem war das höchstzulässige Startgewicht um rund 600 kg überschritten. Bei diesem CFIT (Controlled flight into terrain) wurden alle 40 Insassen getötet, vier Besatzungsmitglieder und 36 Passagiere. Es war der drittschwerste Unfall einer DC-3, gemessen an der Anzahl der Todesopfer.[214]

- 26. April – Eine Lockheed L-749A Constellation der US-amerikanischen Luftfahrtbehörde Federal Aviation Administration (N116A) verunglückte bei der Landung auf dem Flughafen Canton Island im Pazifik (heute Kiribati). Während des Trainingsflugs hatte sich der Propeller Nr. 4 (rechts außen) unbemerkt in den Modus für Umkehrschub verstellt. Beim Aufsetzen schlug die rechte Tragflächenspitze auf dem Boden auf, woraufhin sich das Flugzeug überschlug und in Rückenlage in knapp einem Meter tiefen Wasser zum Liegen kam. Dabei kamen 5 Insassen ums Leben, alle vier Besatzungsmitglieder und einer der beiden Passagiere.[215][216]

- 3. Mai – Eine Douglas DC-4/C-54A-15-DC der Indian Airlines (VT-CZT) wurde auf dem Flughafen Calcutta (Indien) bei einem Hangarbrand irreparabel beschädigt. Über Personenschäden ist nichts bekannt.[217]

- 6. Mai – Eine Douglas DC-3/C-47 des britischen East Anglian Flying Service (G-AGZB) wurde im Anflug auf den Flughafen Portsmouth bei schlechten Sichtbedingungen gegen einen Hügel geflogen. Von den 18 Insassen wurden durch diesen CFIT (Controlled flight into terrain) 12 getötet, die drei Besatzungsmitglieder und 9 Passagiere.[218]

- 7. Mai – An einer Convair CV-340-54 der LAN Chile (CC-CLCA) fiel nach dem Start vom Flughafen von Vallenar (Chile) ein Triebwerk aus. Der Propeller ließ sich nicht in die Segelstellung bringen. Daher musste eine Notlandung im offenen Gelände durchgeführt werden. Das Flugzeug wurde irreparabel beschädigt. Alle 32 Insassen, fünf Besatzungsmitglieder und 27 Passagiere, überlebten den Unfall.[219]

- 7. Mai – Mit einer Douglas DC-4/C-54A-15-DC der Indian Airlines (VT-DIC) wurde nahe Haveri im indischen Bundesstaat Karnataka eine Bauchlandung in einem Acker durchgeführt, rund 500 Kilometer vom Zielort Bombay entfernt. Als ungewöhnliche Motorengeräusche auftraten und das Flugzeug trotz Vollgas immer weiter sank, wurde diese Notlandung durchgeführt. Der Auslöser war das unbeabsichtigte Schalten des Zündungshauptschalters auf „Aus“ gewesen, ohne dass die Besatzung danach irgendeine Fehlersuche durchführte. Alle 36 Insassen, sechs Besatzungsmitglieder und 30 Passagiere, überlebten den Totalschaden.[220]

- 9. Mai – Eine Convair CV-240-0 der brasilianischen Cruzeiro do Sul (PP-CEZ) wurde im Anflug auf den Flughafen Vitoria (Espírito Santo, Brasilien) in den Boden geflogen. Schon 1860 Meter vor der Landebahn streifte das Flugzeug einen Eukalyptusbaum und stürzte zu Boden. Statt die hier erforderliche Höhe von mindestens 150 Metern zu haben, flogen die Piloten viel zu tief an. Bei diesem CFIT (Controlled flight into terrain) wurden von den 25 Insassen 23 getötet, alle 3 Besatzungsmitglieder sowie 20 der 22 Passagiere.[221]

- (A) 12. Mai – Eine im Namen der Greenlandair betriebene Canadian Vickers PBV-1A Canso (PBY-5A) der kanadischen Eastern Provincial Airways (CF-IHA), mit der ein Inlandslinienflug vom Kangerlussuaq nach Nuuk durchgeführt werden sollte, verunglückte bei der Wasserlandung in einem Fjord. Die Maschine lief nach der Landung vom Bug aus mit Wasser voll, nachdem die Bugfahrwerksklappen bei der Landung ausgerissen wurden und der Fahrwerksschacht verformt wurde. Da die Notausgänge durch Gepäckstücke verstellt waren, ertranken von den 21 Personen an Bord 15 Passagiere (siehe auch Flugunfall der Greenlandair bei Nuuk 1962).[222][223]

- 15. Mai – Eine Douglas DC-3 der ägyptischen United Arab Airlines (heute Egypt Air) (SU-AJM) stürzte kurz nach dem Start vom Flughafen Kairo-International ab. Alle drei Besatzungsmitglieder dieses Frachtfluges nach Beirut kamen dabei ums Leben.[224]

- 21. Mai – Eine Curtiss C-46D-5-CU Commando der Honduras International (HR-196P) stürzte beim Start vom Flughafen San Pedro Sula (Honduras) in ein Wohngebiet und fing Feuer. Beide Piloten, die einzigen Insassen auf dem Frachtflug, überlebten den Unfall. In dem Wohngebiet wurden durch den Unfall drei Menschen getötet.[225]

- (A) 22. Mai – Ein Passagier sprengte über Iowa (USA) eine Boeing 707-124 der US-amerikanischen Continental Airlines (N70775) auf dem Weg von Chicago zum Kansas City Municipal Airport in die Luft. Alle 45 Menschen an Bord starben. Das FBI fand heraus, dass es sich bei dem Selbstmordattentäter um einen Versicherungsbetrüger handelte (siehe auch Continental-Airlines-Flug 11).[226]

- (A) 3. Juni – Eine Boeing 707-328B der Air France (F-BHSM), die sich auf dem Flug nach Flughafen New York-Idlewild befand, wurde bei einem missglückten Startabbruch auf dem Paris-Orly vollständig zerstört. Beim Erreichen der Abhebegeschwindigkeit gelang es den Piloten nicht, das Höhenruder weit genug für ein Abheben zu ziehen, weshalb der Kapitän den Start bei 179 Knoten abbrechen musste. Das Flugzeug überrollte mit hoher Geschwindigkeit das Startbahnende, zerbrach und fing Feuer. Von den 130 Insassen überlebten nur 2. Unfallursachen waren eine beträchtlich vertrimmte Stellung der Höhenflosse und der Ausfall des Trimmsystems (siehe auch Air-France-Flug 007).[227]

- 7. Juni – An einer Curtiss C-46A-55-CK Commando der honduranischen SAHSA – Servicio Aéreo de Honduras SA (HR-SAL) brach bei der Landung auf dem Flughafen Tegucigalpa (Honduras) das linke Hauptfahrwerk zusammen. Das Flugzeug wurde irreparabel beschädigt. Beide Piloten, die einzigen Insassen auf dem Frachtflug, überlebten den Unfall.[228]

- 8. Juni – Eine Curtiss C-46 der Transair Sweden (SE-CFB) musste nach einem Landeunfall in Albertville (Kongo) als Totalverlust abgeschrieben werden. Personen kamen nicht zu Schaden. Die vordere Rumpfsektion mit Cockpit wurde abmontiert und zur Reparatur des Schwesterflugzeugs SE-CFC verwendet.[229][230]

- (A) 22. Juni – Eine Boeing 707-328 der Air France (F-BHST) kam von ihrer vorgesehenen Flugroute ab und flog im Anflug auf den Flughafen Pointe-à-Pitre auf Guadeloupe in 1400 Metern Höhe nahe Basse-Terre gegen einen bewaldeten Berg. Alle 113 Personen an Bord (103 Passagiere und 10 Besatzungsmitglieder) kamen ums Leben. Infolge eines Gewitters war es zu falschen Anzeigen des Radiokompasses gekommen (siehe auch Air-France-Flug 117).[231]

- 27. Juni – Eine Curtiss C-46A-45-CU Commando der brasilianischen Paraense Transportes Aéreos (PP-BTE) zog nach dem Aufsetzen auf der Landebahn 24 des Flughafens Pedro Afonso (Brasilien) nach links. Der Kapitän entschied sich für ein Durchstarten und forderte den Ersten Offizier zum Einfahren des Fahrwerks auf. Es wurde jedoch zu früh eingefahren, so dass die Maschine auf die Landebahn zurücksank und es zu einer Bauchlandung kam. Dabei wurde das Flugzeug irreparabel beschädigt. Alle Insassen überlebten den Unfall.[232]

- 28. Juni – Eine Douglas DC-3/C-47A-20-DL der türkischen Türk Hava Yollari – THY (heute Turkish Airlines) (TC-EFE) verunglückte im Anflug auf die Bandırma Air Base (Türkei). Die Maschine kam vom Flughafen Çanakkale. Alle drei Besatzungsmitglieder, die einzigen Insassen, überlebten den Unfall.[233]

- 30. Juni – Eine Tupolew Tu-104 der sowjetischen Aeroflot (CCCP-42370) stürzte auf dem Flug von Belaja nach Omsk nahe Krasnojarsk ab, wobei alle 84 Personen an Bord getötet wurden. Während offizielle Stellen von einem Absturz nach einem Brand im Cockpit berichteten, ließen physische Befunde auf einen versehentlichen Abschuss schließen.[234]

- 30. Juni – An einer Bristol 170 Mk.21 der britischen Silver City Airways (G-AGVC) brach bei der Landung auf dem Flughafen Ronaldsway das Fahrwerk zusammen. Die Maschine wurde irreparabel beschädigt, die Insassen blieb unverletzt. (Anmerkung: In der Quelle Aviation Safety Network wird der Betreiber fälschlich als „Manx Airlines“ bezeichnet.)[235][236]

- (A) 6. Juli – Bei einer Iljuschin Il-14 der sowjetischen Aeroflot (CCCP-91554) kam es auf dem Flug von Buxoro nach Taschkent zur Bruchlandung nach einem Triebwerksausfall, wobei 11 der 38 Insassen starben (siehe auch Aeroflot-Flug 40).[237]

- 7. Juli – Eine Douglas DC-8-43 der italienischen Alitalia (I-DIWD) wurde nach einem Navigationsfehler 100 Kilometer nordöstlich des Flughafens Bombay (Indien) gegen einen Berg geflogen. Alle 94 Insassen wurden getötet.[238]

- 8. Juli – Kurz nach dem Abheben einer Vickers Viscount 812 der US-amerikanischen Continental Airlines (N243V) vom Flughafen Amarillo (USA) kam es zur Bruchlandung. Beim Einfahren des Fahrwerks lief dem Kapitän von oben Regenwasser auf den Ärmel seines Hemds, was ihn derart ablenkte, dass er das Flugzeug wieder zurück auf die Startbahn sinken ließ. Dabei schlugen die Propeller der beiden inneren Triebwerke (Nr. 2 und 3) auf dem Boden auf, Teile der sich zerlegenden Propeller beschädigten auch Triebwerk 4. In einem Weizenfeld 2100 Meter hinter dem Startbahnende wurde eine Notlandung mit eingefahrenem Fahrwerk durchgeführt. Das Flugzeug wurde irreparabel beschädigt. Alle 16 Insassen überlebten.[239]

- 9. Juli – Eine Douglas DC-4-1009 der libanesischen Trans Mediterranean Airways (OD-AEC) schlug nach dem Abheben 2200 Meter hinter dem Startbahnende am Flughafen Brindisi-Casale (Italien) im Meer auf. Mit der auf dem Weg zum Flughafen Beirut befindlichen Frachtmaschine konnte nach dem Ausfall zweier Triebwerke die Höhe nicht mehr gehalten werden. Hinzu kam Übermüdung der sechsköpfigen Besatzung, die bei dem Unfall getötet wurde.[240]

- (A) 19. Juli – Eine de Havilland Comet 4C der ägyptischen Fluggesellschaft United Arab Airlines (SU-AMW) zerschellte am Khao Yai Mountain in Thailand. Keine der 26 Personen an Bord überlebte diesen Controlled flight into terrain (siehe auch United-Arab-Airlines-Flug 869).[241]

- 22. Juli – Die Besatzung einer Bristol Britannia 314 der Canadian Pacific Air Lines (CF-CZB) meldete nach dem Start vom Flughafen Honolulu (USA) einen Triebwerksausfall. Die Maschine kehrte zum Flughafen zurück und schlug beim Versuch einer Notlandung neben der Landebahn auf. Der Unfall forderte 27 Todesopfer; 13 Insassen überlebten.[242]

- 27. Juli – Eine de Havilland Canada DHC-3 Otter der Philippine Airlines (PI-C56) stürzte bei Mutya, Misamis Oriental (Philippinen) in einen Wald, rund 65 Kilometer von der geplanten Strecke entfernt. Beide Insassen, der Pilot und der einzige Passagier, wurden getötet.[243]

- 28. Juli – Eine Antonow An-10A der sowjetischen Aeroflot (CCCP-11186) wurde 21 Kilometer südöstlich des Zielflughafens Sotschi (Sowjetunion) in einer Höhe von 610 Metern in einen Hügel geflogen. Bei diesem CFIT (Controlled flight into terrain) wurden alle 81 Insassen, sieben Besatzungsmitglieder und 74 Passagiere, getötet.[244]

- 30. Juli – Eine Douglas DC-3A der Air France (F-BAOE) schlug beim Start vom Flugplatz Coulommiers-Voisins (Département Seine-et-Marne) mit der linken Tragfläche gegen einen Lastwagen. Die Maschine stürzte 450 Meter hinter dem Startbahnende ab. Von den acht Insassen auf dem Trainingsflug kamen 5 Besatzungsmitglieder ums Leben.[245]

- 7. August – Eine Tupolew Tu-114D der sowjetischen Aeroflot (CCCP-76479) wurde auf dem Flughafen Moskau-Wnukowo (Sowjetunion) bei Wartungsarbeiten irreparabel beschädigt, als das Bugfahrwerk plötzlich eingefahren wurde. Ein junger Ingenieur arbeitete an der Elektronik des Flugzeugs und schaffte es irgendwie, den Schutzmechanismus zu umgehen, der das Einfahren des Fahrwerks am Boden verhinderte. Über Personenschäden ist nichts bekannt, es gab jedoch keine Todesfälle.[246]

- 13. August – Eine Curtiss C-46D-10-CU Commando der brasilianischen Paraense Transportes Aéreos (PP-BTP) verlor nach dem Abheben vom Flughafen Rio Branco (Brasilien) an Höhe und kollidierte mit Stromleitungen. Alle 4 Besatzungsmitglieder, die einzigen Insassen auf dem Frachtflug, überlebten den Unfall, wobei der Funker verletzt wurde. Das Flugzeug wurde zunächst als irreparabel eingestuft, später aber dann doch repariert und ging am 24. März 1965 mit demselben Betreiber endgültig zu Bruch.[247]

- 17. August – Eine Convair CV-240-23 der indonesischen Garuda (PK-GCE) wurde am Flughafen Ambon (Indonesien) irreparabel beschädigt. Nähere Einzelheiten sind derzeit nicht verfügbar. Über Personenschäden ist nichts bekannt.[248]

- (A) 20. August – Der Kapitän einer Douglas DC-8-33 der Panair do Brasil (PP-PDT) brach erst zu einem späten Zeitpunkt den Start seiner Maschine vom Flughafen Rio de Janeiro-Galeão ab. Das Flugzeug überrollte das Landebahnende und stürzte ins Meer. Bei den Flugunfalluntersuchungen wurde festgestellt, dass zwar die Bremsen betätigt wurden, die Schubumkehr jedoch nach den Beschädigungen aller Triebwerke nicht mehr funktionierte. Die Notbeleuchtung funktionierte nicht, und die Passagiere waren weder über die Lage der Notausgänge noch die Benutzung der Schwimmwesten informiert worden. Nachdem das Flugzeug etwa 100 Meter abgetrieben war, sank es innerhalb von 25 Minuten. Von 105 Personen an Bord kamen 15 ums Leben (siehe auch Panair-do-Brasil-Flug 026).[249]

- 21. August – Eine Douglas DC-3/C-47B-1-DL der Lloyd Aéreo Boliviano (CP-536) stürzte nahe dem Flughafen Cochabamba ab. Das Flugzeug befand sich auf einem Testflug, der auf einen Wartungscheck folgte. Von den fünf Insassen kamen vier ums Leben.[250]

- 22. August – Eine Martin 4-0-4 der US-amerikanischen Piedmont Airlines (N40401) musste nach einem Landeunfall in Wilmington (North Carolina) als Totalverlust abgeschrieben werden. Durch einen technischen Defekt ging einer der Propeller in die Umkehrschubstellung, weshalb die Maschine von der Landebahn abkam. Die drei Besatzungsmitglieder, die einen Trainingsflug absolvierten, überlebten den Zwischenfall.[251]

- 23. August – Eine Douglas DC-3/R4D-1 der kolumbianischen Líneas Aéreas Taxader (HK-794) verunglückte bei einem völlig chaotisch durchgeführten Start auf dem Flughafen Barrancabermeja-Yariguíes (Kolumbien). Nach 490 Meter Rollstrecke kam das Flugzeug von der Startbahn ab. Nach mehrfachem Schleudern geriet es auf das Vorfeld, wobei die rechte Tragfläche mehrfach auf den Boden prallte. Unbeirrt setzte der Kapitän den Startversuch fort, nunmehr vom Vorfeld aus, und versuchte nach weiteren 258 Metern Rollens, die Maschine mit zu niedriger Geschwindigkeit abzuheben. Die Tragflächenspitze schlug in zwei geparkte Hubschrauber ein, die Heckspitze und das Spornrad der DC-3 trafen einen Treibstofftank am Ende des Vorfelds. Das Flugzeug schleuderte um 180 Grad herum und stürzte schließlich in eine 30 Meter tiefe Senke, 120 Meter vom nördlichen Vorfeldrand. Hinzu kam die falsche Beladung des Flugzeugs, durch die der Schwerpunkt der Maschine hinter dem zulässigen Limit für einen Start mit maximaler Beladung lag. Von den 32 Insassen kamen 12 ums Leben, zwei Besatzungsmitglieder und 10 Passagiere.[252]

- 25. August – Mit einer Douglas DC-3/C-47A-30-DL der jugoslawischen Jugoslovenski Aerotransport (JAT) (YU-ABH) wurde eine Notlandung auf der Bergkette Prenj durchgeführt, 28 Kilometer nördlich des Startflughafens Mostar (Jugoslawien). Auslöser war ein Triebwerks-Leistungsverlust. Kurz nach der Evakuierung des Flugzeugs ging es in Flammen auf und brannte aus. Alle 32 Insassen, vier Besatzungsmitglieder und 28 Passagiere, überlebten den Unfall.[253]

- (A) 30. August – Während des Fluges einer Hawker Siddeley 748 der Aerolíneas Argentinas (LV-HHB) wurde die hintere linke Kabinentür herausgerissen. Eine Flugbegleiterin wurde getötet, nachdem sie durch die explosive Dekompression aus der Maschine gesaugt wurde (siehe auch Aerolíneas-Argentinas-Flug 737).[254]

- 31. August – Eine Curtiss C-46F Commando der US-amerikanischen Bird & Sons (N4877V) wurde nahe Phu Fa (Laos) in einen Berggipfel geflogen, als im Tiefflug ein Lastenabwurf am Airstrip LS-16 in Zentrallaos durchgeführt werden sollte. Bei diesem CFIT (Controlled flight into terrain) wurden alle 5 Besatzungsmitglieder getötet, die einzigen Insassen auf dem Frachtflug.[255]

- 10. September – An einer Douglas DC-3/C-47A-90-DL der bolivianischen Aerolineas Abaroa (CP-710) fiel das Triebwerk Nr. 1 (links) aus. Beim Versuch, zum Ausgangspunkt, dem Flugplatz Caranavi (Bolivien), zurückzukehren, stürzte das Flugzeug während des Wendemanövers in dem engen Tal ab. Alle 4 Insassen, je zwei Besatzungsmitglieder und Passagiere, kamen ums Leben.[256]

- 11. September – Eine Avro York der libanesischen Trans Mediterranean Airways (TMA) (OD-ADA) wurde bei einem Landeunfall auf dem Flugplatz Azaiba (Oman) irreparabel beschädigt. Alle drei Besatzungsmitglieder überlebten den Unfall.[257]

- 18. September – An einer Curtiss C-46F-1-CU Commando der US-amerikanischen Aaxico Airlines, betrieben für Puerto Rican American Airlines (N67937), verlor beim Start vom Flughafen San Pedro Sula (Honduras) ein Triebwerk an Leistung. Die Maschine geriet von der Startbahn ab und streifte ein Holzhaus. Sie war mit Fleisch für Puerto Rico beladen. Beide Piloten, die einzigen Insassen auf dem Frachtflug, überlebten den Unfall. Das Flugzeug wurde irreparabel beschädigt.[258]

- 19. September – Eine Douglas DC-3/C-47A-20-DK der spanischen Iberia (EC-AGO) wurde am Flughafen Teneriffa Nord (Spanien) irreparabel beschädigt. Über Personenschäden ist nichts bekannt.[259]

- (A) 23. September – Eine Lockheed L-1049H Super Constellation der US-amerikanischen Flying Tiger Line (N6923C) musste auf dem Flug von Gander (Neufundland) nach Frankfurt aufgrund mehrfachen Triebwerksausfalls in stürmischer See 800 Kilometer vor der irischen Küste im Atlantik notgewassert werden. Von den 76 Passagieren überlebten 48 den Unfall und wurden vom Schweizer Hochseefrachter MS Celerina geborgen (siehe auch Flying-Tiger-Flug 923).[260]

- 9. Oktober – Eine Douglas DC-3/C-47A-1-DK der uruguayischen PLUNA (CX-AGE) verunglückte beim Start auf dem Flughafen Montevideo (Uruguay). Auf ihrem Abnahmeflug für die Erteilung des Lufttüchtigkeitszeugnisses stieg die Maschine nur auf maximal 15 Meter, schlug dann zunächst mit der rechten Tragfläche auf der Startbahn auf und dann noch mehrmals mit steigender Heftigkeit, bis sie auf den Rücken gedreht aufschlug. Die Ursache war ein Wartungsfehler, der bei der Inspektion vor dem Flug weder von den Kontrolleuren der Zulassungsbehörde noch denen der PLUNA bemerkt worden war. Alle 10 Insassen wurden getötet.[261]

- 12. Oktober – Eine Convair CV-440 der spanischen Iberia (EC-ATB) wurde auf dem Flug von Valencia nach Sevilla gegen einem Berg in der Nähe von Carmona (Andalusien) geflogen, 25 Kilometer ostsüdöstlich des Startflugplatzes. Durch diesen CFIT (Controlled flight into terrain) wurden alle 18 Insassen getötet, vier Besatzungsmitglieder und 14 Passagiere.[262][263]

- 12. Oktober – Eine Fokker F-27 Friendship 100 der Philippine Airlines (PI-C503) stürzte kurz nach dem Abheben vom Flughafen Manila (Philippinen) auf einem Trainingsflug ab. Es wird vermutet, dass beim Üben eines Triebwerksausfalls das falsche Triebwerk zusätzlich abgestellt wurde. Alle 3 Besatzungsmitglieder, die einzigen Insassen, kamen ums Leben.[264]

- 22. Oktober – Bei einer Douglas DC-7CF der US-amerikanischen Northwest Airlines (N285) kam es im Reiseflug zu einem Ausfall des Triebwerks Nr. 2 (links innen) mit einem unkontrollierbaren Überdrehen des zugehörigen Propellers. Daher musste eine Notwasserung im Pazifik nahe Biorka Island bei Sitka (Alaska, USA) durchgeführt werden. Während die Maschine noch 24 Minuten schwamm, konnten alle Insassen mittels Rettungsflößen in Sicherheit gebracht werden. Alle 102 Insassen, sieben Besatzungsmitglieder und 95 Passagiere, überlebten die Notwasserung. Das Flugzeug befand sich auf einem Charterflug für die US-Streitkräfte von der McChord Air Force Base (Washington, USA) zur Elmendorf Air Force Base (Alaska).[265]

- 23. Oktober – Eine Douglas DC-3 der Philippine Airlines (PI-C485) verunglückte bei der Landung auf dem Flughafen Cagayan de Oro (Philippinen) und fing Feuer. Das Flugzeug wurde irreparabel beschädigt. Alle drei Besatzungsmitglieder, die einzigen Insassen auf dem Frachtflug, überlebten den Unfall.[266]

- 29. Oktober – Eine Douglas DC-7B der US-amerikanischen Pan American-Grace Airways (Panagra) (N51702) verunglückte beim Start vom Flughafen La Paz-El Alto (Bolivien). Die Maschine sollte nach Miami fliegen, wurde aber irreparabel beschädigt. Alle 42 Insassen, sechs Besatzungsmitglieder und 36 Passagiere, überlebten.[267]

- 2. November – Eine Curtiss C-46F Commando der venezolanischen Linea Expresa Bolivar (LEBCA) (YV-C-LBH) machte bei der Landung auf dem Flughafen Carora (Venezuela) einen Ringelpiez. Das Flugzeug fing Feuer und wurde zerstört, wobei 12 Zuchtbullen ums Leben kamen. Beide Piloten, die einzigen anderen Insassen auf dem Frachtflug, überlebten den Unfall.[268]

- 10. November – Eine Douglas DC-3/C-47B-25-DK der Air Vietnam (XV-NID) wurde im Anflug 19,6 Kilometer nordnordwestlich des Flughafens Da Nang (Südvietnam) in einen 550 Meter hohen Berg geflogen. Bei diesem CFIT (Controlled flight into terrain) wurden alle 27 Insassen getötet, drei Besatzungsmitglieder und 24 Passagiere.[269]

- 19. November – Eine Vickers Viscount 828 der japanischen All Nippon Airways (JA8202) stürzte auf einem Trainingsflug in Nagoya ab. Als ein Steilkreis mit niedriger Geschwindigkeit geflogen wurde, trudelte die Maschine zu Boden. Alle vier Besatzungsmitglieder wurden dabei getötet.[270]

- 22. November – Eine Douglas DC-4/C-54D-10-DC der Portugiesischen Luftstreitkräfte (PAF 7502) flog beim Start vom Flughafen São Tomé (São Tomé und Príncipe) ins Gelände. Von den 37 Insassen kamen 22 ums Leben, alle zehn Besatzungsmitglieder und 12 Passagiere. Der Start der wahrscheinlich überladenen Maschine fand bei starkem Regen statt.[271]

- 23. November – Eine Vickers Viscount 745D der US-amerikanischen United Airlines (N7430) kollidierte in einer Flughöhe von 6000 Fuß (etwa 1830 Meter) mit einem Schwarm Pfeifschwäne. Einer davon prallte auf die linke Höhenflosse, die daraufhin abbrach. Das Flugzeug stürzte bei Ellicott City (Maryland, USA) unkontrollierbar zu Boden. Alle 17 Insassen, 4 Besatzungsmitglieder und 13 Passagiere, kamen ums Leben.[272]

- 26. November – Eine Saab Scandia der brasilianischen VASP (Viação Aérea São Paulo) (PP-SRA) kollidierte auf dem Flug vom Flughafen São Paulo–Congonhas zum Flughafen Rio de Janeiro–Santos Dumont nahe Paraibuna in 2400 Meter Höhe frontal mit einer Cessna 310 (PT-BRQ). Die Wetterbedingungen wurden im Untersuchungsbericht als „hervorragend“ bezeichnet. Alle 23 Insassen sowie die vier der Cessna wurden getötet.[273][274]

- 26. November – Eine Curtiss C-46A der kolumbianischen Lineas Aereas La Urraca (HK-354X) verunglückte auf ihrem Überführungsflug von Fairbanks (Alaska) über Miami nach Bogotá beim Zwischenstopp in Kingston (Jamaika). Das Flugzeug war mit vier Reservetriebwerken und anderen Ersatzteilen schwer beladen. Nach einem langen Startlauf auf dem Flughafen Jamaika-Palisadoes kollidierte die Maschine drei Minuten nach dem Abheben während einer flachen Steigflugkurve in einer Höhe von nur rund 200 Metern mit dem Hügel Port Henderson Hill und fing Feuer. Alle 3 Insassen, der einzige Pilot und die beiden Passagiere, von denen einer im Cockpit saß, wurden getötet.[275]

- 27. November – Eine Boeing 707-441 der brasilianischen VARIG (PP-VJB) verunglückte im Landeanflug auf den Flughafen Lima, als sie in die Seite des Berges La Cruz geflogen wurde. Alle 80 Passagiere und die 17 Besatzungsmitglieder wurden getötet. Es konnte nicht ermittelt werden, warum die Maschine von ihrem Kurs abgekommen war.[276]

- 30. November – Eine Douglas DC-7B der US-amerikanischen Eastern Air Lines (N815D) berührte beim Durchstarten im Nebel auf dem Flughafen New York-Idlewild mit den beiden linken Propellern den Boden im Flughafengelände. Die aus Charlotte (North Carolina) kommende Maschine war beim Durchstarten nach links gedriftet und stürzte schließlich zu Boden. Das Durchstartverfahren war bei dem notwendigen schnellen Übergang von Sichtflug zurück auf Instrumentenflug nicht korrekt und zügig genug durchgeführt worden, so dass die Maschine nicht gestiegen war. Von den 51 Insassen wurden 25 getötet.[277]

- 6. Dezember – Eine Douglas DC-3/C-47-DL der kolumbianischen Líneas Aéreas Taxader (HK-437) wurde 48 Kilometer vom Flughafen Barrancabermeja-Yariguíes (Kolumbien) entfernt in Bäume geflogen. Trotz Instrumentenflugbedingungen flogen die Piloten in schlechtem Wetter nach Sichtflugregeln. Durch diesen CFIT (Controlled flight into terrain) wurden von den 26 Insassen 24 getötet, drei Besatzungsmitglieder und 21 Passagiere.[278]

- (A) 14. Dezember – Eine offenbar intakte Lockheed L-049 Constellation der Panair do Brasil (PP-PDE) wurde auf einem Linienflug von Belém nach Manaus im brasilianischen Bundesstaat Amazonas ins Gelände geflogen. Im Anflug auf den Flughafen Manaus-Ponta Pelada (Brasilien) hatte die Besatzung gemeldet „noch 6 Minuten bis zum Platz“, allerdings erst 15 Minuten später gefragt, ob man am Boden die Motoren des Flugzeugs hören könne. Das Wrack wurde bei Rio Preto da Eva gefunden, etwa 45 Kilometer von Manaus entfernt. Das Flugzeug war im Horizontalflug und in Reiseflugkonfiguration in Bäume geflogen. Bei diesem CFIT (Controlled flight into terrain) wurden alle 50 Insassen, 7 Besatzungsmitglieder und 43 Passagiere, getötet (siehe auch Flugunfall der Panair do Brasil bei Manaus).[279][280][281]

- 14. Dezember – Eine Lockheed L-1049H Super Constellation der US-amerikanischen Flying Tiger Line (N6913C) stürzte kurz vor der Landung auf dem Flughafen Burbank (Kalifornien, USA) in ein Wohngebiet. Durch den Absturz und das anschließende Feuer wurden 29 Gebäude beschädigt. Alle 5 Personen an Bord wurden getötet, ebenso 3 Anwohner.[282]

- (A) 19. Dezember – Auf einem Flug aus Brüssel via Berlin stürzte eine Vickers Viscount der polnischen LOT (SP-LVB) beim missglückten Durchstarten am Flughafen Warschau knapp 1,5 Kilometer vor der Landebahnschwelle ab. Alle 33 Insassen kamen dabei ums Leben (siehe auch LOT-Flug 248).[283]

- 21. Dezember – Eine Convair CV-340-31 der US-amerikanischen Frontier Airlines (N73130) setzte bei der Landung auf dem Flughafen Grand Island (Nebraska) im Nebel 1237 Meter vor der Landebahn im Gelände auf. Die Maschine fing Feuer und wurde zerstört. Alle 42 Insassen, drei Besatzungsmitglieder und 39 Passagiere, überlebten den Unfall.[284]

- 22. Dezember – Eine Convair CV-240-2 der brasilianischen VARIG (PP-VCQ) wurde im Anflug auf den Flughafen Brasília (Brasilien) 8,4 Kilometer vor der Landebahn in Bäume geflogen. Durch diesen CFIT (Controlled flight into terrain) kam von den 40 Insassen ein Besatzungsmitglied ums Leben, die anderen vier sowie alle 35 Passagiere überlebten den Unfall.[285]

- 28. Dezember – Mit einer aus Southend kommenden Aviation Traders ATL-98 der britischen Channel Air Bridge (G-ARSF) wurde bei schlechter Sicht und Schneefall ein Sichtanflug auf den Flughafen Rotterdam durchgeführt. Auf Grund eines zu steilen Anflugs kollidierte das Flugzeug 240 Meter vor der Landebahn mit einem zwei Meter hohen Damm, sprang wieder hoch und schlug dann 70 Meter weiter sehr heftig erneut auf. Dabei riss die rechte Tragfläche ab, woraufhin die Maschine sich nach rechts auf den Rücken drehte und noch rund 200 Meter weiter rutschte. Der Kapitän wurde getötet, die anderen 3 Besatzungsmitglieder sowie die 14 Passagiere überlebten.[286][287]

- 29. Dezember – Eine Boeing 307 der französischen Airnautic (F-BELZ) wurde auf einem Inlandsflug auf Korsika in einer Höhe von 2285 Metern gegen den 2352 Meter hohen Berg Monte Renoso geflogen, etwa 50 Meter unterhalb des Gipfels. Die Maschine kam aus Bastia, als sie 45 Kilometer nordöstlich des Zielflughafens Ajaccio zerschellte. Hauptursache waren die mangelhaften und teilweise fehlenden Streckenunterlagen, die den Piloten durch die Fluggesellschaft hätten ausgehändigt werden müssen. Allerdings war auch die durch die Piloten vorgenommene zu niedrige Flughöhe beitragend. Bei diesem CFIT (Controlled flight into terrain) wurden alle 25 Menschen an Bord getötet, drei Besatzungsmitglieder und 22 Passagiere.[288][289]

### 1963
- 11. Januar – Eine Lockheed L-749A Constellation der französischen Zivilluftfahrtbehörde Secrétariat Général à l’Aviation Civile (SGAC) (Luftfahrzeugkennzeichen F-BAZM) wurde bei Périllos (Département Pyrénées-Orientales, Frankreich), etwa 22 Kilometer von Perpignan entfernt, in die Flanke des kleinen Bergs Mont Lapalme geflogen. In einer Höhe von nur 700 Metern flog die Maschine bei Nebel frontal in den Berggipfel. Das Flugzeug befand sich auf einem Trainingsflug vom und zum Flughafen Toulouse-Francazal. Bei diesem CFIT (Controlled flight into terrain) wurden alle 12 Besatzungsmitglieder getötet, die einzigen Insassen.[290][291]

- 11. Januar – Eine Curtiss C-46E-1-CS Commando der kanadischen Maritime Central Airways (CF-HTI) wurde auf dem Flughafen Moncton (Kanada) bei einem Hangarbrand zerstört. Über Personenschäden ist nichts bekannt.[292]

- 13. Januar – Eine Douglas DC-7 der US-amerikanischen Delta Air Lines (N4875C) rollte nachts auf einem ungewohnten Weg zur Startbahn am Flughafen Memphis (Tennessee, USA), als sie mit einer geparkten Fairchild C-123 Provider der United States Air Force (54-0589) kollidierte. Der Kapitän der DC-7 wurde getötet; die anderen vier Besatzungsmitglieder des Überführungsfluges überlebten. Die Provider wurde durch Feuer beschädigt, konnte aber ebenso wie die DC-7 repariert werden.[293]

- 26. Januar – Eine Curtiss C-46F-1-CU Commando der US-amerikanischen Skyvan Airways (N67933) geriet beim Versuch des Durchstartens in zu niedriger Höhe am Militärflugplatz Cape Lisburne (Alaska, USA) in einen Abwind. Das Flugzeug stürzte 300 Meter von der Landebahn entfernt in die Tschuktschensee. Beide Piloten, die einzigen Insassen auf dem Frachtflug, überlebten den Aufprall, jedoch ertrank einer im fast 0 Grad kalten Wasser.[294]

- (A) 29. Januar – Eine Vickers Viscount 812 der US-amerikanischen Continental Airlines (N242V) stürzte während der Landung auf dem Flughafen Kansas City Municipal Airport (Missouri, USA) ab, wobei alle 8 Insassen ums Leben kamen. Der Unfall wird auf eine unentdeckte Vereisung des Höhenleitwerks zurückgeführt, die zum Kontrollverlust führte (siehe auch Continental-Airlines-Flug 290).[295][296]

- 15. Januar – Bei einer Convair CV-240-0 der brasilianischen Cruzeiro do Sul (PP-CEV) fiel nach dem Start vom Flughafen São Paulo–Congonhas (São Paulo, Brasilien) ein Triebwerk aus. Das Flugzeug stürzte vier Kilometer südlich des Startflughafens in ein Haus. Von den 45 Insassen kamen 6 ums Leben, ein Besatzungsmitglied und 5 Passagiere. Außerdem wurden 7 Menschen am Boden getötet.[297]

- 22. Januar – Eine Convair CV-340-59 der brasilianischen Cruzeiro do Sul (PP-CDY) geriet bei der Landung in starkem Regen auf dem Flughafen von Parnaíba (Piauí, Brasilien) von der Landebahn ab und machte einen Ringelpiez. Alle neun Insassen, drei Besatzungsmitglieder und sechs Passagiere, überlebten. Das Flugzeug wurde irreparabel beschädigt.[298]

- 1. Februar – Eine Vickers 754D Viscount der libanesischen Middle East Airlines (MEA) (OD-ADE) kollidierte mit einer von der türkischen Luftwaffe betriebenen Douglas DC-3/C-47A-80-DL (CBK-28) über der Stadt Ankara. Die Viscount befand sich im Anflug auf den Flughafen Ankara-Esenboğa. Die Flugzeuge stürzten in verschiedene Stadtgebiete, unter anderem in einen stark belebten Marktplatz. Neben allen an Bord der beiden Flugzeuge befindlichen 17 Personen (14 in der Viscount, 3 in der DC-63) starben 87 Menschen am Boden.[299][300]

- 3. Februar – Eine Lockheed L-1049H Super Constellation der US-amerikanischen Slick Airways (N9740Z) kollidierte im Anflug auf den Flughafen San Francisco 360 Meter vor der Landebahn mit der Anflugbefeuerung und stürzte neben der Landebahn ab. Ursache war das Fortsetzen des Anflugs unter die vorgeschriebene Entscheidungshöhe. Von den 8 Insassen wurden 2 Besatzungsmitglieder und 2 Passagiere getötet.[301]

- 8. Februar – Eine Antonow An-10A der sowjetischen Aeroflot (CCCP-11193) stürzte 10 Kilometer östlich des Flughafens von Syktywkar (Sowjetunion) in einen Wald. Die Maschine war auf einem nächtlichen Prüfungsflug im Endanflug, als die Triebwerke 1, 2 und 3 wegen Vereisung der Triebwerkseinläufe ausfielen. Es kam zum Strömungsabriss und Absturz, wobei alle 7 Besatzungsmitglieder, die einzigen Insassen, ums Leben kamen.[302]

- (A) 12. Februar – Eine Boeing 720-051B der US-amerikanischen Northwest Airlines (N724US) verlor nach dem Start vom Flughafen Miami und einem steilen Steigflug an Geschwindigkeit und ging in einen Sturzflug über, bei welchem sie in etwa 3000 Meter Höhe auseinanderbrach und in ein Nationalparkgebiet der Everglades-Sümpfe stürzte. Alle 43 Insassen kamen ums Leben. Als Ursache wurde ein Kontrollverlust durch extreme Turbulenzen in Gewitternähe festgestellt (siehe auch Northwest-Airlines-Flug 705).[303][304]

- 16. Februar – An einer Curtiss C-46F-1-CU Commando der US-amerikanischen Zantop Air Transport (N616Z) fiel 7 Minuten nach dem Start von der McChord Air Force Base (Washington, USA) das linke Triebwerk aus. Der Propeller konnte nicht in die Segelstellung gebracht werden. Beim Versuch der Notlandung auf dem Flugplatz Pierce County bei Puyallup (Washington) kam man zu hoch an. Beim Durchstartversuch kam es zum Strömungsabriss und Aufschlag mit der linken Tragfläche und dem Bug zuerst. Beide Piloten, die einzigen Insassen auf dem Frachtflug, überlebten den Unfall.[305]

- (A) 26. Februar – Eine Iljuschin Il-18W der sowjetischen Aeroflot (CCCP-75732) musste während eines Frachtfluges auf dem gefrorenen Meer der Jemlinskaja-Bucht notlanden. Durch eine undichte Leitung in Triebwerk Nr. 2 war heiße Luft entwichen, die auf weitere Leitungen traf, die für Elektrik, Treibstoffversorgung und die Segelstellung zuständig waren. Dadurch fielen Triebwerke Nr. 1 und Nr. 2 aus, deren Propeller auch nicht in Segelstellung gebracht werden konnten, sondern ins sogenannte „Windmilling“ gerieten; außerdem brach ein Feuer aus. Obwohl mindestens drei Insassen sich nach der Notlandung aus eigenen Kräften aus der Maschine befreien konnten, starben letztlich alle 10 Insassen, da in dem Gebiet Temperaturen von −18 °C herrschten und die Maschine erst nach sechs Tagen gefunden wurde.[306]

- 2. März – Eine Douglas DC-3/C-47B-30-DK der Philippine Airlines (PI-C489) wurde in einer Höhe von 3000 Fuß (910 Metern) in den Berg Boca geflogen, 80 Kilometer südöstlich des Zielflughafens Davao (Philippinen). Bei diesem CFIT (Controlled flight into terrain) wurden alle 27 Insassen getötet, drei Besatzungsmitglieder und 24 Passagiere.[307]

- 4. März – Eine Douglas DC-3A-191 (N16067) überrollte bei der Landung auf dem Flugplatz Herzogenaurach (Bayern) das Bahnende, stürzte in einen Graben und wurde irreparabel beschädigt. Personen kamen nicht zu Schaden.[308]

- 15. März – Eine Douglas DC-6B der Lloyd Aéreo Boliviano (CP-707) kollidierte bei schlechtem Wetter mit dem 6074 Meter hohen Berg Chachacomani (Bolivien). Die Piloten waren auf einem Sichtflug und flogen dennoch unter Instrumentenflugbedingungen. Durch diesen CFIT (Controlled flight into terrain) wurden alle 39 Insassen getötet.[309]

- 15. März – Eine Avro York der libanesischen Trans Mediterranean Airways (OD-ACZ) flog zehn Minuten nach dem Start ins Gebirge, 26 Kilometer westlich des Flughafens Teheran-Mehrabad (Iran). Wahrscheinlich wurde durch den als dritter Pilot anwesenden Prüfkapitän ein Triebwerksausfall von Motor Nr. 4 simuliert, gefolgt vom tatsächlichen Ausfall des Triebwerks Nr. 3. Ein rechtzeitiger Wiederstart des intakten Triebwerks Nr. 4 fand offenbar nicht statt. Alle vier Besatzungsmitglieder der Frachtmaschine kamen ums Leben.[310][311]

- 27. März – Eine Vickers 668 Varsity T.1 der britischen Royal Air Force (G-APAZ/WF415) stürzte auf einem Trainingsflug 5 bis 6 Kilometer vom Flughafen Staverton (England) entfernt ab. Nach einem Durchstarten mit nur einem laufenden Triebwerk neigte sich die Maschine in etwa 200 Meter Höhe nach rechts; ein Pilot meldete einen kompletten Ausfall der Triebwerke. Das Flugzeug verlor an Höhe und stürzte in ein Haus. Ursache war das versehentliche komplette Abstellen des noch laufenden Triebwerks. Beide Piloten, die einzigen Insassen, kamen ums Leben.[312]

- 30. März – Eine Douglas DC-3 der italienischen Itavia (I-TAVI) flog bei schlechtem Wetter in einen Berghang bei Monte Vale Rotonote, 85 Kilometer südöstlich von Rom (Italien). Alle acht Personen an Bord wurden getötet.[313]

- 4. April – Das Triebwerk Nr. 4 (rechts außen) einer Iljuschin Il-18W der sowjetischen Aeroflot (CCCP-75866) schaltete auf einem Flug von Moskau nach Krasnojarsk in einer Flughöhe von 8.000 Metern in die Schubumkehr, was so viel Luftwiderstand erzeugte, dass die Piloten die Kontrolle über die Maschine verloren. Die Maschine stürzte bei Urachtscha in Tatarstan zu Boden, wobei alle 67 Insassen starben.[314]

- 7. April – Eine Douglas DC-6B der Syrian Arab Airlines (YK-AEB) verunglückte beim Start vom Flugplatz der Stadt Hama (Syrien). Nähere Einzelheiten sind nicht bekannt. Dabei kam eine Person an Bord ums Leben.[315][316]

- 8. April – An einer Douglas DC-7C der Panair do Brasil (PP-PDM) brach bei einem Trainingsflug am Flughafen Rio de Janeiro-Galeão das Bugfahrwerk zusammen. Die beiden inneren Triebwerke (Nummer 2 und 3) wurden abgerissen, beschädigten die Treibstofftanks und lösten ein Feuer aus. Die 7 Besatzungsmitglieder überlebten den Totalschaden des Flugzeugs.[317]

- 13. April – Eine Douglas DC-6B der dänischen Sterling Airways (OY-EAP) verunglückte bei der Landung am Flughafen Kopenhagen-Kastrup. Das Flugzeug war auf einem Überführungsflug aus Las Palmas mit nur drei laufenden Triebwerken. Kurz vor der Landebahn waren Flughöhe und Geschwindigkeit zu weit abgesunken. Beim Versuch des Durchstartens mit drei Triebwerken kippte das Flugzeug scharf nach rechts und schlug mit der Tragflächenspitze 50 Meter neben der Landebahn auf, woraufhin die Tragfläche brach. Die dreiköpfige Flugbesatzung überlebte, die Maschine wurde zerstört.[318]

- (A) 14. April – Eine Vickers Viscount 759D (TF-ISU) der Flugfélag Íslands stürzte im Anflug auf Oslo-Fornebu sechs Kilometer vor dem Flughafen ab. Die in Kopenhagen gestartete Maschine sollte über Oslo und Bergen zurück nach Reykjavík fliegen. Alle zwölf Insassen kamen ums Leben, acht Passagiere und vier Besatzungsmitglieder (siehe auch Flugunfall von Nesøya).[319]

- 3. Mai – Eine Douglas DC-6B der Air Afrique (F-BIAO) wurde auf dem Weg vom Flughafen Douala (Kamerun) nach Lagos (Nigeria) 60 Kilometer nordnordwestlich von Douala in den Kamerunberg geflogen. Die Maschine befand sich noch im Steigflug, als sie in knapp 2000 Meter Höhe mit dem Vulkan kollidierte. Alle 55 Insassen wurden bei diesem CFIT, Controlled flight into terrain getötet.[320]

- 3. Mai – Bei einer Convair CV-340-59 der brasilianischen Cruzeiro do Sul (PP-CDW) kam es zu einem Feuer im Triebwerk 2 (rechts). Die Piloten kehrten zum Startflughafen São Paulo-Congonhas (São Paulo, Brasilien) zurück. Im Endanflug, etwa einen Kilometer östlich davon nahm die Maschine die Flugzeugnase sehr steil nach oben (45 Grad); es kam zum Strömungsabriss und Absturz. Ursache war ein unsachgemäßes Vorgehen bei Umstellen des Propellers aus der Segelstellung. Von den 50 Insassen kamen 37 ums Leben, 4 der 5 Besatzungsmitglieder sowie 33 der 45 Passagiere.[321]

- 5. Mai – An einer Douglas DC-4 der brasilianischen Paraense Transportes Aéreos (PP-BTR) wurde auf dem Flughafen São Paulo–Congonhas (Brasilien) deren rechte Tragfläche von einer rollenden Douglas DC-6 der VARIG (PP-YSI) derart heftig gerammt, dass das Flugzeug irreparabel beschädigt wurde. Über Personenschäden ist nichts bekannt.[322]

- 12. Mai – Eine Douglas DC-3 der ägyptischen United Arab Airlines (heute Egypt Air) (SU-AJX) stürzte auf einem Inlandsflug von Kairo nach Alexandria in einen Orangenhain nahe der Ortschaft Az Zahweyyin. Alle 34 Personen an Bord kamen bei dem Unfall ums Leben.[323]

- 22. Mai – Eine Douglas DC-3/C-47B-5-DK der Air Algérie (F-OAVR) wurde auf dem Flughafen Hassi Messaoud (Algerien) irreparabel beschädigt. Über Personenschäden ist nichts bekannt.[324]

- 28. Mai – Eine Lockheed L-1049G Super Constellation der US-amerikanischen Standard Airways (N189S) verunglückte im Anflug auf den Regionalflughafen Manhattan (Kansas). In einer Höhe von 170 Fuß (51 Metern) ging der Propeller Nr. 3 (rechts innen) plötzlich in den Umkehrschub-Modus. Das Flugzeug kollidierte 546 Fuß (166 Meter) vor der Landebahn mit einem einen Meter hohen Erdwall, wobei der Bug und das rechte Hauptfahrwerk abgeschert wurden. Alle 70 Insassen, sechs Besatzungsmitglieder und 64 Passagiere, überlebten den Unfall. Die Fehlfunktion des Propellers war durch unsachgemäße Wartungspraktiken und Inspektionsverfahren herbeigeführt worden.[325]

- 30. Mai – An einer Convair CV-990 der US-amerikanischen American Airlines N5616 geriet auf dem Flughafen Newark (USA) das Hilfstriebwerk (APU) in Brand. Das Flugzeug brannte aus. Personen kamen nicht zu Schaden. Es war der erste Totalverlust einer CV-990.[326]

- 3. Juni – Eine Douglas DC-7CF der US-amerikanischen Northwest Airlines (N290) stürzte ca. 80 Kilometer nordwestlich der kanadischen Queen Charlotte Islands in den Pazifik. Die Maschine befand sich auf einem militärischen Charterflug zur Elmendorf Air Force Base bei Anchorage, Alaska. Alle 101 Insassen, 65 amerikanische Soldaten, 29 Ehefrauen und Kinder, sechs Besatzungsmitglieder und ein Luftwaffenangestellter starben. Es handelte sich um den zweitschwersten Unfall einer DC-7, gemessen an der Zahl der Todesopfer.[327][328]

- 3. Juni – Eine Douglas DC-3 Hiper der Indian Airlines (VT-AUL) stürzte auf dem Flug von Amritsar nach Srinagar in der Nähe von Sarna ab. Alle 29 Insassen, 3 Besatzungsmitglieder und 26 Passagiere, kamen ums Leben. Das Flugzeug war in der Luft auseinandergebrochen. Als mögliche Ursache wurde entweder ein durch die Wartung falsch eingestelltes Seitenrudersystem oder eine Fehlfunktion des Autopiloten ermittelt.[329]

- 10. Juni – Eine Douglas DC-3/C-47A der Union of Burma Airways (XY-ACS) flog auf dem Weg von Rangun nach Putao (Birma) in den Berg Kaolokung in China. Alle 20 Insassen, 5 Besatzungsmitglieder und 15 Passagiere, wurden getötet. Das Flugzeug wurde zerstört.[330]

- 21. Juni – Eine Curtiss C-46A-55-CK Commando der brasilianischen VARIG (PP-NBP) wurde bei der Landung auf dem Flughafen Brasília (Brasilien) irreparabel beschädigt. Alle Insassen, Besatzungsmitglieder und Passagiere, überlebten den Unfall.[331]

- 1. Juli – Eine Douglas DC-3/C-47B-20-DK der brasilianischen VARIG (PP-VBV) wurde in höher gelegenes Gelände geflogen, kollidierte mit Bäumen auf einer Anhöhe und stürzte ab. Das Wetter war schlecht mit dichtem Nebel und geschlossener Wolkendecke. Der Unfall geschah im Anflug auf den Flugplatz Passo Fundo (Brasilien). Durch diesen CFIT (Controlled flight into terrain) wurden 15 der 18 Insassen getötet, zwei Besatzungsmitglieder und 13 Passagiere. Unfallursache: „Fehler des Piloten bei dem Versuch, bei ungünstigen Wetterbedingungen während der Dämmerung einen Sichtflug durchzuführen.“[332]

- 2. Juli – Eine Martin 4-0-4 der US-amerikanischen Mohawk Airlines (N449A) verunglückte beim Start vom Rochester Municipal Airport im Monroe County (New York) während eines schweren Gewitters. Kurz nach dem Abheben schlug die linke Tragfläche auf den Boden. Bei dem Unfall kamen von den 43 Insassen 7 ums Leben, zwei Besatzungsmitglieder und fünf Passagiere.[333]

- 3. Juli – Eine Douglas DC-3C der New Zealand National Airways Corporation (ZK-AYZ) geriet in starke Fallwinde und extreme Turbulenzen, wodurch die Maschine in einer Höhe von 2460 Fuß (750 Metern) gegen eine Felswand des Mount Ngatamahinerua in der Kaimai Range (Neuseeland) prallte. Alle 23 Insassen, drei Besatzungsmitglieder und 20 Passagiere, kamen ums Leben. Gemessen an der Anzahl der Todesopfer war dies bislang (Januar 2023) der folgenschwerste Luftfahrtunfall, der sich auf dem neuseeländischen Festland ereignete.[334]

- 10. Juli – Eine Douglas DC-4/C-54A-15-DC der panamaischen Aerovias Panama Airways - APASA (HP-382) musste nach Leistungsverlust auf zwei Triebwerken 15 Kilometer südwestlich des Flughafens South Caicos (Turks- und Caicosinseln) notgewassert werden. Die beiden Besatzungsmitglieder, einzige Insassen auf dem Frachtflug, überlebten den Unfall.[335]

- 17. Juli – Eine Curtiss C-46F-1-CU Commando der US-amerikanischen CIA-Fluggesellschaft Air America (B-148) wurde bei diesigem Wetter im Distrikt Pak Tha im nördlichen Laos gegen einen Hügel geflogen, als sie auf einem Abwurfflug für die Guerilla unterwegs war. Bei diesem CFIT (Controlled flight into terrain) wurden alle 6 Besatzungsmitglieder getötet, die einzigen Insassen.[336]

- 27. Juli – Eine De Havilland DH.106 Comet 4C der ägyptischen United Arab Airlines (SU-ALD) stürzte beim Nachtanflug während schwerer Turbulenz etwa 10 Kilometer westnordwestlich des Flughafens Bombay ins Meer. Alle 63 Menschen an Bord kamen ums Leben; das Wrack wurde nicht gefunden.[337]

- 12. August – Eine von Lille kommende Vickers Viscount 708 der französischen Air Inter (F-BGNV) kollidierte im Anflug auf den Flughafen Lyon-Bron während eines Gewitters mit Bäumen. Das Flugzeug streifte ein Bauernhaus 24 Kilometer nördlich des Zielflughafens und stürzte schließlich in ein Feld. Von den 16 Insassen kamen 15 ums Leben, ebenso wie eine Person am Boden, lediglich ein Passagier überlebte.[338]

- 14. August – In einer Curtiss C-46F-1-CU Commando der US-amerikanischen Aaxico Airlines (N67941) musste das Triebwerk Nr. 2 (rechts) wegen Überhitzung abgestellt werden. Bei der Rückkehr zum Startflugplatz wurde die Maschine in einen ansteigenden Canyon geflogen, so dass eine Notlandung in einem gepflügten Acker nötig wurde, 56 Kilometer ostnordöstlich der Malmstrom Air Force Base (Montana, USA). Nach dem Aufsetzen schlug das Flugzeug auf den Erddamm eines kleinen Stausees auf und wurde irreparabel beschädigt. Einer der beiden Piloten, der einzigen Insassen auf dem Frachtflug, kam ums Leben.[339]

- (A) 4. September – Eine Caravelle III der schweizerischen Fluggesellschaft Swissair (HB-ICV) stürzte auf dem planmäßigen Flug von Zürich, Schweiz, nach Genf während des Steigflugs ab. Aufgrund eines langen Rollmanövers am Boden überhitzten die Bremsen des Fahrwerks, wodurch die Felgen während des Starts zersprangen und Hydraulikleitungen beschädigten. Die heißen Metallsplitter entzünden bald darauf das Hydrauliköl und das Flugzeug wurde manövrierunfähig. Es stürzte bei Dürrenäsch ab. Alle 74 Insassen und 6 Besatzungsmitglieder starben bei dem Unfall (siehe auch Swissair-Flug 306).[340]

- 5. September – Eine Curtiss C-46F-1-CU Commando der US-amerikanischen CIA-Fluggesellschaft Air America (illegales Kennzeichen: B-150) wurde nahe Ban Phone Mouang (Laos) beim Abwurf von Versorgungsgütern abgeschossen. Die beiden Piloten wurden getötet, der Funker und das Abwurfpersonal gefangen genommen.[341]

- 11. September – Eine Vickers Viking 1B der französischen Airnautic (F-BJER) wurde auf dem Weg von London-Gatwick zum Flughafen Perpignan in den Berg Pic de la Roquette geflogen, fast 50 Kilometer südwestlich am Zielflughafen vorbei. Bei diesem CFIT (Controlled flight into terrain) wurden infolge dieses Navigationsfehlers alle 40 Insassen getötet, 4 Besatzungsmitglieder und 36 Passagiere. Dies war der folgenschwerste Unfall einer Vickers Viking.[342]

- 11. September – Eine Vickers Viscount 768D der Indian Airlines (VT-DIO) ging auf dem Flug von Nagpur nach Neu-Delhi aus ungeklärten Gründen in den Sturzflug über und stürzte 51 Kilometer südlich von Agra ab. Alle 18 Insassen, 5 Besatzungsmitglieder und 13 Passagiere, kamen ums Leben.[343]

- 24. September – Mit einer Bristol 170 Mk.32 der British United Air Ferries (G-AMWA) kam es beim Start vom Flughafen Guernsey zu einer Triebwerksstörung. Die Maschine sollte nach Bournemouth fliegen und beförderte überwiegend Fracht und einen Pkw. Der Start wurde bei einer Geschwindigkeit von etwa 80 Knoten abgebrochen. Als die Piloten erkannten, dass die verbleibende Startbahnlänge nicht mehr ausreichen und es zu einer Kollision mit Hindernissen kommen würde, steuerten sie das Flugzeug nach links, woraufhin die Maschine kurz abhob, dann durch einen Zaun und über eine Straße rollte und schließlich 200 bis 400 Meter hinter dem Startbahnende zum Stehen kam. Alle drei Besatzungsmitglieder und der einzige Passagier überlebten, das Flugzeug war jedoch schrottreif.[344][345]

- 26. September – Eine Douglas DC-3/C-47A-30-DK der Air France (F-BHKU) wurde auf dem Flughafen Oran (Algerien) irreparabel beschädigt. Über Personenschäden ist nichts bekannt.[346]

- 28. September – Eine Douglas DC-7B der US-amerikanischen Eastern Air Lines (N843D) landete bei Nebel und Regen auf dem Nashville Metropolitan Airport (Tennessee, USA). Durch Übersteuerung des Umkehrschubs brach das Bugfahrwerk zusammen. Das Flugzeug wurde irreparabel beschädigt. Alle 45 Insassen, fünf Besatzungsmitglieder und 40 Passagiere, überlebten den Unfall.[347]

- 2. November – Eine Martin 2-0-2 der US-amerikanischen Allegheny Airlines (N177A) wurde beim Rollen auf dem Flughafen Newark (New Jersey, USA) irreparabel beschädigt. Es gab keine Personenschäden.[348]

- (A) 29. November – Eine Douglas DC-8-54 der Trans-Canada Air Lines (CF-TJN) stürzte fünf Minuten nach dem Start 19 Kilometer nordwestlich des Flughafens Montréal-Dorval, Kanada, wegen eines Defekts in der Trimmung des Höhenruders ab. Alle 118 Menschen starben (siehe auch Trans-Canada-Air-Lines-Flug 831).[349]

- (A) 7. Dezember – Bei einer Iljuschin Il-14 der DDR-Fluggesellschaft Interflug (DM-SBL) kam es auf einem Flug nach Constanța nach dem Bruch der Wicklung eines Generators zu einem kompletten Stromausfall. Der Besatzung gelang eine Bauchlandung auf einem Truppenübungsplatz. Es gab nur zwei Leichtverletzte (siehe auch Flugzeugunglück bei Königsbrück).[350]

- 7. Dezember – Eine Curtiss C-46A-20-CU Commando der US-amerikanischen Zantop Air Transport (N609Z) wurde 16 Kilometer nordwestlich von Nederland (Colorado), 74 Kilometer westnordwestlich des Startflugplatzes Lowry Air Force Base (Colorado, USA), im Geradeausflug in einer Höhe von 12.500 Fuß (3800 Metern) gegen eine senkrechte Felswand geflogen. Durch diesen CFIT (Controlled flight into terrain) wurden alle 3 Insassen getötet, beide Besatzungsmitglieder und ein Passagier. Das Wrack wurde erst 7 Monate später gefunden, am 8. Juli 1964.[351]

- (A) 8. Dezember – Eine Boeing 707-121 der US-amerikanischen Pan American World Airways (N709PA), aus Baltimore kommend, wurde während des Fliegens von Warteschleifen bei Elkton, Maryland in der Nähe von Philadelphia von einem Blitz getroffen, der den Treibstoff in den Tragflächentanks in Brand setzte, wodurch die Maschine in der Luft explodierte. Alle 81 Menschen an Bord starben (siehe auch Pan-Am-Flug 214).[352]

- 9. Dezember – Eine Curtiss C-46A-15-CU Commando des US-amerikanischen Unternehmers Hank A. Wharton (N5160V) stürzte 240 Kilometer nordöstlich der Azoren (Portugal) ins Meer. Die Maschine befand sich auf einem Überführungsflug vom Flughafen Gander (Kanada) zum Flughafen Santa Maria (Azoren). Alle drei Besatzungsmitglieder kamen ums Leben.[353]

- 12. Dezember – Eine Douglas DC-4/C-54A-15-DC der libanesischen Trans Mediterranean Airways (TMA) (OD-AEB) wurde gegen ein Bergmassiv 93 Kilometer westlich von Ghazni (Afghanistan) geflogen. Die Maschine war ursprünglich auf dem Weg von Beirut über Kuwait nach Kabul, musste aber wegen schlechten Wetters am Zielort nach Lahore (Pakistan) ausweichen. Sie kollidierte in einer Höhe von 13.940 Fuß (4.250 Meter) mit einem Berg, 42 nautische Meilen (78 Kilometer) abseits der geplanten Strecke. Das Wrack wurde erst am 16. August 1964 gefunden, ein Dreivierteljahr nach dem Unfall. Als beitragende Faktoren wurden Sauerstoffmangel, fehlende Wettervorhersagen, mangelhaftes Kartenmaterial und Übermüdung ermittelt. Bei diesem CFIT (Controlled flight into terrain) wurden alle 3 Besatzungsmitglieder getötet, die einzigen Insassen auf dem Frachtflug.[354]

- 21. Dezember – Mit einer Convair CV-580 der US-amerikanischen Union Oil Company of California (N7601) kam es im Anflug auf den Flughafen Midland (Texas) (USA) zu einer Reihe unkontrollierter Nickbewegungen. Die Maschine stürzte auf die Landebahn 10. Auf der Tragfläche wurde eine Eisschicht (0,5 Zoll hoch, 2,5 Zoll breit) gefunden. Als Ursache wurde das Versäumnis der Besatzung festgestellt, bei bekannten Vereisungsbedingungen die volle Enteisungs- und Vereisungsschutzkapazität zu nutzen. Alle vier Insassen, drei Besatzungsmitglieder und ein Passagier, überlebten den Unfall. Das Flugzeug wurde irreparabel beschädigt.[355]

- 27. Dezember – Eine Douglas DC-3/C-47A-70-DL der US-amerikanischen CIA-Fluggesellschaft Air America (B-815), betrieben für die Royal Thai Border Police, verunglückte 56 Kilometer südwestlich von Songkhla (Thailand) ab. Nähere Einzelheiten sind derzeit nicht verfügbar. Alle 12 Insassen, drei Besatzungsmitglieder und 9 Passagiere, wurden getötet.[356]

### 1964
- Im Jahr 1964 (genaues Datum unbekannt) kam es mit einer Vickers Viking C Mk.2 des mexikanischen Besitzers Bernado Pasquelle (Luftfahrzeugkennzeichen XB-FIP) an einem unbekannten Ort in Mexiko zu einem Ringelpiez. Dabei wurde das Flugzeug irreparabel beschädigt. Über Personenschäden ist nichts bekannt.[357]

- 3. Januar – Eine Curtiss C-46 Commando der paraguayischen International Products Corp. (ZP-CCE) wurde auf dem Flughafen Asunción (Paraguay) irreparabel beschädigt. Über Personenschäden liegen keine Informationen vor.[358]

- 9. Januar – In einer Douglas DC-3/C-47B-5-DK der argentinischen Aerotransportes Litoral Argentino (LV-FYJ) brach während des Fluges von Rosario nach Buenos Aires ein Brand in der Kabine aus. Die Piloten versuchten, auf dem kleinen Flugplatz von Zárate (Argentinien) eine Notlandung durchzuführen. Sie erreichten den Flugplatz jedoch nicht und mussten 9 Kilometer davor in einem Feld notlanden. Dabei brach das Flugzeug auseinander und ein Feuer brach aus. Von den 31 Insassen kamen 30 ums Leben, drei Besatzungsmitglieder und 27 Passagiere.[359]

- 13. Januar – Eine Curtiss C-46 Super C (SE-CFF) der Transair Sweden wurde bei einem Startunfall in Thysville (Republik Kongo) irreparabel beschädigt.[360][361]

- 3. Februar – Eine Douglas DC-3/C-47A-5-DK der türkischen Türk Hava Yollari – THY (heute Turkish Airlines) (TC-ETI) wurde im Anflug auf den Flughafen Ankara-Esenboğa (Türkei) 12 Kilometer davor ins Gelände geflogen. Bei diesem CFIT (Controlled flight into terrain) wurden alle 3 Besatzungsmitglieder getötet, die einzigen Insassen auf dem Frachtflug.[362]

- 4. Februar – Eine Douglas DC-3/C-47A-65-DL der Lloyd Aéreo Boliviano (CP-568) stürzte kurz nach dem Start vom Flughafen von Yacuiba (Bolivien) ab. Von den 29 Insassen kamen zwei ums Leben.[363]

- 15. Februar – Mit einer Douglas DC-3/C-47A-30-DK der brasilianischen Paraense Transportes Aéreos (PP-BTU) kam es etwa 20 bis 30 Minuten nach dem Start vom Flughafen Rio Branco (Brasilien) zu einer Notlandung im Dschungel in der Nähe von Tabajara (Rondonia). Alle 34 Insassen, neun Besatzungsmitglieder und 25 Passagiere, überlebten den Unfall. Erst nach 8 Tagen waren alle 34 Menschen gerettet, die meisten mit einer kleinen Cessna.[364]

- 21. Februar – Eine Douglas DC-3/C-47B-10-DK der Philippine Airlines (PI-C97) wurde in der Nähe von Marawi (Philippinen) bei einer Flughöhe von gut 800 Metern in Bäume an einem Berg geflogen. Trotz Instrumentenflugbedingungen in schlechtem Wetter flogen die Piloten zunächst nach Sichtflugregeln weiter und auf jeden Fall viel zu tief. Bei diesem CFIT (Controlled flight into terrain) überlebte von den 32 Insassen nur ein Passagier, alle anderen, 3 Besatzungsmitglieder und 28 Passagiere, wurden getötet.[365]

- 23. Februar – Eine Vickers Viscount 732 der ägyptischen United Arab Airlines (SU-AKX) verunglückte bei der Landung auf dem Flughafen Beirut (Libanon). Starkregen und Abwinden trugen dazu bei, dass die Maschine sehr hart landete und wieder hochsprang. Der nächste harte Aufprall erfolgte auf dem rechten Hauptfahrwerk, woraufhin der rechte Hauptholm brach und die Tragfläche samt der Propeller Nummer 3 und 4 aufschlug. Das Flugzeug kam außerhalb der Landebahn zum Liegen und wurde irreparabel beschädigt. Alle 53 Insassen, fünf Besatzungsmitglieder und 48 Passagiere, überlebten.[366]

- (A) 25. Februar – Eine in New Orleans (USA) gestartete Douglas DC-8-21 der US-amerikanischen Eastern Air Lines (N8607) stürzte wegen eines Fehlers in der Trimmung des Höhenruders in den Lake Pontchartrain. Alle 58 Insassen kamen ums Leben, darunter die Frauenrechtlerin Marie-Hélène Lefaucheux und der Sänger Kenneth Spencer (siehe auch Eastern-Air-Lines-Flug 304).[367][368]

- 27. Februar – Eine Convair CV-240 der japanischen Fuji Airlines (JA5098) überrollte bei der Landung auf dem Flughafen Ōita (Japan) das Landebahnende, kollidierte mit Holzstößen hinter der Landebahn und stürzte in das trockene Flussbett des Urakawa. Beim Aktivieren des Umkehrschubs fiel dieser auf der rechten Seite aus, wodurch es zu asymmetrischer Schubverteilung und fehlender Verzögerung kam. Da auch die Bremsen nicht normal funktionierten, wurde erfolgreich die Notbremse aktiviert. Dies reichte jedoch nicht aus, um das Flugzeug auf der zu dieser Zeit 1080 Meter langen Bahn zu stoppen. Von den 42 Insassen kamen 20 ums Leben, 2 Besatzungsmitglieder und 18 Passagiere. Die übrigen 22 Insassen überlebten.[369][370]

- (A) 29. Februar – Die G-AOVO, eine Bristol Britannia 312 der Fluggesellschaft British Eagle International Airlines, wurde südöstlich von Innsbruck (Österreich) in den Berg Glungezer geflogen. Alle 83 Personen an Bord kamen ums Leben. Das Flugzeug befand sich im Anflug auf den Flughafen Innsbruck-Kranebitten (siehe auch British-Eagle-Flug 802 (1964)).[371]

- 1. März – Eine Lockheed L-049 Constellation der US-amerikanischen Paradise Airlines (N86504) wurde 17 Kilometer nordöstlich des Zielflughafens Lake Tahoe (Kalifornien, USA) in einer Höhe von 2640 Metern in den Berg Genoa Peak geflogen, nahe der Ortschaft Zephyr Cove (Nevada). Die vom Flughafen San José kommende Maschine war nach Sichtflugregeln unterwegs. Das Wetter am Zielort war außerhalb der hierfür zulässigen Grenzen mit Wolken in 600 Metern über der Flughafenhöhe, einer Sicht von 4800 Metern und Schneeschauern. Der Anflug wurde abgebrochen, der Flug in Richtung Nordnordost fortgesetzt, allerdings in Wolken und unterhalb der notwendigen Mindestsicherheitshöhe in dem bergigen Gelände, bis das Flugzeug auf dem Bergrücken aufschlug. Außerdem wurde ermittelt, dass die Piloten den Flug in Vereisungsbedingungen fortsetzten, obwohl die Maschine nicht mit funktionierenden Enteisungsvorrichtungen ausgerüstet war. Durch diesen CFIT (Controlled flight into terrain) wurden alle 85 Insassen getötet, die vier Besatzungsmitglieder und 81 Passagiere. Dies war der Unfall einer Lockheed Constellation mit den meisten Todesopfern.[372][373][374]

- 5. März – Mit einer Douglas DC-3/C-47A-1-DK der norwegischen Widerøe’s Flyveselskap (LN-PAS) kam es zu einem Startunfall auf dem Flughafen Oslo-Fornebu (Norwegen). Das Flugzeug wurde irreparabel beschädigt. Alle 18 Insassen, drei Besatzungsmitglieder und 15 Passagiere, überlebten den Unfall.[375]

- 8. März – Eine Douglas DC-3/C-47A-5-DK der kolumbianischen Líneas Aéreas Taxader (HK-862) stürzte nahe dem Flughafen Bogotá (Kolumbien) ab. Bei dem Ausweichversuch, eine nur vermeintlich bevorstehende Kollision mit einem anderen Flugzeug zu verhindern, wurde so abrupt gesteuert, dass die Kontrolle über das Flugzeug verloren ging und es bei Facataviva abstürzte, 26 Kilometer nordwestlich des Flughafens. Alle 28 Insassen, drei Besatzungsmitglieder und 25 Passagiere, kamen ums Leben.[376]

- 8. März – Mit einer Saab Scandia der brasilianischen VASP (Viação Aérea São Paulo) (PP-SQY) kam es auf einem Trainingsflug am Flughafen Londrina zu einer sehr harten Landung. Das Flugzeug wurde irreparabel beschädigt, aber alle vier Besatzungsmitglieder überlebten.[377]

- 10. März – Eine Douglas DC-4 der US-amerikanischen Slick Airways (N384) stürzte 2,1 Kilometer südwestlich des Flughafens Boston-Logan (Massachusetts, USA) im Anflug ab. Die Kontrolle über die Maschine war wegen starker Vereisung der Höhenflosse verloren gegangen. Die 3 Besatzungsmitglieder, die einzigen Insassen auf dem Frachtflug, kamen ums Leben.[378]

- 24. März – Eine Scottish Aviation Twin Pioneer 2 der unter falschen laotischen Kennzeichen fliegenden Continental Air Services (US Central Intelligence Agency, CIA) (XW-PBJ) wurde auf dem Flughafen Vientiane (Laos) bei einem schweren Sturm irreparabel beschädigt. Über Personenschäden ist nichts bekannt.[379]

- 24. März – Eine Scottish Aviation Twin Pioneer 2 der unter falschen laotischen Kennzeichen fliegenden Continental Air Services (US Central Intelligence Agency, CIA) (XW-PBP) wurde auf dem Flughafen Vientiane (Laos) bei einem schweren Sturm irreparabel beschädigt. Über Personenschäden ist nichts bekannt.[380]

- 26. März – Eine Curtiss C-46D-15-CU Commando der brasilianischen VASP (Viação Aérea São Paulo) (PP-LDL) stürzte auf einem Testflug in die Guanabara-Bucht. Während des Testfluges entwickelte sich ein Feuer im Triebwerk Nr. 2, das nicht gelöscht werden konnte. Die Besatzung brachte den Propeller in die Segelstellung und versuchte, zum Ausgangspunkt zurückzukehren, dem Flughafen Rio de Janeiro–Galeao (Brasilien). Vor Erreichen des Flughafens brach die rechte Tragfläche ab und das Flugzeug stürzte ins Meer. Alle 3 Besatzungsmitglieder, die einzigen Insassen auf dem Testflug, kamen ums Leben.[381]

- 28. März – Eine Vickers Viscount 785D der Alitalia (I-LAKE) wurde auf dem Weg von Rom im Anflug auf den Flughafen Neapel in den Berg Monte Somma geflogen (CFIT, Controlled flight into terrain). Alle 45 Insassen wurden getötet.[382]

- 28. März – An einer Douglas DC-4/C-54A-10-DC der US-amerikanischen Facilities Management Corp. (N4726V) entstand auf dem Flug von Honolulu (Hawaii) nach Los Angeles ein heftiges Feuer im Triebwerk Nr. 2 (links innen). Die Besatzung meldete, dass eine Notwasserung unvermeidlich sei. Zu dieser Zeit befand sich das Flugzeug 1120 Kilometer westlich von San Francisco. Nach fünf Tagen wurde die Suche nach der Maschine erfolglos beendet. Alle 9 Insassen, drei Besatzungsmitglieder und 6 Passagiere, kamen ums Leben. Auf den vorhergegangenen Flügen war immer wieder eine Öl-Leckage an diesem Motor aufgetreten.[383]

- 4. April – Mit einer Douglas DC-4 der brasilianischen Paraense Transportes Aéreos (PP-BTQ) wurde beim Start vom Flughafen Belém/Val-de-Cans (Belém, Brasilien) die Kontrolle über die Rollrichtung verloren. Die Maschine raste in Bäume. Ursache war, dass vor dem Start weder die Ruderverriegelung entfernt noch die Freigängigkeit der Steuerflächen überprüft worden war. Vergleichbar ist dies mit dem Losfahren mit einem Auto, bei dem das Lenkradschloss verriegelt ist. Alle Insassen überlebten den Unfall.[384]

- 7. April – Eine Scottish Aviation Twin Pioneer 2 der der unter falschen laotischen Kennzeichen fliegenden US-amerikanischen Continental Air Services (US Central Intelligence Agency, CIA) (XW-PBN) stürzte wegen Treibstoffmangels in den Fluss Mekong (Laos). Der Pilot, der einzige Insasse, überlebte verletzt.[385]

- 7. April – Eine privat auf N.L. Clearo zugelassene brasilianische Curtiss C-46A-45-CU Commando (PT-BVG) wurde bei der Landung in La Fortuna (Argentinien) irreparabel beschädigt. Über Personenschäden liegen keine Informationen vor.[386]

- 7. April – Eine Boeing 707-139 der US-amerikanischen Pan American World Airways (N779PA) überrollte nach einer Landung auf dem Flughafen New York-John F. Kennedy das Bahnende und stürzte in die Jamaica Bay. Alle 145 Personen an Bord überlebten den Unfall.[387][388]

- 17. April – Eine Sud Aviation Caravelle III der libanesischen Middle East Airlines (MEA) (OD-AEM) flog im Anflug auf den Flughafen Dhahran (Saudi-Arabien) 19 Kilometer südsüdöstlich davon ins Meer. Während eines Sandsturms herrschte bei dem nächtlichen Anflug eine Sicht von 900 m. Alle 49 Insassen kamen ums Leben.[389]

- 20. April – Eine Douglas DC-3/C-47 der kolumbianischen SATENA (FAC-685) stürzte beim Start von der Larandia Farm, Chaquéta (Kolumbien) ab. Die Ladung bestand aus 21 Kälbern. Alle vier Insassen auf dem Frachtflug, drei Besatzungsmitglieder und ein Passagier, kamen ums Leben.[390]

- 21. April – Unter einer Vickers Viscount 700D der Middle East Airlines (OD-ACX) brach beim Rollen auf dem ägyptischen Flughafen El Arisch ein Teil des Rollwegs zusammen. Die Schäden an Rumpf, Propellern und Triebwerken waren irreparabel. Menschen kamen nicht zu Schaden.[391]

- 24. April – Eine Douglas DC-7 der Federal Aviation Agency – FAA (N68N) wurde auf dem Flugplatz Phoenix Deer Valley bei einem Crashtest zu Forschungszwecken geplant zerstört. Personen kamen nicht zu Schaden.[392]

- 27. April – Eine Douglas DC-3C der East African Airways (VP-KJP) kam während der Landung bei starkem Seitenwind auf dem Flughafen Kilwa in Tansania von der Landebahn ab und geriet auf weichen Untergrund, wodurch sich der linke Propeller löste und ins Cockpit einschlug. Der Kapitän wurde auf der Stelle getötet, während die anderen 24 Insassen überlebten.[393]

- 30. April – An einer Curtiss C-46D-20-CU Commando der argentinischen Aerolineas Carreras Transportes Aéreos (ACTA) (LV-HIJ) überdrehte der Propeller Nr. 1 (links), woraufhin das Triebwerk abgestellt und er in die Segelstellung gebracht wurde. Eine Notlandung wurde auf dem 4192 Meter hoch gelegenen Salzsee Laguna Brava (Argentinien) als Bauchlandung durchgeführt. Die Ladung bestand aus arabischen Rennpferden für Buenos Aires. Das Flugzeug wurde irreparabel beschädigt. Alle 6 Besatzungsmitglieder, die einzigen Insassen auf dem Frachtflug, überlebten den Unfall.[394]

- (A) 7. Mai – Eine Fairchild F-27 der US-amerikanischen Pacific Air Lines (N2770R) stürzte nahe San Ramon (Kalifornien) (USA) ab, nachdem ein Selbstmörder erst die Piloten und dann sich selbst erschossen hatte. Alle 44 Insassen starben.[395]

- 20. Mai – Eine de Havilland Canada DHC-3 Otter der Philippine Airlines (PI-C51) wurde am Sibuco Point (Philippinen) ins Gelände geflogen. Trotz Instrumentenflugbedingungen in sehr schlechtem Wetter flog der Pilot nach Sichtflugregeln und auf jeden Fall viel zu tief. Durch diesen CFIT (Controlled flight into terrain) wurden alle 11 Insassen getötet, der Pilot und die 10 Passagiere.[396]

- 29. Mai – Eine Douglas DC-4 der bolivianischen Transportes Aéreos Benianos - TABSA (CP-717) verunglückte bei der Landung 160 Kilometer südöstlich des Flughafens Trinidad (Bolivien). Das Flugzeug wurde irreparabel beschädigt. Personen kamen nicht zu Schaden.[397]

- 13. Juni – Eine Douglas DC-3/C-47A-20-DK der Saudi Arabian Airlines (HZ-AAN) stürzte auf einem Trainingsflug etwa 100 Kilometer südlich vom Startflughafen Dschidda (Saudi-Arabien) ins Rote Meer. Beide Piloten, die einzigen Insassen, kamen ums Leben.[398]

- 13. Juni – Bei einer Vickers Viscount 757 der kanadischen Air Canada (CF-THT) fielen im Anflug auf den Flughafen Toronto-International (Kanada) beide linke Triebwerke aus. Das Flugzeug schlug gerade noch innerhalb der Flugplatzgrenze auf und wurde zerstört. Alle 44 Insassen, die drei Besatzungsmitglieder und 41 Passagiere, überlebten.[399]

- (A) 20. Juni – Eine Curtiss C-46D der taiwanischen Civil Air Transport (B-908) stürzte kurz nach dem Start vom Flughafen Taichung (Taiwan) infolge von Kontrollverlust nach einem Triebwerksausfall ab. Alle 57 Insassen, 5 Besatzungsmitglieder und 52 Passagiere, wurden getötet. Es war der Unfall mit den meisten Todesopfern bei einer C-46 im zivilen Betrieb (siehe auch Civil-Air-Transport-Flug 106).[400]

- 21. Juni – Bei einer Douglas DC-3/C-47A-85-DL der spanischen TASSA (EC-AQH) kam es nach dem Start vom Flughafen Palma de Mallorca zu Problemen mit dem linken Motor. Die Piloten kehrten um, mussten jedoch nach dem Ausfall beider Motoren 900 Meter vor der Küste notwassern. Die 28 Insassen überlebten bis auf einen Passagier.[401]

- 30. Juni – Eine Douglas DC-4/C-54A-5-DC der US-amerikanischen Zantop Air Transport (N188S) wurde an einem unbekannten Ort durch Feuer zerstört. Über Personenschäden ist nichts bekannt.[402]

- (A) 9. Juli – Eine Vickers Viscount 745D der US-amerikanischen United Airlines (N7405) stürzte während eines Feuers in der Kabine nahe Parottsville (Tennessee, USA) ab. Alle 39 Menschen an Bord starben. Eines der Opfer, ein Passagier, war im Flug drei Kilometer vor der Absturzstelle aus der Maschine abgesprungen (siehe auch United-Air-Lines-Flug 823).[403]

- (A) 15. Juli – Die Boeing 720-030B D-ABOP der Lufthansa stürzte während eines Trainingsflugs zwischen den Ortschaften Forst und Petersdorf (Landkreis Ansbach) ab. Beim Versuch der Besatzung, eine Rolle zu fliegen, brach die Maschine wegen struktureller Überlastung in der Luft auseinander. Alle drei Insassen starben (siehe auch Absturz einer Boeing 720 der Lufthansa 1964).[404]

- 16. Juli – Eine Douglas DC-7B der US-amerikanischen Eastern Air Lines (N809D) wurde bei der Landung auf dem Richmond International Airport (Virginia, USA) 45 Meter vor der Ladenbahnschwelle aufgesetzt. Daraufhin brach das rechte Hauptfahrwerk zusammen; die Maschine rutschte noch 1450 Meter weiter, bis sie zum Stillstand kam. Alle 76 Insassen, fünf Besatzungsmitglieder und 71 Passagiere, überlebten den Unfall. Das Flugzeug wurde irreparabel beschädigt.[405]

- 20. Juli – Eine Douglas DC-7B der US-amerikanischen Eastern Air Lines (N831D) geriet bei der Landung auf dem Flughafen Charlotte-Douglas (North Carolina, USA) auf ein holperiges, ungepflegtes Stück Landebahn, woraufhin die Bugradsteuerung brach, das Flugzeug von der Landebahn abkam und irreparabel beschädigt wurde. Alle 57 Insassen, fünf Besatzungsmitglieder und 52 Passagiere, überlebten den Unfall.[406]

- 22. Juli – An einer Curtiss C-46 Commando der Lineas Aereas de Nicaragua (LANICA) (AN-AKY) fiel beim Start vom Flughafen Managua (Nicaragua) ein Triebwerk aus. Beim Versuch einer Notlandung schlug die Maschine 5 Kilometer vom Flughafen entfernt auf und fing Feuer. Das Flugzeug wurde irreparabel beschädigt. Es war mit mehreren Tonnen Kaffee für Miami beladen. Beide Piloten, die einzigen Insassen auf dem Frachtflug, überlebten den Unfall.[407]

- 16. August – An einer Curtiss C-46A-40-CU Commando der brasilianischen VASP (Viação Aérea São Paulo) (PP-NMF) entwickelten sich auf einem Frachtflug von Carolina nach Belém Probleme mit einem Triebwerk, jedoch ließ sich dessen Propeller nicht in die Segelstellung bringen. Auch nach dem Abwerfen der gesamten Fracht konnte die Höhe nicht gehalten werden, weshalb eine Notwasserung im Capim River (Brasilien) notwendig wurde. Eines der vier Besatzungsmitglieder, das keinen Sicherheitsgurt angelegt hatte, wurde beim Aufprall getötet; die anderen überlebten. Die Maschine sank innerhalb von 15 Minuten.[408]

- 27. August – Eine Curtiss C-46F-1-CU Commando der US-amerikanischen Argonaut Airways (N4876V) wurde auf dem Flughafen Miami (Florida, USA) durch den Hurrikan Cleo irreparabel beschädigt. Über Personenschäden ist nichts bekannt.[409]

- 27. August – Eine Curtiss C-46A-45-CU Commando der US-amerikanischen Airlift International (N9903F) wurde auf dem Flughafen Miami (Florida, USA) durch den Hurrikan Cleo irreparabel beschädigt. Über Personenschäden ist nichts bekannt.[410]

- 27. August – Eine Curtiss C-46F-1-CU Commando der US-amerikanischen Airlift International (N1823M) wurde auf dem Flughafen Miami (Florida, USA) durch den Hurrikan Cleo irreparabel beschädigt. Über Personenschäden ist nichts bekannt.[411]

- 3. September – Eine Lockheed L-1649A Starliner der Federal Aviation Agency – FAA (LV-GLI) wurde auf dem Flugplatz Phoenix Deer Valley (Arizona, USA) bei einem Crashtest zu Forschungszwecken geplant zerstört. Personen kamen nicht zu Schaden.[412]

- 4. September – Eine Vickers Viscount 701C der brasilianischen VASP (PP-SRR) wurde 15 Kilometer südwestlich von Nova Friburgo (Brasilien) in den Berg Pico da Caledônia geflogen. Die Maschine war auf dem Weg von Vitória nach Rio de Janeiro, als sie in einer Höhe von nur 1950 Meter (6400 Fuß) mit dem Berg kollidierte, der sich etwa 90 Kilometer vor dem Zielort befindet. Sie befand sich 35 Kilometer rechts von der vorgeschriebenen Flugstrecke. Bei diesem CFIT (Controlled flight into terrain) wurden alle 39 Insassen getötet, 5 Besatzungsmitglieder und 34 Passagiere.[413]

- (A) 15. September – Eine Douglas DC-3/C-47A-80-DL der kolumbianischen Avianca (HK-319), mit der ein inländischer Frachtflug von Condoto nach Medellín durchgeführt wurde, stürzte ab, während die Piloten versuchten, mit der aufgrund einer fehlerhaften Beladung schwer kontrollierbaren Maschine zum Startflughafen umzukehren. Die Piloten kamen bei dem Zwischenfall beide ums Leben (siehe auch Flugunfall der Avianca bei Condoto).[414][415]

- 15. September – Eine Douglas DC-3/C-47 der kolumbianischen SATENA (FAC-667) geriet beim Start vom Flughafen von Puerto Rico (Caquetá) (Kolumbien) von der Startbahn ab und raste in eine Koppel. Das Flugzeug wurde irreparabel beschädigt. Alle 25 Insassen überlebten den Unfall.[416]

- 20. September – Eine Scottish Aviation Twin Pioneer 2 der unter falschen laotischen Kennzeichen fliegenden US-amerikanischen Bird & Sons (XW-PBO) rutschte bei der Landung auf dem Landing Strip LS-48 Muang Hein (Laos) von der Piste. Die auf einem Frachtflug befindliche Maschine wurde irreparabel beschädigt. Über Personenschäden ist nichts bekannt.[417]

- 28. September – Eine Douglas DC-7C der britischen Caledonian Airways (G-ASID) verunglückte bei schlechten Witterungsbedingungen während der Landung auf dem Flughafen Istanbul-Yeşilköy (Türkei). Das Flugzeug schlug 72 Meter vor der Landebahnschwelle auf, das gesamte Fahrwerk brach zusammen und die linke Tragfläche brach ab. Der Rumpf rutschte noch 260 Meter über die Landebahn und geriet in Brand. Alle 97 Insassen überlebten den Unfall.[418]

- 2. Oktober – Eine Douglas DC-6B (F-BHMS) der französischen Union de Transports Aériens (UTA) wich auf dem Flug vom Flughafen Palma de Mallorca nach Port-Étienne (jetzt Nouadhibou) in Mauretanien vom Kurs ab und prallte bei Trevélez (Spanien) gegen den Berg Alcazaba in der Sierra Nevada. Alle 80 Insassen kamen ums Leben.[419]

- 2. Oktober – Eine Lockheed L-749A-79 Constellation der luxemburgischen Interocean Airways (LX-IOK) kam bei einem versuchten Durchstarten auf dem Flughafen Addis Abeba (Äthiopien) von der Landebahn ab. Da die Triebwerksleistung über die mögliche Vollgasstellung hinaus erhöht worden war, kam es zu mehrfachem Triebwerksausfall. Die Maschine geriet in weichen Boden, in den sich der Bug hineingrub. Das Frachtflugzeug war mit einer Ladung Zigaretten aus Dublin (Irland) gekommen und wurde irreparabel beschädigt. Ein Besatzungsmitglied kam ums Leben, die anderen fünf überlebten den Unfall.[420][421]

- 2. Oktober – Eine Douglas DC-4/C-54A-DO der Syrian Arab Airlines (YK-ADA) überrollte bei der Landung auf dem Flughafen Damaskus-Mezzeh (Syrien) das Landebahnende. Das Bugfahrwerk brach im rauen Untergrund zusammen und die Maschine wurde irreparabel beschädigt. Alle Insassen überlebten den Unfall.[422]

- 9. November – Eine Curtiss C-46D-5-CU Commando der Aerocondor Colombia (HK-400) verunglückte beim Start zu einem Frachtflug vom Flughafen Barranquilla (Kolumbien) und fing Feuer. Es gab keine Todesfälle.[423]

- 15. November – Eine Fairchild F-27A der US-amerikanischen Bonanza Air Lines (N745L) wurde etwa 15 Kilometer nördlich von Las Vegas in einen Berg geflogen. Bei diesem CFIT (Controlled flight into terrain) wurden alle 29 Insassen, 3 Besatzungsmitglieder und 26 Passagiere, getötet. Von Phoenix kommend, streifte das Flugzeug während eines Schneesturmes eine Bergspitze, weniger als 5 Minuten vom Zielflugplatz entfernt.[424]

- 20. November – Beim Landeanflug einer Convair CV-440 der schwedischen Linjeflyg (SE-CCK) ereignete sich auf den Flugplatz Ängelholm-Barkåkra ein tödlicher Unfall. Die Maschine sank viel zu früh und verfehlte die Landebahn um rund zwei Kilometer. Dabei kamen 31 der 43 an Bord befindlichen Personen ums Leben, darunter vier Crew-Mitglieder.[425][426]

- 20. November – Eine voll beladene Curtiss C-46F-1-CU Commando der US-amerikanischen Zantop Air Transport (N3971B) schlug etwa 620 Meter hinter dem Startbahnende am Flughafen Detroit-Wayne Major (Michigan, USA) wieder auf dem Boden auf. Vor dem Start waren etwa 6 Zentimeter Schnee von den Tragflächen abgekehrt und die darunter liegende Schicht aus grob verkrusteten Eis dann flüssig enteist worden. Dennoch kam es zu einem ungewöhnlich langen Startlauf und nach dem Abheben zu Vibrationen und Höhenverlust. Nach dem Aufschlag kam die Maschine auf der Nase stehend zum Stillstand. Offenbar waren noch etwa 3 Millimeter Eis auf den Tragflächen vorhanden. Das Flugzeug wurde irreparabel beschädigt. Beide Piloten, die einzigen Insassen auf dem Frachtflug, überlebten den Unfall.[427]

- 23. November – Auf dem Flughafen Rom-Fiumicino (Italien) verließ eine Boeing 707-331 der US-amerikanischen Trans World Airlines (TWA) (N769TW) bei einem abgebrochenen Start die Bahn seitlich und fing Feuer. Grund war ein Defekt in der Vorrichtung für die Schubumkehr. Von den 73 Menschen an Bord kamen 50 ums Leben.[428]

- 24. November – Die Piloten einer Curtiss C-46R Commando der US-amerikanischen Delta Air Lines (N9885F) trafen am Ziel, dem Flughafen New Orleans, Wetterbedingungen unter den vorgeschriebenen Minima an. Daher wichen sie zum Flughafen Baton Rouge (Louisiana, USA), aus. Dort setzten sie das Flugzeug erst 760 Meter hinter dem Aufsetzpunkt auf. Als sich die Maschine dem Ende der Landebahn näherte, versuchte der Kapitän, einen Ringelpiez zu machen, aber das Flugzeug drehte sich nur um 20 Grad und rutschte von der Landebahn. Es wurde irreparabel beschädigt. Beide Piloten, die einzigen Insassen auf dem Frachtflug, überlebten den Unfall.[429]

- 24. November – Eine Curtiss C-46A-10-CU Commando der chilenischen Aerolineas Flecha Austral (ALFA) (CC-CIB) wurde bei einer Notlandung auf dem Flughafen Santiago-Los Cerrillos (Chile) irreparabel beschädigt. Alle Insassen, Besatzungsmitglieder und Passagiere, überlebten den Unfall. Nähere Einzelheiten sind derzeit nicht verfügbar.[430]

- (A) 29. November – Eine Douglas DC-4 der Air Congo (OO-DEP) stürzte nach dem Start in Leopoldville (heute Kinshasa) ab. Das von Belgian International Air Services geleaste Flugzeug war zuvor mit einem Ölfass kollidiert, das auf der Startbahn lag. Dabei wurden Teile der rechten Höhenflosse abgerissen. Bei dem Unfall kamen sechs Personen ums Leben. Ein weiterer Passagier erlag später seinen Brandverletzungen im Krankenhaus (siehe auch Flugunfall einer Douglas DC-4 der Air Congo).[431]

- 8. Dezember – Eine Douglas DC-3/C-47-DL der bolivianischen Aerolineas Abaroa (CP-639) explodierte in der Luft und stürzte am Berg Milluni ab, 21 Kilometer nördlich des Flughafens El Alto (Bolivien). Ein hoch versicherter Passagier hatte eine Ladung Dynamit zur Explosion gebracht. Alle 17 Insassen, vier Besatzungsmitglieder und 13 Passagiere, kamen ums Leben.[432]

- 24. Dezember – Die Piloten einer Lockheed L-1049H Super Constellation der US-amerikanischen Flying Tiger Line (N6915C) flogen nach dem Start vom Flughafen San Francisco 7 Kilometer westlich davon in ansteigendes Gelände, statt die vorgeschriebene Linkskurve einzuleiten. Bei diesem CFIT (Controlled flight into terrain) wurden alle 3 Besatzungsmitglieder des Frachtfluges getötet.[433]

- 29. Dezember – Eine Curtiss C-46 Commando der chilenischen Lineas Aéreas Sud Americana (LASA) (CC-CAN) wurde in die Flanke des Vulkans Turrialba (Costa Rica) geflogen. Die Kollision geschah gegen Mitternacht vom 28. auf den 29. Dezember. Bei diesem CFIT (Controlled flight into terrain) wurden alle 6 Insassen getötet, fünf Besatzungsmitglieder und ein Passagier; sie waren die einzigen Insassen auf dem Frachtflug.[434]

- 30. Dezember – Eine Curtiss C-46A-45-CU Commando der US-amerikanischen Zantop Air Transport (N608Z) geriet im Anflug auf den Flughafen Detroit Wayne County (Michigan, USA) bei leichtem Nieselregen außer Kontrolle und stürzte 3,5 Kilometer südwestlich des Flugplatzes ab. Alle 4 Besatzungsmitglieder, die einzigen Insassen auf dem Frachtflug, kamen ums Leben.[435]

### 1965
- 2. Januar – Eine Lissunow Li-2 der sowjetischen Aeroflot (Luftfahrzeugkennzeichen CCCP-63842) verunglückte kurz nach dem Start vom Flughafen Derweze, weil aufgrund einer Fehlbedienung der Treibstoffanlage ein leerer Tank für den Antrieb der Triebwerke ausgewählt wurde. Bei dem Unfall kamen alle 24 Personen an Bord ums Leben.[436]

- 22. Januar – Eine Douglas DC-3/C-53-DO der Panair do Brasil (PP-PEE) wurde auf dem Flughafen Porto Velho-Belmonte (Brasilien) irreparabel beschädigt. Über Personenschäden ist nichts bekannt.[437]

- 3. Februar – Eine Curtiss C-46A-35-CU Commando der Air Cameroun (F-OAFI) verunglückte bei der Landung auf dem Flughafen Garoua (Kamerun). Alle 4 Insassen, die einzigen Insassen auf dem Frachtflug, drei Besatzungsmitglieder und ein Passagier, kamen ums Leben. Das Flugzeug wurde irreparabel beschädigt.[438]

- 6. Februar – Eine Douglas DC-6B der LAN Chile (heutigen LATAM Airlines) (CC-CCG) wurde auf dem Flug vom Flughafen Santiago de Chile-Los Cerrillos nach Buenos Aires-Ezeiza 80 Kilometer ostsüdöstlich von Santiago de Chile während des Steigfluges in 3600 Meter (12.000 Fuß) Höhe gegen den Schichtvulkan San José geflogen (CFIT, Controlled flight into terrain). Dabei wurden alle 80 Passagiere und 7 Besatzungsmitglieder getötet. Mit 87 Todesopfern war es der zweitschwerste Unfall einer DC-6.[439]

- 8. Februar – Bei einer Vickers Viking 1B der französischen Airnautic (F-BJEQ) brach beim Start vom Flughafen Calvi das Fahrwerk zusammen. Die Maschine wurde irreparabel beschädigt, die zehn Personen an Bord überlebten.[440]

- (A) 8. Februar – Die Piloten einer in New York City (USA) gestartete Douglas DC-7B der US-amerikanischen Eastern Air Lines (N849D) unterbrachen ihren Steigflug und leiteten ohne Freigabe einen Sinkflug ein, um einer Boeing 707 der Pan American World Airways auszuweichen. Die Boeing 707 befand sich aber ihrerseits im Sinkflug, so dass die Flugzeuge weiterhin aufeinander zu flogen. Um einer Kollision zu entgehen, lenkten die Piloten die DC-7 in eine überzogene Steilkurve, in deren Verlauf die Maschine abstürzte. Alle 84 Personen an Bord der DC-7 kamen ums Leben (siehe auch Eastern-Air-Lines-Flug 663).[441]

- 8. Februar – Eine Douglas DC-7C der Scandinavian Airlines (SE-CCC) verunglückte beim Start zu einem Flug nach Kopenhagen auf dem Flughafen Teneriffa-Los Rodeos. Nach dem Abheben sank die Maschine wieder zurück auf die Startbahn, weil das Fahrwerk zu früh eingefahren wurde. Das Flugzeug fing Feuer und wurde zerstört, jedoch konnten vorher alle 84 Passagiere und 7 Besatzungsmitglieder die Maschine verlassen.[442]

- 13. Februar – An einer Curtiss C-46A-55-CK Commando der salvadorianischen Aerolineas de El Salvador – AESA (YS-012C) fiel kurz nach dem Start vom Flughafen Miami (Florida, USA) das Triebwerk Nr. 1 (links) aus. Der Propeller konnte, vermutlich durch Ölverschmutzung, nicht in die Segelstellung gebracht werden. Es kam zu einer Bruchlandung in einem Autoschrottplatz. Beide Piloten, die einzigen Insassen auf dem Frachtflug, kamen ums Leben.[443]

- 15. Februar – Eine Vickers Viscount 782D der Iran Air (EP-AHC) wurde auf dem Flughafen von Isfahan (Iran) so hart gelandet, dass das linke Hauptfahrwerk zusammenbrach. Die Maschine geriet von der Landebahn ab und wurde irreparabel beschädigt. Alle Insassen überlebten.[444]

- 20. Februar – Eine Douglas DC-3/C-47A-25-DK der jugoslawischen Jugoslovenski Aerotransport (JAT) (YU-ACB) stürzte auf einem Trainingsflug vom Flughafen Belgrad (Jugoslawien) aus in den Fluss Save. Alle 5 Besatzungsmitglieder, die einzigen Insassen auf dem Traingsflug, kamen ums Leben.[445]

- 27. Februar – Mit einer Convair CV-880 der Japan Airlines (JA8023) sollte beim Flugtraining am Flughafen Nagasaki (Japan) ein tiefer Überflug in 45 Metern Höhe geübt werden. Das Flugzeug sank jedoch zu schnell, schlug auf der Landebahn auf und wurde irreparabel beschädigt. Alle 6 Besatzungsmitglieder, die einzigen Insassen, überlebten den Unfall.[446]

- 3. März – Eine Vickers Viscount 701C der brasilianischen Viação Aérea São Paulo (VASP) (PP-SRQ) geriet bei einem Trainingsflug auf dem Flughafen Rio de Janeiro-Galeao (Brasilien) von der Startbahn ab, als ein Triebwerksausfall simuliert wurde. Das Flugzeug wurde irreparabel beschädigt. Die vier Besatzungsmitglieder, die einzigen Insassen, überlebten.[447]

- 11. März – Eine Douglas DC-3/C-47-DL der kolumbianischen Avianca (HK-153) wurde beim Start vom Flughafen Bucaramanga-Gómez Niño (Kolumbien) irreparabel beschädigt. Die Maschine, die nach Bogotá fliegen sollte, driftete während des Starts nach rechts und kam von der Landebahn ab. Sie überquerte einen Graben und kam zum Stillstand. Danach brach ein Feuer aus. Alle 34 Insassen, drei Besatzungsmitglieder und 31 Passagiere, überlebten den Unfall.[448]

- (A) 17. März – Eine Handley Page HPR-7 Dart Herald 202 der kanadischen Eastern Provincial Airways (CF-NAF) brach auf dem Flug vom Flughafen Halifax zum Flughafen Sydney (Nova Scotia) während des Steigflugs in 11.500 Fuß Höhe auseinander und stürzte in einen Wald, wobei alle acht Insassen starben. Als Unfallursache wurde ein Strukturversagen entlang der unteren Rumpfmittellinie infolge starker Korrosion festgestellt (siehe auch Eastern-Provincial-Airways-Flug 102).[449]

- 18. März – Eine Curtiss C-46F Commando der peruanischen Servicio Aéreo de Transportes Comerciales (SATCO) (OB-R-577) verunglückte bei Cerro Saguancancha (Peru) auf einem Frachtflug in bergigem Gelände. Alle 9 Insassen, sechs Besatzungsmitglieder und 3 Passagiere, wurden getötet.[450]

- 19. März – An einer Vickers Viscount 773 der Iraqi Airways (YI-ACU) brach nach der Landung auf dem Flughafen Kairo (Ägypten) eine Hydraulikleitung, wodurch die Hydraulikflüssigkeit auslief und die Bremsen und Bugradsteuerung ausfielen. Die steuerlose Maschine kollidierte mit einer Reihe von Lampen und wurde irreparabel beschädigt. Alle Insassen blieben unverletzt.[451]

- 22. März – Eine Douglas DC-3/C-47-DL der kolumbianischen Avianca (HK-109) wurde in einer Höhe von 7200 Fuß (2200 Metern) gegen den Pan de Azucar Peak (Kolumbien) geflogen, 105 Kilometer vom Ziel, dem Flughafen Bucaramanga-Gómez Niño entfernt. Die Piloten hatten vorher eine Flughöhe von 9000 Fuß im Sichtflug gemeldet. Trotz Instrumentenflugbedingungen in schlechtem Wetter flogen sie nach Sichtflugregeln weiter und auf jeden Fall viel zu tief. Durch diesen CFIT (Controlled flight into terrain) wurden alle 29 Insassen getötet, drei Besatzungsmitglieder und 26 Passagiere.[452]

- 24. März – Eine Curtiss C-46D-10-CU Commando der brasilianischen Paraense Transportes Aéreos (PP-BTP) kam auf dem Flughafen Rio Branco-Presidente Médici (Brasilien) von der Bahn ab und wurde irreparabel beschädigt. Alle Insassen überlebten den Unfall.[453]

- 26. März – Eine Douglas DC-3/C-47A-1-DK der Pakistan International Airlines (AP-AAH) verunglückte nahe dem 3120 Meter hohen Lowari-Pass (Pakistan). Von den 26 Insassen kamen 22 ums Leben, alle 4 Besatzungsmitglieder und 18 Passagiere.[454]

- 31. März – Bei einer Convair CV-440 der spanischen Iberia (EC-ATH) kam es auf dem Flug von Málaga zum Flughafen Tanger 18 Kilometer westlich des Zielflughafens aus unbekannter Ursache zum Strömungsabriss und Absturz ins Meer. Von den 53 Insassen konnten nur drei überlebende Passagiere aus dem Meer gerettet werden.[455][456]

- (A) 10. April – Auf dem Flug vom Flughafen Beirut zum Flughafen Amman-Marka zerbrach eine Handley Page Herald der jordanischen Alia (JY-ACQ) 20 Kilometer westnordwestlich von Damaskus (Syrien) in der Luft und stürzte in einen Berg. Alle 54 Insassen starben. Es handelt sich um den schwersten Flugunfall einer Handley Page Herald (siehe auch Flugunfall einer Handley Page Herald der Alia bei Damaskus).[457]

- (A) 12. April – Beim Testflug mit dem ersten Prototyp einer HFB 320 Hansa Jet der Hamburger Flugzeugbau (D-CHFB) vom Flughafen Madrid-Torrejón kam es in 22.000 Fuß Höhe (ca. 6.700 Meter) zu einem Deep Stall. Der daraufhin ausgelöste Anti-Spin-Fallschirm entfaltete sich nicht ordnungsgemäß. Die dreiköpfige Besatzung sprang daraufhin mit Fallschirmen aus der Maschine ab. Ein Pilot verhakte sich dabei im Anti-Spin-Fallschirm, stürzte mit der Maschine zu Boden und starb (siehe auch Flugunfall einer HFB 320 Hansa Jet bei Madrid).[458]

- 14. April – Eine aus Paris-Orly kommende Douglas DC-3/C-47B-20-DK der British United (Channel Islands) Airways (G-ANTB) wurde kurz vor dem Flughafen Jersey ins Gelände geflogen. Obwohl bei aufliegenden Wolken und einer Sicht von nur 60 Metern nach den vorgeschriebenen Wettermindestbedingungen keinerlei Anflug zulässig war, entschied der Flugkapitän auch nach einem Durchstarten, einen erneuten Anflug durchzuführen. Dabei kollidierte die rechte Tragfläche des Flugzeugs mit dem nur 18 Meter hohen äußersten Mast der Anflugbefeuerung, knapp 1 Kilometer vor der Landebahn, stieg wieder hoch und drehte sich in die Rückenlage. Dabei brach die rechte Tragfläche ab, die Maschine stürzte senkrecht auf ein Feld und ging in Flammen auf. Der Aufschlagpunkt lag an der Straße Oak Walk in Saint Peter (Jersey).[459] Bei diesem CFIT (Controlled flight into terrain) wurden 26 der 27 Insassen getötet, es überlebte lediglich die Stewardess.[460] Zum Zeitpunkt des Unfalls lagen die Sichtverhältnisse weit unter den für eine Landung zulässigen Minima.[461][462]

- 16. April – Auf einem Trainingsflug mit einer Fairchild F-27F der US-amerikanischen Bonanza Air Lines (N757L) fuhren auf dem Flughafen Las Vegas die Landeklappen auf Grund eines technischen Defekts asymmetrisch ein. Beim Abheben drehte das Flugzeug nach links, machte einen Ringelpiez und wurde irreparabel beschädigt. Die beiden Piloten, einzige Insassen, überlebten den Unfall verletzt.[463]

- 23. April – Eine Douglas DC-6A der US-amerikanischen AAXICO Airlines (N6541C) wurde in 3108 Metern Höhe gegen einen Gletscher auf der Westflanke des 4392 Meter hohen Mount Rainier (Washington, USA) geflogen. Obwohl die Piloten auf einem Flug nach Sichtflugregeln unterwegs waren, befanden sie sich in Instrumentenflugbedingungen. Durch diesen CFIT (Controlled flight into terrain) wurden alle 5 Besatzungsmitglieder getötet, die einzigen Insassen auf dem Frachtflug.[464]

- 5. Mai – Eine Lockheed L-1049G Super Constellation der spanischen Iberia (EC-AIN) verunglückte aus Madrid kommend beim Landeanflug auf den Flughafen Teneriffa/Los Rodeos. Nach einem missglückten Landeversuch während schlechten Wetters kollidierte die Maschine beim Durchstarten 50 Meter neben der Landebahn mit einem Bulldozer und zerbrach auf einem Acker, wobei 30 der 49 Menschen an Bord ums Leben kamen.[465]

- 10. Mai – Die Piloten einer Douglas DC-6A der US-amerikanischen Aaxico Airlines (N6579C) setzten ihren Anflug auf die Whiteman Air Force Base (Missouri, USA) fort, obwohl mitten durch die Anfluglinie eine Gewitterfront verlief. Die Maschine schlug 1280 Meter vor der Landebahn und 225 Meter neben der Anfluggrundlinie in Bäume ein. Das Flugzeug zerbrach und kam 350 Meter weiter zum Stillstand. An den linken Treibstofftanks brach ein Feuer aus. Alle drei Besatzungsmitglieder, die einzigen Insassen auf dem Frachtflug, überlebten den Unfall.[466]

- (A) 20. Mai – Eine Boeing 720-040B der Pakistan International Airlines (AP-AMH) sank im Anflug auf den Flughafen Kairo-International (Ägypten) zu früh und wurde 20 Kilometer südlich der Landebahn in die Wüste geflogen. Insgesamt 121 Menschen an Bord wurden getötet, davon 108 Passagiere sowie die gesamte Besatzung von 13 Personen; sechs Passagiere überlebten den Unfall. Unfallursache war ein Controlled flight into terrain (CFIT) (siehe auch Pakistan-International-Airlines-Flug 705).[467]

- 29. Mai – Bei einer Convair CV-240 der Japan Domestic Airlines (JA5088) ließ sich das rechte Hauptfahrwerk nicht ordnungsgemäß verriegelt ausfahren. Bei der Landung auf dem Flughafen Obihiro (Japan) wurde das Flugzeug dann irreparabel beschädigt, aber alle Insassen überlebten die Bruchlandung.[468][469]

- Im Juni 1965 (genaues Datum nicht bekannt) wurde eine Douglas DC-3 der ägyptischen United Arab Airlines (heute Egypt Air) (SU-AJW) auf dem Flughafen Kairo (Ägypten) zerstört. Personen kamen nicht zu Schaden.[470]

- 6. Juni – An einer Douglas DC-6B der philippinischen Filipinas Orient Airways (PI-C950) brach beim Start auf dem Flughafen Mactan-Cebu (Philippinen) das Fahrwerk zusammen. Alle Insassen überlebten den Unfall. Das Flugzeug wurde irreparabel beschädigt.[471]

- 4. Juli – Eine Armstrong Whitworth Argosy 222 der British European Airways (BEA) (G-ASXL) wurde im Anflug auf den Flughafen Mailand-Linate (Italien) während einer Gewitterlage 61 Kilometer südlich des Flughafens in den Boden geflogen. Die Maschine sprang wieder hoch und brach beim nächsten Aufprall komplett auseinander. Diesen CFIT (Controlled flight into terrain) überlebten trotzdem beide Besatzungsmitglieder, die einzigen Insassen auf dem Frachtflug. Es war der erste Totalverlust einer Argosy.[472]

- (A) 8. Juli – Nach der Explosion einer Sprengladung brach das Heck einer Douglas DC-6B der Canadian Pacific Air Lines (CF-CUQ) im Flug ab. Die Maschine befand sich auf dem Flug von Vancouver (British Columbia, Kanada) nach Prince George. Alle 52 Menschen an Bord starben (siehe auch Canadian-Pacific-Air-Lines-Flug 21).[473]

- 9. Juli – Bei einer Bristol Britannia 302 der Aeronaves de México (XA-MEC) ließ sich im Anflug auf den Flughafen Tijuana (Mexiko) das Hauptfahrwerk nicht in der ausgefahrenen Position verriegeln. Alle 82 Insassen, 9 Besatzungsmitglieder und 73 Passagiere, überlebten die Notlandung unverletzt. Am Flugzeug entstand Totalschaden.[474]

- 11. Juli – Eine Hawker Siddeley HS 748-101 der britischen Skyways Coach Air (G-ARMV) überschlug sich bei der Landung auf dem Flughafen Lympne (England), nachdem die Bugräder tief in den weichen Boden der Graslandebahn eingesunken waren. Die Maschine verlor dabei ihre linke Tragfläche und war schrottreif. Alle 52 Insassen, vier Besatzungsmitglieder und 48 Passagiere, überlebten den Unfall.[475]

- 20. Juli – Eine Vickers Viscount 701 der britischen Cambrian Airways (G-AMOL), die ohne Passagiere nach Liverpool überführt werden sollte, verunglückte während des Anflugs. Die Maschine brach abrupt nach rechts aus und drehte sich in Rückenlage. Das Flugzeug kollidierte etwa 550 Meter vor der Landebahn des Flughafens Liverpool-Speke (Vereinigtes Königreich) mit einem Fabrikgebäude. Bei dem Unfall kamen die beiden Insassen der Maschine sowie zwei Personen am Boden ums Leben.[476]

- 23. Juli – An einer Convair CV-440 der US-amerikanischen Allegheny Airlines (N8415H) brach nach dem Start ein Feuer im Triebwerk Nr. 2 (rechts) aus; es wurde abgestellt. Bei der Rückkehr zum Flughafens Williamsport (Pennsylvania, USA) kollidierte die Maschine mit dem Kamm eines Bergrückens, 600 Fuß (180 Meter) über der Landebahnhöhe und 9 Kilometer nordöstlich des Startflughafens. Als Unfallursache wurde das Versäumnis der Besatzung festgestellt, die richtigen Verfahren für einen Triebwerksausfall beim Start anzuwenden. Alle 40 Insassen, vier Besatzungsmitglieder und 36 Passagiere, überlebten den Unfall.[477]

- 2. August – Eine Vickers Viking 1B der britischen Invicta International Airways (G-AHPL) geriet beim Start vom Flughafen Manston (England) unter Windeinfluss in Schleuderbewegungen in beide Richtungen. Der Startabbruch resultierte darin, dass die Maschine auf dem Bug mit beschädigten Propellern zum Liegen kam und irreparabel beschädigt wurde. Alle 3 Besatzungsmitglieder, die einzigen Insassen auf dem Trainingsflug, überlebten den Unfall.[478]

- 4. August – Das Triebwerk Nr. 2 (links innen) einer Douglas DC-4/C-54D-10-DC der peruanischen Rutas Internacionales Peruanes SA - RIPSA (OB-R-769) fing nach dem Start vom Flughafen Panama–Tocumen Feuer. Die folgende Explosion eines Treibstofftanks führte zu einem unkontrollierbaren Sinkflug, wobei die Maschine schließlich 4 Kilometer nordöstlich des Flughafens mit Bäumen kollidierte. Die Untersuchung ergab, dass der Triebwerksschaden durch mangelhafte Wartung ausgelöst worden war. Alle 7 Insassen auf dem Frachtflug, drei Besatzungsmitglieder und vier Passagiere, wurden getötet.[479]

- 12. August – Eine Curtiss C-46A-50-CU Commando der brasilianischen Paraense Transportes Aéreos (PP-BTH) kehrte rund 30 Minuten nach dem Start vom Flughafen Cuiabá (Brasilien) zum Ausgangspunkt zurück, nachdem das linke Triebwerk in Brand geraten war. Nahe Barra do Bugres brach die brennende linke Tragfläche ab und das Flugzeug stürzte zu Boden. Zum Unfall beigetragen haben defekte Brandmelde- und Feuerlöschanlagen. Alle 13 Insassen, vier Besatzungsmitglieder und 9 Passagiere, kamen ums Leben.[480]

- 16. August – Eine Boeing 727-22 der US-amerikanischen United Airlines (N7036U) verschwand im Anflug auf den Flughafen Chicago O’Hare aus 6000 Fuß Höhe und wurde etwa 50 Kilometer ostnordöstlich des Flughafens im Wasser des Lake Michigan gefunden. Die Ursache für den Unfall konnte nicht geklärt werden. Alle 30 Personen an Bord kamen ums Leben.[481]

- 20. August – Die Piloten einer Convair CV-240-0 der brasilianischen Cruzeiro do Sul (PP-CFD) kehrten zum Startflughafen Rio de Janeiro-Santos Dumont (Brasilien) zurück, nachdem bald nach dem Start ein Triebwerk ausgefallen war. Bei der Landung geriet das Flugzeug nach links von der Landebahn ab, wobei das linke Hauptfahrwerk zusammenbrach. Alle 33 Insassen, 5 Besatzungsmitglieder und 28 Passagiere, überlebten den Totalschaden.[482]

- 20. August – Eine Vickers Viscount 804 der polnischen Polskie Linie Lotnicze LOT (SP-LVA) geriet während eines Überführungsfluges von Lille nach Breslau in ein Gewitter, zerbrach und stürzte zwischen Jeuk und Sint-Truiden (Belgien) ab. Die vierköpfige Besatzung kam ums Leben.[483]

- 7. September – Eine Douglas DC-3 der Indian Airlines (VT-unbekannt) wurde auf dem Flughafen Srinagar (Indien) durch einen Überfall der pakistanischen Luftwaffe mit vier North American F-86 Sabre zerstört. Über Personenschäden ist nichts bekannt.[484]

- 13. September – Eine Convair CV-880 der US-amerikanischen Trans World Airlines (TWA) (N820TW) verunglückte auf dem Flughafen Kansas City-Downtown (Missouri, USA) bei einem Trainingsflug. Beim simulierten Ausfall des Triebwerks Nr. 4 (rechts außen) kam es zum Kontrollverlust und Strömungsabriss. Die Maschine wurde beim Aufschlag zerstört, aber alle vier Besatzungsmitglieder, die einzigen Insassen, überlebten.[485]

- 13. September – An einer Curtiss C-46D-5-CU Commando der US-amerikanischen Zantop Air Transport (N5132B) kam aufgrund einer falschen Feuerwarnung ein Propeller in die Segelstellung. Beim Versuch der Rückkehr zur Dover Air Force Base (Delaware, USA) ließ sich das Fahrwerk wegen einer Hydraulikleckage nicht ausfahren. Daraufhin wurde eine Notlandung in Flugplatznähe durchgeführt. Dabei wurde das Flugzeug irreparabel beschädigt. Alle drei Besatzungsmitglieder, die einzigen Insassen auf dem Frachtflug, überlebten den Unfall.[486]

- 14. September – Eine Douglas DC-3/C-47A-1-DK der Ethiopian Airlines (ET-ABI) verunglückte bei der Landung auf dem Flughafen Gore (Äthiopien). Alle 17 Insassen kamen ums Leben. Nähere Einzelheiten sind derzeit nicht verfügbar.[487]

- 16. September – Eine Douglas DC-3/C-47A-90-DL der Air Vietnam (XV-NIC) wurde nach dem Start vom Flughafen Quang Ngai (Südvietnam) 11 Kilometer nordöstlich davon abgeschossen. Alle 39 Insassen, drei Besatzungsmitglieder und 36 Passagiere, kamen ums Leben.[488]

- 17. September – Eine Boeing 707-121B der US-amerikanischen Pan American World Airways (N708PA) wurde im Anflug auf den Flughafen V.C. Bird International (Antigua) in den Chances Peak auf der Karibik-Insel Montserrat geflogen (CFIT, Controlled flight into terrain). Alle 30 Personen an Bord kamen ums Leben.[489]

- 17. September – Eine Curtiss C-46 Commando der Lineas Aereas de Nicaragua (LANICA) (AN-A..) wurde nach einem Triebwerksausfall im Golf von Fonseca (Nicaragua) notgewassert und versank. Die Maschine war mit 5 Tonnen Fracht auf dem Weg von Miami nach Managua. Das Flugzeug wurde zerstört. Beide Piloten, die einzigen Insassen auf dem Frachtflug, wurden nach 24 Stunden auf ihrem Schlauchboot geborgen und überlebten den Unfall.[490]

- 20. September – Eine Lockheed L-1049E Super Constellation der US-amerikanischen American Flyers Airline (N9719C) wurde mit einem stillgelegten Triebwerk zum Flughafen Ardmore (Oklahoma, USA) überführt. Die Maschine bremste bei der Landung nicht ab, geriet ins Schleudern, kam von der Landebahn ab und kollidierte mit einem Graben, bevor sie zum Stillstand kam. Sie wurde irreparabel beschädigt. Alle drei Besatzungsmitglieder, die einzigen Insassen auf dem Überführungsflug, überlebten den Unfall.[491]

- 4. Oktober – An einer Curtiss C-46A-50-CU Commando der kolumbianischen SEA Colombia (HK-613) geriet das Triebwerk Nr. 2 (rechts) im Steigflug vom Flughafen Cúcuta (Kolumbien) in Brand. Beim Versuch der Rückkehr löste sich dieses Triebwerk, und die rechte Tragfläche brach ab. Die Maschine schlug 5 Kilometer westlich von Cucuta auf dem Boden auf. Gründe für den Triebwerksbrand waren Wartungsfehler in Form von unzureichender Wartung und Inspektion sowie die Nichteinhaltung der Technischen Richtlinie Nr. 62-10-2 (Aerocivil C-46-39). Durch diese Wartungsfehler wurden alle 4 Insassen getötet, drei Besatzungsmitglieder und ein Passagier.[492]

- 14. Oktober – Einer Armstrong Whitworth Argosy 101 der US-amerikanischen Zantop Air Transport (N601Z) ging nahe Piqua (Ohio) (USA) der Treibstoff aus. Das Flugzeug befand sich noch 34 Kilometer nördlich seines Ziels, der Wright-Patterson Air Force Base, als alle vier Triebwerke den Schub verloren. Bei der Notlandung kollidierte die Maschine mit Stützen einer Autobahnüberführung. Grund des Unfalls war die fehlende genaue Treibstoffberechnung und Verbrauchsverfolgung durch die Besatzung. Alle 3 Besatzungsmitglieder, die einzigen Insassen auf dem Frachtflug, überlebten den Unfall.[493]

- 16. Oktober – Eine Douglas DC-7B der US-amerikanischen Eastern Air Lines (N824D) wurde auf dem Flughafen Charlotte-Douglas (North Carolina, USA) noch vor dem Landebahnbeginn aufgesetzt. Im Bereich der rechten Tragfläche brach ein Feuer aus. Das Flugzeug wurde irreparabel beschädigt. Alle 62 Insassen, fünf Besatzungsmitglieder und 57 Passagiere, überlebten den Unfall.[494]

- 17. Oktober – Eine Douglas DC-3 Hiper der kolumbianischen Avianca (HK-118) kollidierte im Anflug auf den Flughafen Bucaramanga-Gómez Niño (Kolumbien) mit einer dort gerade gestarteten Piper PA-18-150 Super Cub (HK-922P). Beide stürzten in einen Wald. Alle 15 Insassen, drei Besatzungsmitglieder und 12 Passagiere, kamen ums Leben, ebenso wie der Pilot der Piper.[495]

- 17. Oktober – An einer Douglas DC-6 der US-amerikanischen United Airlines (N37519) fuhr beim Startlauf auf dem Flughafen Huntsville (Alabama, USA) das Bugfahrwerk ein. Beim Startabbruch rutschte die Maschine noch 83 Meter über das Startbahnende hinaus und wurde irreparabel beschädigt. Alle 16 Insassen, fünf Besatzungsmitglieder und 11 Passagiere, überlebten den Unfall.[496]

- 20. Oktober – Eine Douglas DC-3/C-47A-25-DK der Philippine Airlines (PI-C144) stürzte beim Start vom Flughafen Manila (Philippinen) ab. Trotz vollen Seitenruderausschlags nach rechts drehte und kippte die Maschine immer weiter nach links, bis sie im Sinkflug bei Vollgas einen Baum streifte und nach der Kollision mit einem Strommast abstürzte. Auslöser war die schon vor dem Start fehlerhafte Einstellung der Seitenrudertrimmung nach links, zusätzlich eine leichte Überladung der Maschine. Von den 37 Insassen wurde ein Passagier getötet, die drei Besatzungsmitglieder und 33 Passagiere überlebten.[497]

- 23. Oktober – Eine Curtiss C-46A-40-CU Commando der bolivianischen Frigorífico Cooperativo Los Andes (CB-45) wurde bei einem Unfall nahe dem Flughafen La Paz irreparabel beschädigt. Über Personenschäden ist nichts bekannt.[498]

- 23. Oktober – Eine Curtiss C-46A-50-CU Commando der brasilianischen Paraense Transportes Aéreos (PP-BTI) verunglückte auf einer Landstraße 40 Kilometer vom Flughafen Vilhena (Brasilien) entfernt. Nähere Einzelheiten sind derzeit nicht verfügbar. Über Personenschäden ist nichts bekannt.[499]

- 27. Oktober – Die Vickers Vanguard G-APEE der British European Airways stürzte auf dem Flug von Edinburgh um 1:23 nachts während des dritten Anflugversuchs auf den Flughafen London Heathrow im Nebel beim Durchstartmanöver auf die Landebahn 28R ab. Alle 36 Insassen kamen ums Leben. Als Ursachen wurden u. a. Übermüdung, mangelnde Erfahrung und Training sowie die Fehlbedienung der unergonomisch konstruierten Landeklappenhebel ermittelt.[500]

- 29. Oktober – Eine Curtiss C-46D-5-CU Commando der US-amerikanischen Webair (N75296) kollidierte im Anflug auf den Flugplatz Pouso Alegre (Brasilien) mit einer Mülldeponie, dann mit Lastwagen und fing Feuer. Das Flugzeug wurde irreparabel beschädigt. Beide Piloten, die einzigen Insassen, überlebten den Unfall.[501]

- 4. November – Eine Consolidated PBY-5A Catalina der kolumbianischen Aeropesca Colombia (HK-811) wurde auf einem Flug vom Flughafen Villavicencio nach Mitú nahe El Encanto (Kolumbien) aufgrund schlechten Wetters notgelandet. Die beiden Piloten wurden getötet, die vier Passagiere überlebten und wurden neun Tage später in der Nähe der Grenze zu Peru gefunden.[502]

- 8. November – Eine Boeing 727 der American Airlines (N1996) flog drei Kilometer vor der Landung auf dem Flughafen Cincinnati (USA) gegen einen Hügel, da die Piloten ihre Höhe im Endanflug nicht ausreichend überwacht hatten (CFIT, Controlled flight into terrain). Bei dem Unfall starben 58 Menschen, während 4 überlebten.[503]

- 8. November – Eine Douglas DC-3/C-47-DL der kolumbianischen Taxi Aéreo Opita (HK-1202) wurde auf einem Inlandsflug von Neiva nach San Vicente del Caguán in den Berg Cerro del Diablo (Kolumbien) geflogen und stürzte in den Canón del Paraiso. Die Piloten hatten den Sichtflug trotz Wolken und auf einer nicht genehmigten Strecke fortgesetzt, außerdem war das Flugzeug um etwa 1450 Kilogramm überladen. Bei diesem CFIT (Controlled flight into terrain) wurden 26 der 36 Insassen getötet, drei Besatzungsmitglieder und 23 Passagiere.[504]

- 11. November – Eine Boeing 727-22 der US-amerikanischen United Airlines (N7030U) wurde im Landeanflug auf den Flughafen Salt Lake City International viel zu hoch angeflogen, woraufhin der Kapitän die Sinkgeschwindigkeit weit über das zulässige Maß hinaus erhöhte. Ein Versuch des Ersten Offiziers, den Schub zu erhöhen, wurde vom Kapitän unterbunden. Das Flugzeug schlug mit hoher Sinkgeschwindigkeit etwa 100 Meter vor der Landebahn auf, das Hauptfahrwerk brach und riss ein Loch in den Rumpf, woraufhin ein Feuer ausbrach. Dabei wurden 43 der 91 Personen an Bord getötet.[505][506]

- 23. November – Eine Curtiss C-46R Commando der US-amerikanischen Associated Aviation Industries (N1210W) wurde in der Nähe von Urrao (Kolumbien) in eine Bergflanke geflogen. Die Piloten waren trotz Wetters für Instrumentenflugbedingungen im Sichtflug weitergeflogen. Durch diesen CFIT (Controlled flight into terrain) wurden alle 5 Insassen auf dem Frachtflug getötet, beide Besatzungsmitglieder und 3 Passagiere. Das Wrack wurde erst am 10. Januar 1966 gefunden.[507]

- 27. November – Eine Douglas DC-3A der US-amerikanischen Edde Airlines (N485) wurde 35 Kilometer südlich des Flughafens Salt Lake City (Utah, USA) in einer Höhe von 5449 Fuß (1660 Metern) bei sehr schlechter Sicht in steil ansteigendes Gelände geflogen. Die rechte Tragfläche brach ab, der Rest des Flugzeugs flog 1202 Fuß über dem Hügel weiter und stürzte auf einer Höhe von 5275 Fuß (1608 Metern) gegen den 25 Grad steilen Hang eines anderen Hügels. Als Unfallursache wurde festgestellt, dass der Kapitän trotz der ungünstigen Wetter- und Geländebedingungen den Flug nach Sichtflugbedingungen (VFR) fortgesetzt hatte. Durch diesen CFIT (Controlled flight into terrain) wurden alle 13 Insassen getötet, die vier Besatzungsmitglieder und 9 Passagiere.[508]

- (A) 4. Dezember – Eine Lockheed L-1049C Super Constellation der US-amerikanischen Eastern Air Lines (N6218C) stieß auf dem Flug von Boston nach New York über Carmel, New York, mit einer Boeing 707 der Trans World Airlines (N748TW) zusammen, die sich auf dem Flug von San Francisco nach New York befand. Bei der Bruchlandung der unkontrollierbar gewordenen Super Constellation auf einem Feld, bei der das Flugzeug in Brand geriet und zerstört wurde, starben 4 Personen. Die Boeing 707 hingegen blieb steuerbar und machte eine erfolgreiche Notlandung. Sie konnte repariert werden (siehe auch Eastern-Air-Lines-Flug 853).[509]

- 7. Dezember – Eine Douglas DC-3 der spanischen Spantax (EC-ARZ) geriet nach dem Start vom Flughafen Teneriffa-Los Rodeos (Spanien) ins Trudeln und stürzte nahezu senkrecht ab. Alle 32 Insassen kamen ums Leben.[510]

- 7. Dezember – Eine Curtiss C-46A-40-CU Commando der argentinischen Aerolineas Carreras Transportes Aéreos (ACTA) (LV-JMC) verunglückte 40 Kilometer vom Flughafen Panama–Tocumen (Panama) entfernt, wo sie gestartet war. Alle 7 Insassen, drei Besatzungsmitglieder und 4 Passagiere, die einzigen Insassen auf dem „Frachtflug“, kamen ums Leben. Nähere Einzelheiten sind derzeit nicht verfügbar.[511]

- 15. Dezember – Eine Lockheed L-1049H Super Constellation der US-amerikanischen Flying Tiger Line (N6914C) wurde in die westliche Flanke des Berges California Peak geflogen, 32 Kilometer nordöstlich von Alamosa (Colorado). Die Frachtmaschine war auf dem Flug vom Flughafen Los Angeles nach Chicago. Alle 3 Besatzungsmitglieder wurden getötet.[512]

- 17. Dezember – In einer Douglas DC-3/C-47B-25-DK der britischen Skyways Coach Air (G-AMWX) fiel bei einem Nachtflug vom Flughafen Beauvais-Tillé (Frankreich) zum Flughafen London-Gatwick die gesamte Funk- und Funknavigationsanlage aus, als die Maschine bereits die englische Küste überflogen hatte. Wegen der niedrigen Bewölkung über Südostengland beschloss der Kapitän, nach Beauvais zurückzukehren. Nachdem sie einige Zeit an der französischen Küste hin- und hergeflogen waren, ohne sich orientieren zu können, entschied sich der Kapitän für eine Notwasserung nahe den Lichtern der Stadt Le Tréport (Département Seine-Maritime). Die Passagiere wurden 40 Minuten lang für das Verhalten bei der Notwasserung instruiert, die dann etwa 50 Meter vom Strand entfernt erfolgreich durchgeführt wurde. Alle Insassen konnten sicher an Land waten. Das Flugzeug wurde durch die Flut und Wellen zerstört. Alle 32 Insassen, drei Besatzungsmitglieder und 29 Passagiere, überlebten den Unfall.[513]

- 19. Dezember – An einer Curtiss C-46A-45-CU Commando der brasilianischen VASP (Viação Aérea São Paulo) (PP-LDQ) musste nach dem Start vom Flughafen Salvador (Brasilien) die Leistung des Triebwerks Nr. 1 (links) reduziert werden, da eine Warnung vor zu hoher Öltemperatur aufleuchtete. Da es Schwierigkeiten gab, mit der vollbesetzten Maschine die Höhe zu halten, wurde die Leistung wieder erhöht. Beim Versuch der Rückkehr zum Startflughafen fiel das Triebwerk aus, weshalb eine Notlandung außerhalb des Flughafens gemacht werden musste. Alle 54 Insassen, drei Besatzungsmitglieder und 51 Passagiere, überlebten den Unfall. Das Flugzeug wurde zum Totalschaden.[514]

- 24. Dezember – Eine Curtiss C-46 Commando eines unbekannten kolumbianischen Betreibers (gefälschtes Kennzeichen: HK-597-W) wurde auf der Pardo-Ebene, 15 Kilometer von Tuluá (Kolumbien) entfernt, durch ein Feuer zerstört. Die Maschine war auf einem Schmuggelflug mit amerikanischen Zigaretten unterwegs. Als die Polizei am Wrack eintraf, war die Besatzung bereits geflüchtet. Es stellte sich heraus, dass das Flugzeug das gefälschte Kennzeichen HK-597-W trug.[515]

### 1966
- 1. Januar – Eine Douglas DC-3/C-47A-80-DL (Luftfahrzeugkennzeichen PK-GDE) und eine Douglas DC-3/C-47A-25-DK (PK-GDU), beide durch Garuda Indonesia betrieben, kollidierten während des Anflugs auf den Flughafen Palembang (Indonesien) in der Luft. Beide Flugzeuge stürzten in einen Sumpf, alle insgesamt 34 Insassen der beiden Maschinen kamen ums Leben, jeweils vier Besatzungsmitglieder und 13 Passagiere.[516][517]

- (A) 1. Januar – Bei einer Iljuschin Il-14 der sowjetischen Aeroflot kam es im Reiseflug von Magadan nach Petropawlowsk zu einem Triebwerksausfall. Da die Höhe nicht gehalten werden konnte, schlug der Copilot eine Notlandung im Schnee vor. Der Kapitän lehnte dies jedoch ab und flog in die Flanke des Berges Yurchik 60 Kilometer nordwestlich Petropawlowsk-Kamtschatski (Sowjetunion). Alle 23 Insassen, 5 Besatzungsmitglieder und 18 Passagiere, kamen dabei ums Leben (siehe auch Flugunfall der Iljuschin Il-14 CCCP-61618 der Aeroflot).[518]

- 9. Januar – Eine Douglas DC-3/C-47 der kolumbianischen SATENA (FAC-675) wurde nahe Chipaque in einen Berg geflogen, 8 Minuten vor der Landung auf dem Flughafen Bogota-Eldorado (Kolumbien). Für die Piloten war es schon der zehnte Flug an diesem Tag. Bei diesem CFIT (Controlled flight into terrain) wurden alle 11 Insassen getötet, zwei Besatzungsmitglieder und 9 Passagiere.[519]

- 14. Januar – Eine Douglas DC-4/C-54B-1-DO der kolumbianischen Avianca (HK-730) stürzte 1300 Meter vom Startflughafen Cartagena (Kolumbien) entfernt in das vier Meter tiefe Meer. Von den 64 Insassen kamen 56 ums Leben; es überlebten nur 8 Passagiere. Als Ursache wurde mangelhafte Wartung festgestellt, möglicherweise beitragend auch Nachlässigkeit seitens der Piloten.[520]

- 14. Januar – Eine Antonow An-2 der sowjetischen Aeroflot (CCCP-02185) verunglückte auf dem Flug vom Sowchos Kommunism zum Flughafen Samarqand. Der Flugkapitän war von der vorgeschriebenen Flugroute abgewichen, zumal er in Eile war, da sich seine Frau im Krankenhaus und seine Kinder unbeaufsichtigt zu Hause befanden. Die Flugsicherung wies ihn an, eine Umleitung zu fliegen, für die vom Fluginformationsdienst nur unpräzise und fehlerhafte Wetterangaben vorlagen. Beim Flug entlang eines Gebirgszuges verlor die Maschine durch katabatische Winde an Höhe und kollidierte mit einem Berg, wobei alle 11 Insassen starben.[521]

- 22. Januar – Eine Douglas DC-3/C-47 der haitianischen COHATA – Compagnie Haitienne de Transports Aériens (HH 4262) flog in einem abgelegenen Berggebiet ins Gelände, nachdem sie vom Flugplatz Jérémie (Haiti) gestartet war. Der Unfall ereignete sich bei Duchity, 15 Kilometer nordwestlich des Startflugplatzes. Von den 35 Insassen wurden 30 getötet, sieben Besatzungsmitglieder und 23 Passagiere.[522]

- (A) 24. Januar – Eine Boeing 707-437 der Air India (VT-DMN) war auf dem Weg von Bombay nach New York. Im Sinkflug zur geplanten Zwischenlandung in Genf wurde sie in den Mont Blanc, Frankreich, geflogen und zerschellte ca. 60 Meter unterhalb des Gipfels an einem Felsgrat. Alle 117 Personen an Bord (106 Passagiere und 11 Besatzungsmitglieder) wurden dabei getötet (siehe auch Air-India-Flug 101).[523] Die Maschine flog fast an derselben Stelle in den Berg wie eine Lockheed L-749 Constellation der Air India am 3. November 1950 (für diesen Unfall siehe auch Air-India-Flug 245).

- 26. Januar – Bei einer Lockheed L-1049G Super Constellation der US-amerikanischen Trans World Airlines (TWA) (N7115C) brach während des Rollens auf dem Flughafen New York-Idlewild (USA) das Bugfahrwerk zusammen. Die Maschine wurde irreparabel beschädigt. Alle Insassen überlebten.[524]

- 27. Januar – Eine Curtiss C-46A-40-CU Commando der argentinischen Aerovías Halcón (LV-GFW) verunglückte nahe dem Flughafen Río Cuarto (Argentinien). Der Frachtflug Rio Grande-Rio Gallegos-Rio Cuarto-Buenos Aires musste bei Tageslicht durchgeführt werden. Die Verladung der 99 störrischen Schafe verzögerte den Flug jedoch so weit, dass es beim Abflug von Rio Gallegos bereits dunkel war. Trotz Wetters für Instrumentenflugbedingungen wurde im Sichtflug weitergeflogen, um das Ausweichziel zu erreichen, den Flughafen Villa Reynolds. Da mit diesem kein Kontakt zustande kam, versuchten die Piloten, den Flughafen Río Cuarto zu finden, indem sie einer Landstraße folgten, die zeitweise durch Blitze und Autoscheinwerfer erleuchtet wurde. Als sie den Flughafen gefunden hatten, gelang es dem Bodenpersonal nicht, die als Landebahnbeleuchtung gedachten Kerosinfackeln in Betrieb zu halten, die ständig durch Regen und Wind gelöscht wurden. Daraufhin wurde mit den Scheinwerfern vierer Fahrzeuge die Landeschwelle markiert. Die Besatzung verirrte sich dennoch und bat den Fluglotsen, ihre Position anhand des Motorengeräuschs zu bestimmen. Bei einem weiteren Anflugversuch wurde das Flugzeug bis in den Boden geflogen, rutschte 300 Meter weit und kam schließlich 5 Kilometer nordöstlich des Flughafens zum Stillstand. Es wurde dabei natürlich irreparabel beschädigt. Diesen CFIT (Controlled flight into terrain) überlebten alle vier Besatzungsmitglieder, die einzigen Insassen auf dem Frachtflug.[525]

- (A) 28. Januar – Eine Convair CV-440-0 der Lufthansa (D-ACAT) stürzte am Flughafen Bremen bei Schlechtwetter und geringer Sichtweite während eines Durchstartmanövers aus geringer Höhe ab. Alle 46 Menschen an Bord starben (siehe auch Lufthansa-Flug 005).

- 2. Februar – Eine Antonow An-24W der ägyptischen United Arab Airlines (heute Egypt Air) (SU-AOB) verunglückte bei einem Testflug am Flughafen Luxor (Ägypten). Über Personenschäden ist nichts bekannt. Das Flugzeug wurde irreparabel beschädigt.[526]

- (A) 4. Februar – Eine Boeing 727-81 der japanischen All Nippon Airways (ANA) (JA8302) wurde auf dem Flug von Sapporo-Chitose 12 Kilometer vor dem Zielflughafen Tokio-Haneda ins Wasser geflogen. Alle 133 Insassen wurden bei diesem CFIT (Controlled flight into terrain) während eines Sichtanfluges getötet (siehe auch All-Nippon-Airways-Flug 60).[527]

- 7. Februar – Eine Fokker F-27-200 der niederländischen Schreiner Airways (PH-SAB), die im Auftrag der Indian Airlines eingesetzt war, wurde durch einen Navigationsfehler nach dem Start vom Flughafen Srinagar (Indien) 72 Kilometer südsüdöstlich davon am Banihall Pass in einer Höhe von 12.364 Fuß (3.770 Metern) gegen einen Berg geflogen. Durch diesen CFIT (Controlled flight into terrain) wurden alle 37 Personen an Bord getötet.[528]

- 15. Februar – Eine Yunshuji Y-5 (Antonow An-2) der chinesischen CAAC (B-18152) wurde in der Provinz Gansu (China) bei schlechter Sicht in einen Berghang geflogen. Bei diesem CFIT (Controlled flight into terrain) wurden die beiden Piloten, die einzigen Insassen, getötet.[529]

- 15. Februar – Eine Sud Aviation Caravelle VI-N der Indian Airlines (VT-DPP) setzte bei sehr schlechter Sicht auf dem Flughafen Delhi-Palam (Indien) noch vor der Landebahn auf, rammte eine Zementsäule und andere Hindernisse und geriet in Brand. Von den 80 Insassen kamen 2 Passagiere ums Leben.[530]

- 17. Februar – Es kam zum einzigen tödlichen Flugunfall mit einer Tupolew Tu-114D der sowjetischen Aeroflot (CCCP-76491). Die Maschine sollte zum Flughafen Conakry (Guinea) fliegen. Die Start- und Landebahn auf dem Flughafen Moskau-Scheremetjewo (Sowjetunion) war geräumt, aber nicht auf der gesamten Breite. Der Schnee an den Rändern der Startbahn schränkte die Sichtbarkeit der Befeuerung ein. Beim Start prallte die Tu-114 mit dem linken Hauptfahrwerk gegen eine Schneewehe. Der Kapitän lenkte das Flugzeug nach rechts, wodurch der Propeller Nr. 3 (rechts innen) auf die Landebahn aufschlug. Das Flugzeug stürzte neben die Startbahn und fing Feuer. Von den 66 Insassen kamen 21 ums Leben.[531]

- 18. Februar – Eine Douglas DC-6B der Belgian International Air Services (OO-ABG) verunglückte bei der Landung auf dem Flughafen Mailand-Malpensa. Zum Zeitpunkt des Unfalls herrschten mit 250 Metern schlechte Sichtbedingungen weit unter den vorgeschriebenen Minima. Das Frachtflugzeug kollidierte mit Bäumen und ging in Flammen auf. Die in Brüssel gestartete Maschine war mit 214 Kälbern beladen. Alle 4 Insassen, die drei Besatzungsmitglieder und ein Passagier, wurden getötet.[532]

- 22. Februar – Eine Curtiss C-46D-5-CU Commando der mexikanischen Aerocarga Especializada (XA-LOS) wurde bei der Landung an einem unbekannten Ort in (Mexiko) irreparabel beschädigt. Alle Insassen überlebten den Unfall. Nähere Einzelheiten sind derzeit nicht verfügbar.[533]

- 23. Februar – Eine Curtiss C-46D-15-CU Commando der Trans-Peruana (OB-R-606) wurde beim Anflug auf den Flughafen Rioja (Peru) in bergiges Gelände geflogen. Bei diesem CFIT (Controlled flight into terrain) wurden alle 3 Besatzungsmitglieder getötet, die einzigen Insassen auf dem Frachtflug.[534]

- 1. März – Eine Douglas DC-7B der ecuadorianischen AREA Ecuador (HC-AIP) wurde während des Rollens auf dem Flughafen Miami (Florida, USA) irreparabel beschädigt. Die Maschine war in einen Graben gerollt. Alle Insassen überlebten den Totalschaden.[535]

- (A) 4. März – Eine Douglas DC-8 der kanadischen Canadian Pacific Air Lines (CF-CPK) verlor im Landeanflug auf den Flughafen Tokio-Haneda (Japan) zu schnell an Höhe und streifte 850 Meter vor der Landebahn mit ihrem Hauptfahrwerk die Anflugbefeuerung. Die Maschine kollidierte danach mit einem Damm und brannte neben der Landebahn aus. Von den 72 Insassen starben 64, acht Fluggäste überlebten (siehe auch Canadian-Pacific-Airlines-Flug 402).

- (A) 5. März – Eine Boeing 707 der British Overseas Airways Corporation (BOAC) (G-APFE) geriet siebzehn Minuten nach dem Start vom Flughafen Tokio-Haneda auf der Leeseite des Bergs Fuji in starke Leewellen und schwere Clear Air Turbulence. Die Maschine brach in der Luft auseinander. Alle 124 Insassen starben (siehe auch BOAC-Flug 911).[536]

- 6. März – Eine Curtiss C-46A der Transair Sweden (SE-CFG) prallte unmittelbar vor dem Aufsetzen in Bunia gegen eine Bodenwelle. Die Maschine setzte den Flug nach Stanleyville fort, wurde dort aber aufgrund der Schadenshöhe ausgemustert.[537][538]

- 6. März – An einer Lockheed L-1049 Super Constellation der argentinischen Lineas Aéreas Patagonicas Argentinas, die unter dem US-amerikanischen Kennzeichen N6901C flog, fielen nach dem Abflug vom Flughafen Lima-Callao (Peru) drei der vier Triebwerke aus. Nach der Notwasserung wurde die Besatzung durch die Mannschaft eines Fischerboots gerettet. Alle drei Besatzungsmitglieder, die einzigen Insassen auf dem Überführungsflug nach Asunción (Paraguay), überlebten den Unfall.[539]

- 10. März – Eine Douglas DC-6A der libanesischen Trans Mediterranean Airways (OD-AEL) stürzte auf einem Frachtflug von Beirut nach Frankfurt im Parnon-Gebirge (Griechenland) ab. Alle 5 Besatzungsmitglieder, die einzigen Insassen, wurden getötet.[540]

- 18. März – Eine Antonow An-24 der ägyptischen United Arab Airlines (SU-AOA) unterschritt während eines Gewitters bei schlechter Sicht die Mindestflughöhe und prallte fünf Kilometer nördlich des Flughafens Kairo-International (Ägypten) in die Wüste. Alle 30 Insassen kamen ums Leben.[541]

- 20. März – Eine Curtiss C-46F-1-CU Commando der US-amerikanischen Servicios Americanos (N1245N) stürzte kurz nach dem Start vom Flughafen Asunción (Paraguay) ab. Beide Piloten, die einzigen Insassen auf dem Frachtflug, kamen ums Leben.[542]

- 21. März – Der Erste Offizier einer Canadair CL-44D4-2 der US-amerikanischen Flying Tiger Line (N453T) flog die Maschine im Anflug auf die Naval Station Norfolk (Virginia, USA) sehr steil an und setzte sie auf dem Bugfahrwerk und dem linken Hauptfahrwerk auf. Die linke Tragfläche riss ab, das Flugzeug zerlegte sich und der Rumpf kam in Rückenlage zum Stillstand. Der Erste Offizier hatte keine Lizenz für mehrmotorige Flugzeuge und nur 18 Stunden Flugerfahrung auf diesem Typ. Alle sechs Besatzungsmitglieder, die einzigen Insassen auf dem Frachtflug, überlebten den Unfall dennoch.[543]

- 22. März – Eine Curtiss C-46 Commando der kolumbianischen Aeropesca Colombia (HK-unbekannt) verunglückte bei der Landung auf dem Flughafen Leticia (Kolumbien). Beide Piloten, die einzigen Insassen auf dem Frachtflug, überlebten den Unfall. Das Flugzeug wurde eventuell irreparabel beschädigt.[544]

- 14. April – Eine Airspeed Ambassador der britischen Dan-Air (G-ALZX) setzte bei der Landung auf dem Flughafen Beauvais-Tillé (Frankreich) sehr spät auf, überrollte das Landebahnende und kollidierte mit einem Erdhaufen. Die Maschine wurde irreparabel beschädigt. Alle 59 Insassen überlebten.[545]

- 16. April – Eine Douglas DC-3C der jugoslawischen Jugoslovenski Aerotransport (JAT) (YU-ABG) wurde beim Start vom Flughafen Skopje (Jugoslawien) irreparabel beschädigt. Über Personenschäden ist nichts bekannt.[546]

- 22. April – Eine Lockheed L-188 Electra der US-amerikanischen American Flyers Airline (N183H), mit der ein militärischer Charterflug durchgeführt wurde, stürzte im Endanflug auf Ardmore (USA) ab. Vermutlich erlitt der Kapitän einen Herzinfarkt, auf den der Kopilot nicht schnell genug reagierte. Von den 98 Personen an Bord kamen 83 ums Leben.[547]

- (A) 23. April – Nach dem Start vom Flughafen Baku (Aserbaidschan) kam es bei einer Iljuschin Il-14 der sowjetischen Aeroflot (CCCP-61772) zu Triebwerksproblemen. Die Piloten kehrten um, erreichten jedoch den Flughafen nicht mehr. Das Flugzeug mit 33 Insassen verschwand über dem Kaspischen Meer. Es wurden keine Trümmer der Maschine gefunden (siehe auch Aeroflot-Flug 2723).[548]

- 25. April – Eine Douglas DC-3/C-47A-1-DK der Indian Airlines (VT-DDR) wurde bei der Landung auf dem Flughafen Nagpur (Indien) durch eine plötzliche, starke Seitenwindbö in starkem Regen von der Landebahn gedrückt und kollidierte mit Hindernissen. Das Flugzeug wurde irreparabel beschädigt. Alle drei Besatzungsmitglieder, die einzigen Insassen, überlebten den Unfall.[549]

- (A) 27. April – Eine Lockheed L-749A Constellation der peruanischen Líneas Aéreas Nacionales (LANSA) (OB-R-771) wurde in einer Höhe von 3840 Metern in den Berg Talaula geflogen, 113 Kilometer südlich des Startflughafens Lima. Die Maschine war auf dem Weg zum Flughafen Cusco (Peru), als sie 25 Minuten nach dem Start und 54 Kilometer abseits der vorgesehenen Strecke in den Berg prallte. Auf der tatsächlich geflogenen Route hätte sie nach der kurzen Flugzeit mit ihrem aktuellen Fluggewicht niemals die Berggipfel überfliegen können. Möglicherweise war der kurzfristig für den Flug eingeteilte US-amerikanische Kapitän nach weniger als 6 Stunden Schlaf übermüdet; jedenfalls war dies schon sein 113. Flug auf dieser Strecke. Auch der 22-jährige Erste Offizier könnte übermüdet gewesen sein, da er in den 30 Tagen vor dem Unfall 136 Flugstunden absolvieren musste, ebenso wie der Flugingenieur mit 126 Stunden. Die einzige mögliche Erklärung, warum die Maschine bei klarem Himmel und sehr guter Sicht in den Berg geflogen wurde, war der Versuch des Kapitäns, um jeden Preis eine Abkürzung zu nutzen, die jedoch aufgrund der Leistungsdaten des Flugzeugs nicht fliegbar war. Bei diesem CFIT (Controlled flight into terrain) wurden alle 49 Insassen, sechs Besatzungsmitglieder und 43 Passagiere, getötet. Nach weiteren Unfällen mit fast 200 Toten wurde der LANSA wegen genereller Sicherheitsprobleme und Fälschung der Aufzeichnungen die Betriebserlaubnis entzogen (siehe auch LANSA-Flug 501).[550][551][552]

- 28. April – An einer Curtiss C-46D-20-CU Commando der US-amerikanischen CIA-Fluggesellschaft Air America (gemietet von China Airlines) (illegales Kennzeichen: CA-1) überdrehte beim Start vom Flugplatz Kontum (Vietnam) der Propeller Nr. 1 (links) mit rund 3000 rpm. Da bei etwa 80 Knoten kaum noch Startbahn übrig blieb und sich zu beiden Seiten davon Flugzeuge und Zelte der US-Streitkräfte befanden, fuhr der Kommandant das Fahrwerk ein und machte in einem geradeaus liegenden Feld eine Bauchlandung. Dabei wurde das Flugzeug irreparabel beschädigt. Alle Insassen überlebten den Unfall, jedoch wurden zwei Menschen am Boden getötet.[553]

- 11. Mai – Eine Douglas DC-3/R4D-5 der samoanischen Polynesian Airlines (5W-FAB) stürzte zwischen den Inseln Upolu und Savaiʻi ins Meer, nachdem eine abgerissene Einstiegstür das Leitwerk getroffen hatte und das Flugzeug außer Kontrolle geriet. Die drei Besatzungsmitglieder, die einen Trainingsflug von Apia-Faleolo aus absolvieren sollten, kamen ums Leben.[554]

- 18. Mai – An einer Douglas DC-7 der US-amerikanischen United Airlines (N6339C) löste sich bei einem Trainingsflug auf dem Flughafen Denver-Stapleton (Colorado, USA) die Kappe eines Bugrads, traf die Bolzen der Drehmomentverbindung des Bugrads und trennte sie ab. Daraufhin brach das Bugfahrwerk zusammen. Das Flugzeug wurde irreparabel beschädigt. Alle vier Besatzungsmitglieder überlebten den Unfall.[555]

- 6. Juni – Eine Lockheed L-749A Constellation der US-amerikanischen Pacific Northern Airlines (N86523) wurde bei einer harten Landung auf dem Flughafen Kenai (Alaska, USA) irreparabel beschädigt. Der Rumpf wurde teilweise verknittert. Alle Besatzungsmitglieder, die einzigen Insassen auf dem Frachtflug, überlebten den Landeunfall.[556][557]

- 16. Juni – Eine Curtiss C-46A-60-CK Commando der US-amerikanischen Zantop Air Transport (N10415) kollidierte 10 Kilometer nordwestlich von Columbia City (Indiana, USA) mit der Piper PA-23-250 Aztec (N56287), wodurch beide Maschinen abstürzten. Beide Piloten, die einzigen Insassen auf dem Frachtflug, kamen ums Leben, ebenso wie der Pilot der Piper Aztec.[558]

- 20. Juni – Eine Curtiss C-46E-1-CS Commando der Nordair (Kanada) (CF-FBJ) stürzte am Lac Péribonka (Québec, Kanada) ab. Drei Tage später wurden Wrackteile gefunden. Beide Piloten, die einzigen Insassen auf dem Frachtflug, kamen ums Leben. Die Unfallursache ist nicht bekannt.[559]

- 25. Juni – Eine Fokker F-27-200 Friendship der Union of Burma Airways (XY-ADL) überrollte bei der Landung auf dem Flughafen von Moulmein (Birma) das Ende der Landebahn. Alle Insassen überlebten. Das Flugzeug wurde irreparabel beschädigt.[560]

- 29. Juni – Eine Douglas DC-3/C-47A-90-DL der Philippine Airlines (PI-C17) wurde in der Nähe von Sablayan (Philippinen) in einer Höhe von 700 Metern gegen den 1067 Meter hohen Berg Rabañgan geflogen. Bei diesem CFIT (Controlled flight into terrain) wurden von den 28 Insassen 26 getötet, alle vier Besatzungsmitglieder und 22 Passagiere.[561]

- 30. Juni – Eine Douglas DC-6 der TAN Honduras (HR-TNG) geriet bei der Landung auf dem Flughafen Tegucigalpa (Honduras) während starker Winde von der Landebahn ab und in einen Drainagegraben. Dabei wurde das Fahrwerk ruiniert. Ein paar Monate später wurde die Maschine verschrottet. Alle drei Besatzungsmitglieder, die einzigen Insassen auf dem Frachtflug, überlebten den Unfall.[562]

- 4. Juli – Eine Douglas DC-3/C-47 der TAM – Transporte Aéreo Militar (zivile Fluggesellschaft der bolivianischen Luftwaffe) (TAM-07) verunglückte am Río Orthon (Bolivien). Nähere Einzelheiten sind derzeit nicht verfügbar. Das Flugzeug wurde irreparabel beschädigt. Alle 13 Insassen kamen ums Leben.[563]

- 9. Juli – Das Fahrwerk einer auf dem Flughafen Roanoke in Roanoke (Virginia) geparkten Martin 4-0-4 der US-amerikanischen Piedmont Airlines (N40446) fuhr aus ungeklärtem Grund ein. Die 42 Insassen blieben unverletzt. Aufgrund der Schäden wurde die Maschine als Totalverlust verbucht.[564]

- 11. Juli – Eine Curtiss C-46D Commando der kolumbianischen Aeropesca Colombia (HK-527) verschwand auf einem Frachtflug von Santiago de Chile nach Buenos Aires (Argentinien). Die Ladung bestand aus acht Bullen auf dem Weg zu einer Ausstellung in Buenos Aires. Das Wrack der Maschine wurde erst vier Monate später, am 18. November 1966, in bergigem Gelände rund 200 Kilometer südlich von Santiago gefunden. Alle 8 Insassen, drei Besatzungsmitglieder und 5 Passagiere, wurden getötet.[565]

- 28. Juli – An einer Curtiss C-46A-45-CU Commando der US-amerikanischen Zantop Air Transport (N9905F) fiel in 60 Metern Höhe nach dem Abheben vom Flughafen Newark (USA) das Triebwerk Nr. 1 (links) aus. Die Piloten versuchten noch, mit der überladenen Maschine zum Flugplatz zurückzukehren, mussten aber dann doch eine als Bauchlandung ausgeführte Notlandung auf einer Salzfläche machen. Dabei wurde das Flugzeug irreparabel beschädigt. Beide Piloten, die einzigen Insassen auf dem Frachtflug, überlebten den Unfall.[566]

- 3. August – Eine Curtiss C-46D-15-CU Commando der bolivianischen Lloyd Aéreo Boliviano (CP-730) kollidierte mit einem Berg. Das Flugzeug befand sich auf dem Weg von Riberalta nach Cochabamba. Das Wrack wurde erst nach zwölf Tagen entdeckt. Alle drei Insassen dieses Frachtfluges kamen ums Leben.[567]

- (A) 6. August – Eine BAC 1-11-203 der US-amerikanischen Braniff International Airways (N1553) flog nahe Falls City (USA) auf dem planmäßigen Flug nach Omaha in eine Gewitterlinie ein und wurde von extremen Turbulenzen erfasst. Die rechte Höhenflosse, die Seitenflosse und anschließend die rechte Tragfläche brachen ab und der darin befindliche Treibstoff explodierte. Alle 42 Personen an Bord starben (siehe auch Braniff-International-Airways-Flug 250).[568]

- 15. August – Eine Lockheed L-749A Constellation der US-amerikanischen Luftfahrtbehörde Federal Aviation Administration (N65) verunglückte bei einer Notlandung auf der Tachikawa Air Base (Japan). Während des Reiseflugs musste zuerst das Triebwerk Nr. 1 (links außen) abgestellt werden, kurz darauf auch Triebwerk Nr. 2 (links innen), wodurch ein Teil der Hydrauliksysteme ausfiel. Kurz vor dem Aufsetzen drehte die Maschine nach rechts, verließ die Landebahn und überquerte zwei Entwässerungsgräben, wobei das gesamte Fahrwerk zusammenbrach. Alle fünf Besatzungsmitglieder überlebten den Unfall.[569][570]

- 17. August – Mit einer Curtiss C-46F-1-CU Commando der argentinischen Aerovías Halcón (LV-GLE) wurde eine Notwasserung nahe Puerto Lobos (Argentinien) durchgeführt. Vorausgegangen waren ein extrem hoher Ölverbrauch des Triebwerks Nr. 1 (links) und das notwendige Abstellen des Triebwerks Nr. 2 wegen Ölverlusts. Statt auf dem nahegelegenen Flughafen Comodoro Rivadavia zu landen, wurde der Nachtflug mit zwei fehlerhaften Motoren fortgesetzt. Triebwerk 1 verlor dann an Leistung, ein Anlassversuch des Triebwerks 2 scheiterte. Trotz des Abwerfens von 1200 Kilogramm Fracht aus 450 Metern Flughöhe sank die Maschine weiter. Beim Wassern schlug das Flugzeug gegen etliche Felsen und wurde irreparabel beschädigt. Von den 16 Insassen überlebten 15, ein Besatzungsmitglied wurde getötet.[571]

- 17. August – Eine Douglas DC-3/C-47-DL der britischen Gulf Aviation (G-AOFZ) sackte nach dem Abheben vom Flugplatz Azaiba (Oman) wieder nach unten und kollidierte mit Bäumen, woraufhin sie etwa 515 Meter vom Startbahnende zu Boden stürzte. Das Flugzeug wurde irreparabel beschädigt. Der Flugplatz Azaiba lag etwa 2 Kilometer östlich der heutigen Landebahnschwelle 26 des Flughafens von Muscat. Die Ursache war ein Leistungsverlust beider Triebwerke, ausgelöst durch eine falsche Einstellung der Vergaser-Luftansaugklappen auf „Vorwärmung“ statt „Staudruckluft“. Allerdings war dies die einzige Maschine in der DC-3-Flotte der Gulf Air, bei der die Wahlhebelstellung umgekehrt angeordnet war als bei allen anderen. Alle 20 Insassen, zwei Besatzungsmitglieder und 18 Passagiere, überlebten den Unfall.[572]

- 1. September – Eine Bristol Britannia 102 der britischen Britannia Airways (G-ANBB) unterschritt bei Dunkelheit im Endanflug auf den Flughafen Ljubljana (Jugoslawien) die Sicherheitsflughöhe und schlug 2,5 Kilometer vor der Landebahn auf. Die Besatzung hatte den Höhenmesser nicht auf den korrekten Luftdruck des Zielflughafens eingestellt und führten den Sichtanflug bei Dunkelheit zu niedrig aus, wodurch sie den Sichtkontakt zur beleuchteten Landebahn verloren. Durch diesen CFIT (Controlled flight into terrain) wurden 98 der 117 Insassen getötet.[573]

- 4. September – Die Piloten flogen eine Sud Aviation Caravelle VI-N der Indian Airlines (VT-DSB) bei einer Übungsplatzrunde mit einem simulierten Triebwerksausfall am Flughafen Bombay (Indien) in einen nur 250 Meter hohen Hügel. Bei diesem CFIT (Controlled flight into terrain) wurden alle 4 Besatzungsmitglieder getötet, die einzigen Insassen auf dem Trainingsflug.[574]

- 7. September – Ein Passagier einer Antonow An-2 der sowjetischen Aeroflot (CCCP-79816) stieß auf dem Flug von Duschanbe nach Murghob im Flug versehentlich eine Dose Aceton um, welches sich daraufhin entzündete. Die Maschine flog zu diesem Zeitpunkt durch einen Canyon, in dem eine Notlandung praktisch unmöglich war. Der Flugkapitän versuchte dennoch, eine 180-Grad-Kurve für eine Landung zu fliegen. Das Manöver misslang, die Maschine kollidierte mit einem Kamm des Canyons und stürzte ab, woraufhin alle sechs Insassen starben (siehe auch Flugunfall der Antonow An-2 CCCP-79816 der Aeroflot).[575]

- 12. September – Eine Douglas DC-7CF der US-amerikanischen Airlift International (N2282) ließ sich beim Startvorgang auf dem Tachikawa Airfield (Japan) nicht abheben. Die Triebwerke wurden auf Leerlauf gezogen und maximal gebremst, aber die Maschine überrollte aufgrund der hohen Geschwindigkeit das Startbahnende und durchbrach einen Zaun. Das Fahrwerk brach zusammen, das Flugzeug rutschte noch 520 Meter weiter und wurde irreparabel beschädigt. Offensichtlich war es massiv falsch beladen worden, so dass der Schwerpunkt viel zu weit vorne lag und das Abheben verhinderte. Alle vier Besatzungsmitglieder, die einzigen Insassen auf dem Frachtflug, überlebten den Unfall.[576]

- 15. September – Eine Curtiss C-46A-45-CU Commando, die privat auf Robert Vasquez zugelassen war (CP-786), verunglückte nahe dem Flughafen Santa Cruz-El Trompillo (Bolivien). Nähere Einzelheiten sind derzeit nicht verfügbar. Das Flugzeug wurde irreparabel beschädigt. Über Personenschäden liegen keine Informationen vor.[577]

- (A) 16. September – Eine von der spanischen Spantax für die ebenfalls spanische Iberia betriebene Douglas DC-3/C-47 (EC-ACX) musste kurz nach dem Start vom Flughafen Teneriffa-Los Rodeos wegen einer Triebwerksstörung im Meer notgewassert werden. Von den 27 Menschen an Bord konnten sich 26 aus der langsam sinkenden Maschine retten; ein Passagier weigerte sich, auszusteigen (siehe auch Iberia-Flug 261).[578]

- 22. September – Eine Vickers Viscount 832 der australischen Ansett Australia (VH-RMI) stürzte bei Winton (Australien) auf dem Flug nach Longreach ab, nachdem ein Triebwerk Feuer gefangen hatte und in der Folge eine Tragfläche abgebrochen war. Alle 24 Personen an Bord, 4 Besatzungsmitglieder und 20 Passagiere, starben bei diesem Unfall.[579]

- 22. September – Eine Douglas DC-4-1009 der kolumbianischen Avianca (HK-174) kollidierte nach einem Triebwerksausfall beim Start vom Flughafen Bogotá-El Dorado (Kolumbien) mit Bäumen und stürzte ab. Auslöser waren Ermüdungsbrüche in einem Drehzahlregler. Beitragend war die Tatsache, dass Avianca den Kapitän auf diesem Nachtflug nach Barranquilla einsetzte, obwohl er dafür auf dem Typ DC-4 gar nicht lizenziert war. Die beiden Piloten, einzige Insassen des Frachtfluges, kamen ums Leben.[580]

- 30. September – Mit einer Antonow An-24W der ägyptischen United Arab Airlines (heute Egypt Air) (SU-AOM) wurde auf dem Flughafen Kairo-International (Ägypten) eine vorbereitete Bauchlandung durchgeführt. Beim vorhergegangenen Start auf dem Flughafen Luxor war die Maschine mit einem auf der Startbahn gehenden Kamel kollidiert. Daraufhin konnte das rechte Hauptfahrwerk nicht mehr korrekt eingefahren werden. Die Piloten entschieden sich dafür, den Flug zum Zielort Kairo fortzusetzen und machten dort eine Bauchlandung auf einem Sandstreifen. Alle 43 Insassen, sechs Besatzungsmitglieder und 37 Passagiere, blieben unverletzt. Das Flugzeug wurde irreparabel beschädigt.[581]

- 1. Oktober – Eine Douglas DC-9-14 der US-amerikanischen West Coast Airlines (N9101) flog beim Anflug auf den Flughafen Portland (Oregon) in einen Bergrücken. Bei diesem CFIT (Controlled flight into terrain) wurden alle 18 Insassen getötet. Dies war der erste Totalverlust einer DC-9.[582]

- 18. Oktober – Beim Betanken einer Lockheed L-1049C Super Constellation der US-amerikanischen Eastern Air Lines (N6219C) riss auf dem Flughafen Miami (Florida, USA) ein Tankschlauch. Durch den ausgebrochenen Brand wurde das Flugzeug irreparabel beschädigt und im Juni 1967 verschrottet. Personen kamen nicht zu Schaden.[583]

- 19. Oktober – Eine Consolidated PBY-5A Catalina der brasilianischen Cruzeiro do Sul (PP-PEC) stürzte auf einem Trainingsflug nahe ihrem Startflughafen Belém-Val-de-Cans ab. Alle vier Besatzungsmitglieder wurden getötet.[584]

- 21. Oktober – Eine Vickers Viscount 701 der brasilianischen Viação Aérea São Paulo (VASP) (PP-SRM) kam bei der Landung auf dem Flughafen Rio de Janeiro–Santos Dumont (Brasilien) von der nassen Landebahn ab und erst in den Felsbrocken eines Wellenbrechers zum Stillstand. Alle 30 Insassen überlebten. Das Flugzeug wurde irreparabel beschädigt.[585]

- 4. November – In einer Curtiss C-46A-35-CU Commando der kolumbianischen Aerocarga Colombia (HK-512) kam es kurz nach dem Start vom Flughafen Bogotá-Eldorado (Kolumbien) zu einem Ausfall des elektrischen Systems. Bei der Notlandung nahe Funza wurde das Flugzeug irreparabel beschädigt. Beide Piloten, die einzigen Insassen auf dem Frachtflug, überlebten den Unfall.[586]

- (A) 9. November – Der Prototyp der Britten-Norman BN-2 Islander (G-ATCT) wurde als Werksflug von Britten-Norman nach Sichtflugregeln vom Flughafen Emden nach Southampton überführt. Trotz mehrerer Warnungen der Flugsicherung flog der Pilot in den Kontrollbereich des Flughafens Amsterdam-Schiphol ein und traf dort auf dichte Wolkendecken, Nebel und Regen. In einer Flughöhe von 10.000 Fuß flog die Maschine in eine Zone mit Vereisungsbedingungen und Turbulenzen ein. Dabei wurden die Betriebsgrenzen der Maschine überschritten und es kam zum Kontrollverlust. Wegen Überbelastung brach sie auseinander, die Trümmer fielen bei dem Ort Oudega in einen See. Beide Insassen der Maschine kamen ums Leben (siehe auch Flugunfall bei Oudega).[587]

- (A) 13. November – Eine NAMC YS-11 der japanischen All Nippon Airways (JA8658) setzte auf dem Flughafen Matsuyama (Japan) zu spät auf der Landebahn auf. Beim Durchstarten stürzte die Maschine ins Meer. Alle 50 Insassen starben (siehe auch All-Nippon-Airways-Flug 533).[588]

- (A) 15. November – Eine Frachtmaschine der US-amerikanischen Pan-Am des Typs Boeing 727-21 (N317PA) stürzte beim Landeanflug auf den Flughafen Berlin-Tegel in der Döberitzer Heide (DDR) auf einen Truppenübungsplatz der GSSD. Die Ursache wurde von der NTSB offiziell als ungeklärt angegeben, da eine abschließende Klärung ohne Flugschreiber, Voice-Recorder und weitere wesentliche Wrackteile nicht möglich war. Diese wurden von den sowjetischen Behörden nicht zurückgegeben. Alle drei Besatzungsmitglieder kamen ums Leben (siehe auch Pan-Am-Flug 708).[589][590]

- 17. November – Eine Curtiss C-46D-20-CU Commando der US-amerikanischen CIA-Fluggesellschaft Air America (illegales Kennzeichen: B-156) wurde von Maschinengewehrfeuer getroffen. Es kam zu einer Bruchlandung auf dem Militärflugplatz Tam Ky (Südvietnam). Alle 34 Passagiere und die Besatzung überlebten den Unfall. Das Flugzeug wurde irreparabel beschädigt.[591]

- 19. November – Mit einer Curtiss C-46F-1-CU Commando der US-amerikanischen Carolina Aircraft Corp. (N68966) wurde auf dem Flughafen Keflavík (Island) vor dem Start mit hoher Geschwindigkeit (50 Knoten) gerollt, um den Schnee von den Tragflächen wegzublasen, statt diese enteisen zu lassen. Beim Start begann das Flugzeug nach dem Abheben nach links zu rollen. Gegensteuern erwies sich als wirkungslos, daher wurde das Gas auf einem Triebwerk herausgezogen. Die Maschine schlug wieder auf und raste nach links von der Startbahn herunter. Das rechte Hauptfahrwerk geriet in weichen Boden und brach nach hinten weg. Das Flugzeug wurde irreparabel beschädigt. Beide Piloten, die einzigen Insassen auf dem Überführungsflug, überlebten den Unfall.[592]

- 20. November – Eine Martin 4-0-4 der US-amerikanischen Piedmont Airlines (N40406), die ohne Passagiere zum New Bern Airport (North Carolina) überführt werden sollte, kollidierte im Anflug mit mehreren Bäumen und stürzte 5 Kilometer südlich des Flughafens in den Wald. Die drei Besatzungsmitglieder kamen ums Leben.[593]

- 22. November – In einer Douglas DC-3/R4D-1 der südjemenitischen Aden Airways (VR-AAN) explodierte in der Kabine eine Bombe, links direkt über der Tragfläche. Das Flugzeug brach in einer Höhe von 6000 Fuß (1800 Metern) auseinander und stürzte bei Wadi Rabtah (Südjemen) ab. Die Maschine war auf dem Weg vom Flughafen Mayfa'ah zum Flughafen Aden. Alle 30 Insassen, drei Besatzungsmitglieder und 27 Passagiere, wurden getötet.[594]

- 24. November – Eine Iljuschin Il-18V der bulgarischen TABSO (LZ-BEN) wurde 8 Kilometer nach dem Start vom Flughafen Bratislava (Tschechoslowakei) in das umliegende Gebirge geflogen. Alle 82 Personen an Bord starben.[595]

- 29. November – Bei einer Convair CV-440 der US-amerikanischen Allegheny Airlines (N3414) fiel während des Startlaufs auf dem Flughafen Harrisburg (Pennsylvania, USA) das gesamte elektrische System aus. Ursache war ein bei der Wartung falsch eingebautes Heizungselement. Der Start wurde abgebrochen, aber die Propeller ließen sich aufgrund des Fehlers nicht auf Umkehrschub verstellen. Die Maschine überrollte das Startbahnende und kollidierte mit einem Mast der Anflugbefeuerung. Sie wurde irreparabel beschädigt. Alle 16 Insassen, vier Besatzungsmitglieder und 12 Passagiere, überlebten den Unfall.[596]

- 6. Dezember – Eine Curtiss C-46A-25-CU Commando der paraguayischen Germa Inc (ZP-CAP) verunglückte bei einer Notlandung 60 Kilometer südwestlich von San Antonio de los Cobres (Salta, Argentinien). Das Flugzeug wurde irreparabel beschädigt. Alle drei Besatzungsmitglieder, die einzigen Insassen auf dem Flug, überlebten den Unfall.[597]

- 18. Dezember – Eine Lockheed L-1649 Starliner der kolumbianischen Aerocondor Colombia (N7301C) schlug auf dem Flug von Miami auf dem Flughafen Bogotá-El Dorado (Kolumbien) 10 bis 20 Meter vor der Landebahn auf. Zum Unfallzeitpunkt befanden sich Nebelschwaden über Teilen des Flughafens. Der Kapitän der aus den USA gemieteten Maschine verfügte nicht über ein gültiges Flugtauglichkeitszeugnis. Von den 59 Personen an Bord starben 17.[598]

- 24. Dezember – Eine Douglas DC-3/C-47A-80-DL der kolumbianischen Avianca (HK-161) flog in einen Gebirgshang bei Cerro Las Animas (Kolumbien), 60 Kilometer nördlich vom Zielflughafen Pasto-Cano. Die Maschine kam vom Flughafen Bogotá. Das Wrack wurde erst nach 11 Tagen gefunden, am 4. Januar 1967. Bei diesem CFIT (Controlled flight into terrain) wurden alle 29 Insassen getötet, drei Besatzungsmitglieder und 26 Passagiere.[599]

- (A) 24. Dezember – Eine Frachtmaschine der US-amerikanischen Flying Tiger Line des Typs Canadair CL-44D4-1 (N228SW) wurde im Anflug auf den Flughafen Da Nang in das Dorf Binh Thai (Südvietnam) geflogen. Die vier Besatzungsmitglieder sowie 107 Menschen am Boden wurden getötet. Es gab 50 Verletzte. Unfallursächlich war, dass der Anflug unterhalb der Wetterminima, bei Starkregen, Nebel und Nacht durchgeführt wurde, da aufgrund geringer Treibstoffreserven an eine Umkehr zu einem anderen Flughafen nicht zu denken war (siehe auch Flugunfall einer Canadair CL-44 in Đà Nẵng 1966).[600]

- 30. Dezember – An einer Douglas DC-7CF der US-amerikanischen Airlift International (N4059K) brachen beim Startlauf auf dem Flughafen Saigon/Tan-Son-Nhat (Südvietnam) das rechte Hauptfahrwerk und das Bugfahrwerk zusammen. Die Maschine sollte nach Manila fliegen und wurde irreparabel beschädigt. Alle vier Besatzungsmitglieder, die einzigen Insassen auf dem Frachtflug, überlebten den Unfall.[601]

### 1967
- 6. Januar – In einer Curtiss C-46F-1-CU Commando der US-amerikanischen Channel Air Lift (Luftfahrzeugkennzeichen N30046) verrutschte beim Start vom Flughafen Hilo (Hawaii, USA) die mangelhaft gesicherte Ladung so weit nach hinten, dass der Schwerpunkt außerhalb des kontrollierbaren Bereichs lag. Beim Versuch einer Sicherheitslandung kam es zum Strömungsabriss und Absturz. Alle 3 Besatzungsmitglieder, die einzigen Insassen auf dem Frachtflug, kamen ums Leben.[602]

- 19. Januar – Eine Vickers Viscount 745D der US-amerikanischen United Airlines (N7431) wurde bei der Landung auf dem Norfolk Municipal Airport (USA) von einem Schneepflug gerammt, der auf die Landebahn gefahren war. Das Gefährt riss eine Tragfläche der Viscount ab und die Rumpfunterseite auf. Dadurch wurde das Flugzeug irreparabel beschädigt. Alle 50 Insassen, die vier Besatzungsmitglieder und 46 Passagiere, überlebten.[603]

- 21. Januar – Eine Douglas DC-4/C-54A der britischen Air Ferry (G-ASOG) wurde im Anflug auf den Flughafen Frankfurt rund 2700 Meter vor der Landebahn in den Wald geflogen. Die Maschine kam als Frachtflug im Auftrag von Lufthansa und British European Airways vom britischen Flughafen Manchester. Die beiden Piloten wurden getötet. Als Hauptursachen für den Verlust der Höhenorientierung der Piloten wurden eine falsche Einstellung der Höhenmesser sowie die zeitlich falsche Nutzung der Checkliste ermittelt.[604][605][606][607]

- 23. Januar – Eine Convair CV-640 der US-amerikanischen Caribair (N3408) setzte bei der Landung in San Juan (Puerto Rico) (Flughafen nicht bekannt) rund 80 Meter vor der Landebahn auf. Dabei brachen das Bugfahrwerk sowie das rechte Hauptfahrwerk zusammen und die rechte Tragfläche brach ab. Alle 28 Insassen, 3 Besatzungsmitglieder und 25 Passagiere, überlebten. Die Maschine wurde irreparabel beschädigt.[608][609]

- 24. Januar – Eine Douglas DC-6B der ägyptischen United Arab Airlines (SU-ANL) verunglückte bei der Landung auf dem Flughafen al-Hudaida (Nordjemen). Durch fehlerhafte Betätigung des Umkehrschubs geriet das Flugzeug von der Landebahn ab und machte einen Ringelpiez, wobei das Fahrwerk zusammenbrach. Alle Insassen überlebten den Unfall. Die Maschine wurde irreparabel beschädigt.[610]

- 24. Januar – Eine Douglas DC-6 der US-amerikanischen Saturn Airways (N74841) geriet nach der Landung auf dem Flughafen Oakland (Kalifornien, USA) von der Landebahn ab. Auf dem Trainingsflug war der Umkehrschub asymmetrisch betätigt worden. Das Flugzeug wurde irreparabel beschädigt. Alle vier Besatzungsmitglieder überlebten den Unfall.[611]

- 30. Januar – An einer Douglas DC-6 der Mexicana de Aviación (XA-LAU) kam es im Endanflug auf den Flughafen Mérida (Mexiko) zu einem Strömungsabriss, da der Umkehrschub zu früh betätigt worden war. Die Maschine schlug auf dem Boden auf und wurde irreparabel beschädigt. Alle 29 Insassen, drei Besatzungsmitglieder und 26 Passagiere, überlebten den Unfall.[612]

- 31. Januar – Eine Douglas DC-6A der US-amerikanischen Saturn Airways (N640NA) wurde im Anflug auf die San Antonio-Kelly Air Force Base (Texas, USA) 340 Meter unter den Gleitpfad geflogen, flog durch Bäume und prallte gegen eine Klippe. Durch diesen CFIT (Controlled flight into terrain) wurden alle 3 Besatzungsmitglieder getötet, die einzigen Insassen auf dem Frachtflug.[613]

- 3. Februar – Eine Curtiss C-46D-10-CU Commando der chilenischen Aerolineas Flecha Austral (ALFA) (CC-CDH) verunglückte in bergigem Gelände am Pass La Yareta (Chile). Die Maschine hatte 5 Tonnen Fleisch geladen. Alle vier Besatzungsmitglieder überlebten den Unfall verletzt. Das Flugzeug wurde zerstört.[614]

- 6. Februar – Eine Douglas DC-3/C-47B-40-DK der Syrian Arab Airlines (YK-ACB) wurde im Anflug auf den Flughafen Aleppo (Syrien) unter den Gleitpfad geflogen. Es kam zu einem Strömungsabriss, das Flugzeug stürzte wenige hundert Meter vor der Landebahn ab. Bei dem Unfall in schlechter Sicht kamen 8 der 16 Insassen ums Leben, allesamt Passagiere.[615]

- 10. Februar – Eine Convair CV-440-11 der Swissair (HB-IMF) wurde 9,5 Kilometer westlich des Startflughafens Zürich-Kloten (Schweiz) in den Berg Lägern geflogen. Nach dem Start von der Piste 28 auf einem Trainingsflug prallte die Maschine in den wolkenverhangenen Höhenrücken. Bei diesem CFIT (Controlled flight into terrain) wurden alle 4 Besatzungsmitglieder, die einzigen Insassen, getötet.[616]

- 16. Februar – Eine Lockheed L-188C Electra der Garuda Indonesia (PK-GLB) setzte beim Landeversuch auf dem Flughafen Manado (Indonesien) 50 Meter vor dem Landebahnanfang mit hoher Sinkgeschwindigkeit auf. Das Fahrwerk brach zusammen, das Flugzeug rutschte auf dem Bauch weiter und fing Feuer. Von den 92 Insassen kamen 22 Passagiere ums Leben.[617]

- 20. Februar – An einer Douglas DC-6 der SAHSA – Servicio Aéreo de Honduras SA (HR-SAS) ließen sich bei der Landung auf dem Flughafen Tegucigalpa (Honduras) die Propeller nicht in den Umkehrschub bringen. Bei der Vollbremsung platzten die beiden äußersten Reifen des Hauptfahrwerks. Kurz vor dem Ende der Landebahn wurde ein Ringelpiez (Luftfahrt) versucht. Die DC-6 kam von der Landebahn ab, das Bugfahrwerk stürzte in einen Graben, gefolgt vom linken Hauptfahrwerksbein. Der Kraftstofftank der linken Tragfläche platzte und das Flugzeug fing Feuer. Von den 55 Insassen kamen 4 Passagiere ums Leben.[618]

- 21. Februar – Eine Douglas DC-3/C-47B-DK der Sudan Airways (ST-AAM) kollidierte auf einem lokalen Trainingsflug am Flughafen Khartum während eines simulierten Triebwerksausfalls mit einem Haus und krachte in eine Friedhofsmauer. Einer der beiden an Bord befindlichen Piloten kam dabei ums Leben.[619]

- 24. Februar – Die Besatzung einer Douglas DC-6B der US-amerikanischen Northeast Airlines (N8224H) führte nach einer explosiven Dekompression eine Notlandung in New York durch. Alle 14 Insassen überlebten. Aufgrund der Schadenshöhe wurde das Flugzeug als Totalverlust abgeschrieben.[620]

- 28. Februar – Eine Fokker F-27 Friendship 100 der Philippine Airlines (PI-C501) stürzte im Anflug auf den Flughafen Mactan-Cebu (Philippinen) 1,5 Kilometer vor der Landebahn ab. Grund war ein Kontrollverlust, der durch eine falsche Lastverteilung verursacht wurde, die den Schwerpunkt hinter die zulässige hintere Schwerpunktgrenze verlagert hatte. Von den 19 Insassen kamen 12 ums Leben, alle vier Besatzungsmitglieder und 8 Passagiere.[621]

- 4. März – Mit einer Curtiss C-46D-5-CU Commando der Aerocondor Colombia (HK-758) gelang es beim Start vom Flughafen Bogotá (Kolumbien) nicht, genügend Höhe zu gewinnen. Etwa eine Minute nach dem Abheben musste eine Notlandung mit eingefahrenem Fahrwerk (Bauchlandung) durchgeführt werden. Das Flugzeug wurde irreparabel beschädigt. Beide Piloten, die einzigen Insassen auf dem Frachtflug, überlebten den Unfall.[622]

- (A) 5. März – Eine Douglas DC-8-33 (PP-PEA) der brasilianischen VARIG verunglückte auf dem Flug von Rom nach Monrovia. Der Kapitän hatte versäumt, rechtzeitig vor der Landung den Sinkflug einzuleiten. Als er die Befeuerung des Flughafens von Monrovia erblickte, leitete er bei schlechten Sichtverhältnissen einen zu steilen Sinkflug nach Sichtflugregeln ein. Die DC-8 schlug 1,8 Kilometer vor der Landebahn auf (Controlled flight into terrain). Dabei starben 51 Insassen, der Flugingenieur und 50 Passagiere sowie fünf Personen am Boden. Von den restlichen Insassen überlebten 21 Passagiere und 18 Besatzungsmitglieder den Unfall. Im Untersuchungsbericht wurde kritisiert, dass die 18 überlebenden Besatzungsmitglieder sich nicht sonderlich bemühten, bei der Evakuierung der verbliebenen Passagiere im Flugzeug mitzuwirken (siehe auch VARIG-Flug 837).[623][624]

- (A) 5. März – Eine Convair CV-580 der US-amerikanischen Lake Central Airlines (N73130) stürzte aus einer Höhe von etwa 3000 Metern 3 Kilometer südöstlich von Marseilles, Ohio (USA) ab. Kurz nach dem Beginn des Sinkflugs hatten sich alle vier Propellerblätter des Triebwerks Nr. 2 (rechts) gelöst, wonach ein Blatt den Flugzeugrumpf aufschlitzte, der dann auseinanderbrach. Der Grund war das Unterlassen des Drehmomentkolben-Nitrierverfahrens während der Propeller-Herstellung und das Versäumnis der Qualitätskontrolle bei der Herstellung, diesen Fehler zu entdecken. Alle 38 Insassen, drei Besatzungsmitglieder und 35 Passagiere, kamen ums Leben (siehe auch Lake-Central-Airlines-Flug 527).[625]

- 6. März – Eine Short Skyvan 2 der italienischen Aeralpi (I-TORE) wurde bei der Landung während eines Trainingsflugs in dichtem Nebel auf dem Flughafen Venedig-Tessera (Italien) viel zu schnell aufgesetzt, statt mit 70 Knoten mit 90 bis 100 Knoten. Die Maschine sprang wieder hoch und schlug gegen eine Ufermauer, wobei das rechte Hauptfahrwerk, das Bugfahrwerk und die rechte Tragfläche abrissen. Das Flugzeug kam auf dem Rücken liegend im flachen Wasser zum Stillstand. Alle drei Piloten, die einzigen Insassen auf dem Übungsflug, überlebten den Unfall.[626]

- 8. März – Eine Aviation Traders ATL-98 der französischen Compagnie Air Transport (F-BMHU) verlor beim Start vom Flughafen Karachi wieder an Höhe und stürzte auf eine Straßenbrücke, wobei sie Rikschas und einen Lastwagen zerstörte. Das Startgewicht der voll beladenen Maschine war für die herrschenden Wetterbedingungen zu hoch. Vier der sechs Besatzungsmitglieder sowie sieben Personen am Boden kamen ums Leben.[627][628]

- 11. März – Eine de Havilland Canada DHC-6-100 Twin Otter der italienischen Aeralpi (I-CLAI) wurde auf dem Flug von Venedig zu ihrem Heimatflugplatz Cortina d’Ampezzo in einen Berg geflogen. Während des Ausweichflugs zum Flugplatz Belluno, der nach Sichtflugregeln, aber in dichtem Nebel weitergeführt wurde, kollidierte die Maschine in einem Tal nahe dem Fadalto-Pass mit dem 1763 Meter hohen Berg Col Visentin. Bei diesem CFIT (Controlled flight into terrain) wurden 5 der 6 Insassen getötet, beide Piloten und 2 der 3 Passagiere. Dies war der erste tödliche Unfall mit einer DHC-6 Twin Otter und auch der erste Totalschaden.[629]

- (A) 13. März – Eine Vickers Viscount 818 der South African Airways (ZS-CVA) stürzte während des Landeanflugs auf den Flughafen East London bei schlechtem Wetter in den Indischen Ozean. Alle 25 Menschen an Bord starben. Die Ursache konnte nicht geklärt werden (siehe auch South-African-Airways-Flug 406).[630]

- 8. April – Eine Douglas DC-3/C-47B-30-DK der britischen Hunting Surveys (G-AMYW) befand sich auf einem Vermessungsflug über Saudi-Arabien in einer Höhe von 400 Fuß (120 Metern), als die Besatzung eine Ölleckage im Triebwerk Nr. 2 (rechts) vermutete. Das Triebwerk wurde voreilig abgestellt. Nach Schuberhöhung auf dem Triebwerk Nr. 1 (links) überdrehte dessen Propeller aufgrund eines technischen Defekts, was zu erhöhtem Widerstand führte. Versuche, das rechte Triebwerk wieder anzulassen, scheiterten, so dass die Maschine 130 Kilometer südwestlich des Flughafens Ha'il auf dem Boden aufschlug und irreparabel beschädigt wurde. Alle vier Besatzungsmitglieder, die einzigen Insassen, überlebten den Unfall.[631]

- 11. April – Eine Douglas DC-4 der Air Algérie (7T-VAU) verunglückte auf dem Weg von Algier zum Flughafen Tamanrasset-Aguenar (Algerien), als sie nahe dem Zielflughafen in einen Berg flog. Von den 39 Insassen starben 35.[632]

- 17. April – Mit einer Lockheed L-1049H Super Constellation der US-amerikanischen Alaska Airlines (N7777C) kam es zur Bauchlandung auf dem Flughafen von Kotzebue (Alaska), bei der das Flugzeug irreparabel beschädigt wurde. Die Besatzung hatte vergessen, vor der Landung das Fahrwerk auszufahren. Alle 32 Insassen, 4 Besatzungsmitglieder und 28 Passagiere, überlebten.[633]

- (A) 20. April – Eine Bristol Britannia 313 der Schweizer Globe Air (HB-ITB) wurde im Anflug auf den Flughafen Nikosia, Zypern, in einen Hügel geflogen. Von den 130 Insassen wurden durch diesen CFIT (Controlled flight into terrain) 126 getötet (siehe auch Flugzeugkatastrophe von Nikosia).[634]

- 26. April – Eine Douglas DC-3/C-47-DL der kolumbianischen Avianca (HK-326) verlor kurz nach dem Start vom Flughafen von Sogamoso (Kolumbien) an Höhe und schlug am Boden auf. Von den 18 Insassen kamen 17 ums Leben, zwei Besatzungsmitglieder und alle 15 Passagiere.[635]

- 2. Mai – Eine Curtiss C-46A-5-CK Commando der Aerovias Boliviana Transandina (CP-712) verunglückte im Kanton Incahuara (Departamento Beni, Bolivien) und wurde dabei irreparabel beschädigt. Über Personenschäden liegen keine Informationen vor.[636]

- 3. Mai – Eine Vickers Viscount 812 der britischen Channel Airways (G-AVJZ) stürzte unmittelbar nach dem Start vom Flughafen Southend ab. Die Besatzung befand sich auf einem Testflug für die Lufttüchtigkeit des Flugzeugs und hatte zuvor den Propeller eines Triebwerks in Segelstellung gebracht. Bei dem Absturz wurden zwei Personen am Boden getötet. Die drei Piloten überlebten.[637]

- 15. Mai – Eine Curtiss C-46T Commando der Nordair (Kanada) (CF-NAD) wurde 1,4 Kilometer vom Flugplatz Cape Dyer (Nordwest-Territorien, Kanada) 4500 Fuß (1370 Meter) vor der Landebahn in schneebedecktes Gelände geflogen. Durch diesen CFIT (Controlled flight into terrain) wurden alle 4 Insassen getötet, beide Besatzungsmitglieder und 2 Passagiere.[638]

- 17. Mai – Eine Douglas DC-3/C-47B-10-DK der mexikanischen Petróleos Mexicanos (Pemex) (XC-BII) verunglückte 13 Kilometer südöstlich von Sontecomapan (Mexiko) und 65 Kilometer nordwestlich des Ziels, dem Flughafen Minatitlán. Alle 7 Insassen, drei Besatzungsmitglieder und 4 Passagiere, kamen ums Leben.[639]

- (A) 19. Mai – Eine Douglas DC-8F-54 der Air Canada (CF-TJM) rollte auf einem Trainingsflug im Landeanflug auf den Flughafen Ottawa zur Seite und stürzte im Rückenflug zu Boden. Alle drei Besatzungsmitglieder kamen ums Leben. Im Untersuchungsbericht warfen die Flugunfallermittler der Besatzung vor, ein Trainingsflugmanöver unter Bedingungen durchgeführt zu haben, die ein Behalten der Kontrolle über die Maschine unmöglich machten (siehe auch Flugunfall einer Douglas DC-8 der Air Canada bei Ottawa).[640]

- 26. Mai – Eine Convair CV-240-6 der Líneas Aéreas Paraguayas (ZP-CDP) nahm in 20 Metern Höhe vor der Landung auf dem Flughafen Buenos Aires–Ezeiza (Argentinien) plötzlich die Nase nach unten und schlug mit der linken Tragfläche auf. Die Maschine rutschte auf die Landebahn und kam auf dem Rücken liegend zum Stillstand. Ausgelöst wurde der Unfall durch die vorzeitige Aktivierung des Umkehrschubs. Allerdings war das Sicherheitssystem, das genau dies verhindern sollte, durch Wartungsfehler defekt. Alle 24 Insassen, zwei Besatzungsmitglieder und 22 Passagiere, überlebten den Unfall.[641][642]

- (A) 3. Juni – Eine Douglas DC-4/C-54A der britischen Air Ferry (G-APYK) kollidierte im Anflug auf den Flughafen Perpignan in knapp 1200 Meter Höhe mit dem Mont Canigou, rund 40 Kilometer südwestlich des Zielflughafens. Die vollbesetzte Maschine kam als Charterflug vom britischen Flughafen Manston. Alle 88 Menschen an Bord wurden getötet (5 Besatzungsmitglieder und 83 Passagiere). Es handelt sich um den Unfall einer DC-4 mit den meisten Todesopfern. Als beitragende Ursachen für den Orientierungsverlust der Piloten wurden eine Kohlenmonoxyd-Vergiftung sowie schlechte Sprachkenntnisse der Flugsicherung in Perpignan ermittelt (siehe auch Flugunfall der Douglas DC-4 G-APYK der Air Ferry).[643][644][645][646]

- 3. Juni – Eine Curtiss C-46F-1-CU Commando der bolivianischen Rutas Aéreas Uncia (CP-769) verunglückte in der Nähe des Flughafens San Ramón (Departamento Beni, Bolivien) und wurde irreparabel beschädigt. Über Personenschäden liegen keine Informationen vor.[647]

- (A) 4. Juni – Eine Canadair C-4 Argonaut der British Midland Airways (G-ALHG) auf einem Charterflug von Palma, Mallorca, stürzte beim Landeanflug ins Zentrum des Ortes Stockport, einem Vorort von Manchester. Das Flugzeug zerbrach und die Treibstofftanks explodierten. Die örtliche Feuerwehr und Rettungsdienste waren hoffnungslos überfordert, sodass viele verletzte Personen in den Flammen umkamen. Von den 84 an Bord befindlichen Personen starben 72 (siehe auch Flugzeugunglück von Stockport).[648]

- 5. Juni – Die beiden einzigen Douglas DC-7 der Alia Royal Jordanian Airlines (JY-ACP und JY-ACO) wurden im Zusammenhang mit dem Beschuss Westjerusalems durch Jordanien während des Sechstagekriegs auf dem Flughafen Beirut bzw. dem damaligen Flughafen Damaskus durch Luftangriffe am Boden zerstört. Personen kamen nicht zu Schaden.[649][650]

- 11. Juni – Eine Douglas DC-3/C-47B-15-DK der Saudi Arabian Airlines (HZ-AAJ) wurde auf dem Flughafen Dschidda (Saudi-Arabien) irreparabel beschädigt. Nähere Umstände sind nicht bekannt. Alle Insassen überlebten.[651]

- 11. Juni – Eine Douglas DC-3/C-47A-60-DL der US-amerikanischen CIA-Fluggesellschaft Air America (B-827) wurde im Anflug auf den Flugplatz Quang Ngai (Südvietnam) mit Handfeuerwaffen beschossen und fing Feuer. Nach der Notlandung brannte das Flugzeug komplett aus. Alle Insassen überlebten den Unfall.[652]

- 12. Juni – An einer Douglas DC-3A-197D der Aeronaves de México (XA-FUW) fiel nach dem Start vom Flughafen La Paz (Baja California Sur) (Mexiko) ein Triebwerk aus. Beim Versuch der Rückkehr stürzte das Flugzeug in ein Wohngebiet. Dabei kamen alle 3 Besatzungsmitglieder sowie 2 Personen am Boden ums Leben. Alle 24 Passagiere überlebten den Unfall.[653]

- 12. Juni – Ein vom Flughafen Prestwick kommender Bristol Freighter Mk.31E der irischen Aer Turas (EI-APM) sprang bei der Landung auf dem Flughafen Dublin mehrmals wieder hoch, woraufhin sich die Piloten zum Durchstarten entschlossen. Dabei kam es zum Ausfall des linken Triebwerks und zum Kontrollverlust in einer Linkskurve. Die linke Tragfläche kollidierte mit einer Dachwohnung; es kam zum Absturz. Beide Piloten, die einzigen Insassen, wurden getötet.[654]

- 22. Juni – Eine Lockheed L-1049H Super Constellation der US-amerikanischen Airlift International (N6936C) kollidierte auf dem Flug von Manila zum Flughafen Saigon-Tan-Son-Nhat mit einer McDonnell RF-4C Phantom II der US Air Force (Kennzeichen 65-0861). Das Frachtflugzeug befand sich im Anflug, als es von der Militärmaschine gerammt wurde und 6,5 Kilometer nördlich des Zielflughafens abstürzte. Alle 7 Insassen der Zivilmaschine, 4 Besatzungsmitglieder und 3 Passagiere, wurden getötet. Die beiden Besatzungsmitglieder der Phantom retteten sich mit dem Schleudersitz.[655][656]

- 22. Juni – Eine Vickers Viscount 800 der irischen Aer Lingus (EI-AOF) verunglückte während eines Pilotentrainings 15 Kilometer nordwestlich des Flughafens Dublin, Irland. Die Maschine stürzte, vermutlich aufgrund eines Strömungsabrisses, aus geringer Höhe ab. Alle drei Piloten an Bord kamen ums Leben.[657]

- (A) 23. Juni – Eine BAC 1-11-204 der US-amerikanischen Mohawk Airlines (N1116J) stürzte nach einem Feuer und dem Verlust der Hydrauliksysteme nahe Blossburg, Pennsylvania (USA) ab. Alle 34 Insassen starben (siehe auch Mohawk-Airlines-Flug 40).[658]

- 24. Juni – Eine Douglas DC-3/C-47 der Saudi Arabian Airlines (HZ-AAM) verunglückte auf dem Flug vom Flughafen Nadschran zum Flughafen Dschidda (beide in Saudi-Arabien). Von den 17 Insassen kamen 16 ums Leben, alle drei Besatzungsmitglieder und 13 Passagiere.[659]

- (A) 30. Juni – Eine Sud Aviation Caravelle III der Thai Airways International (HS-TGI) verunglückte bei schlechten Witterungsbedingungen vor der Landung auf dem Flughafen Kai Tak (Hongkong). Von den 80 Insassen kamen 24 ums Leben (siehe auch Thai-Airways-Flug 601).[660]

- 30. Juni – Eine geparkte Vickers Viscount 760D der südjemenitischen Aden Airways (VR-AAV) wurde auf dem Flughafen Aden (Südarabische Föderation) durch eine terroristische Bombenexplosion zerstört. Personen kamen nicht zu Schaden.[661]

- 6. Juli – Eine Fokker F-27 Friendship 100 der Philippine Airlines (PI-C527) wurde nach dem Start vom Flughafen Bacolod City Domestic (Philippinen) in einen Berg geflogen. Durch diesen CFIT (Controlled flight into terrain) wurden alle 21 Insassen getötet, vier Besatzungsmitglieder und 17 Passagiere.[662]

- (A) 19. Juli – Ein zweimotoriges Geschäftsreiseflugzeug des Typs Cessna 310 (N3121S) und eine Boeing 727-22 der US-amerikanischen Piedmont Airlines (N68650) kollidierten bei Hendersonville, North Carolina, USA nach dem Start der Boeing 727 vom Flughafen Ashville, North Carolina. Alle 82 Personen starben, davon 79 an Bord der Verkehrsmaschine und 3 in der Cessna (siehe auch Piedmont-Airlines-Flug 22).[663]

- 19. Juli – Den Piloten einer Douglas DC-4-1009 der Air Madagascar (5R-MAD) gelang es nach dem Abheben vom Flughafen Antananarivo (Madagascar) nicht, ausreichend Höhe zu gewinnen. Das Flugzeug berührte 720 Meter hinter dem Startbahnende den Boden, stieg wieder leicht und schlug weitere 500 Meter dahinter auf. Von den 77 Insassen kamen 42 ums Leben, drei Besatzungsmitglieder und 39 Passagiere.[664]

- 25. Juli – Eine Douglas DC-3 der taiwanischen China Airlines, betrieben für die laotische Véha-Akat (XW-PDL) musste aufgrund schlechten Wetters am Flughafen Luang Prabang (Laos) in eine Warteschleife einfliegen. Dabei kollidierte sie 25 Kilometer südöstlich des Zielflughafens mit den Bergen von Phou Pha Bon, wahrscheinlich aufgrund extrem starker Turbulenz in einem Gebiet heftiger Abwinde. Alle 16 Insassen, drei Besatzungsmitglieder und 13 Passagiere, kamen ums Leben. Das Wrack wurde erst am 28. Oktober 1967 gefunden, drei Monate nach dem Unfall.[665]

- August 1967 (genauer Tag unbekannt) – Eine Boeing 377 der US-amerikanischen Aero Spacelines (N90942) kollidierte beim Rollen auf dem Flugplatz Mojave (Kalifornien, USA) mit einer anderen Boeing 377 (N402Q). Personen kamen nicht zu Schaden. An der Maschine entstand Totalschaden.[666][667]

- 11. August – Eine Curtiss C-46 Commando eines unbekannten US-amerikanischen Betreibers (HK-unbekannt) verunglückte in der Nähe von Marinilla (Kolumbien) beim Versuch einer Notlandung nach einem Triebwerksausfall. Die Maschine befand sich auf einem illegalen Flug von Miami nach Quito. Alle 6 Insassen wurden getötet, die Besatzungsmitglieder (der brasilianische Kapitän und der Kopilot aus Ecuador) und Passagiere.[668]

- 13. August – Mit einer Curtiss C-46D-20-CU Commando der US-amerikanischen Continental Air Services (alias CIA, US Central Intelligence Agency) (N9473Z) kam es bei Phu Cum (Laos) zu einer Bruchlandung nach einem Triebwerksausfall. Meldungen zufolge soll die Maschine beschossen worden sein. Alle sechs Insassen, Besatzungsmitglieder und Passagiere, überlebten den Unfall. Das Flugzeug wurde zerstört.[669]

- 21. August – Eine Douglas DC-3 der taiwanischen China Airlines (B-1523) stürzte über dem südchinesischen Meer ab, wobei sechs der neun Insassen ums Leben kamen.[670][671]

- 5. September – Eine Iljuschin Il-18 der ČSA – Československé aerolinie (OK-WAI) verunglückte beim Start vom Flughafen Gander. Dabei fanden 37 Personen den Tod.[672]

- 5. September – Eine Curtiss C-46A-55-CK Commando der in Liechtenstein registrierten WIGMO (9T-PLA) wurde durch eine kongolesische North American T-28 Trojan beschossen und stürzte bei Goma (Volksrepublik Kongo) ab. Die beiden Besatzungsmitglieder (je ein schwedischer und niederländischer Söldner) brachten sich mit dem Fallschirm in Sicherheit. WIGMO war eine durch die US-amerikanische Central Intelligence Agency (CIA) betriebene Tarnfirma.[673]

- 13. September – An einer Curtiss C-46F-1-CU Commando der US-amerikanischen Capitol Airways (N1309V) fiel kurz nach dem Abheben vom Flughafen Kingston (Jamaika) ein Triebwerk aus. Die Piloten führten mit dem mit 5 Tonnen Kleidung beladenen Flugzeug 1200 Meter hinter der Startbahn eine Notwasserung durch. Alle vier Insassen, die beiden Piloten und zwei Passagiere, überlebten den Unfall.[674]

- 14. September – Eine Airspeed Ambassador der britischen Autair (G-ALZS) überrollte nach der Landung auf dem Flughafen Luton (England) das Ende der Landebahn. Das Flugzeug wurde als Totalverlust abgeschrieben. Alle 69 Insassen der Maschine blieben unverletzt.[675]

- 21. September – Eine Vickers Viscount 808 der irischen Aer Lingus (EI-AKK) verunglückte bei der Landung auf dem Flughafen Bristol-Lulsgate (Vereinigtes Königreich). Das rechte Tragflächenende und der Propeller des Triebwerks Nr. 4 schlugen auf der Landebahn auf, woraufhin der Kapitän einen Durchstartversuch einleitete. Als er Hindernisse voraus bemerkte, brach er diesen Versuch wieder ab und fuhr das Fahrwerk ein, woraufhin das Flugzeug auf dem Bauch bis zu einem Zaun rutschte. Alle 21 Insassen, die vier Besatzungsmitglieder und 17 Passagiere, überlebten. Das Flugzeug wurde irreparabel beschädigt.[676]

- 30. September – Eine Douglas DC-3/C-47A-35-DL der US-amerikanischen Central Airlines (N91003) wurde an einem derzeit nicht bekannten Ort in den Vereinigten Staaten von Amerika irreparabel beschädigt. Personen kamen nicht zu Schaden.[677][678]

- 12. Oktober – Aufgrund einer Bombenexplosion stürzte eine De Havilland Comet 4B der British European Airways (BEA) (G-ARCO) auf dem Flug von Athen nach Nikosia ins Mittelmeer, 35 Kilometer südlich von Demre (Türkei). Alle 59 Passagiere und 7 Besatzungsmitglieder kamen dabei ums Leben.[679]

- 17. Oktober – Eine Douglas DC-3A der dänischen Fairline (OY-DNP) wurde auf dem Flughafen Kopenhagen-Kastrup (Dänemark) durch einen Sturm irreparabel beschädigt. Personen kamen nicht zu Schaden.[680]

- 24. Oktober – Eine Curtiss C-46D Commando der taiwanischen China Airlines (B-1541) stürzte in Vietnam ab, auf dem Flug von Phan Rang nach Pleiku. Alle 16 Menschen an Bord starben.[681]

- 3. November – Eine Handley Page HPR-7 Herald 214 der brasilianischen Sadia Transportes Aéreos (PP-SDJ) wurde im Anflug auf den Flughafen Curitiba 25 Kilometer östlich davon in einen Berg geflogen. Bei diesem CFIT (Controlled flight into terrain) wurden 21 der 25 Insassen getötet. Ursache war ein fehlerhafter Instrumentenlandeanflug.[682]

- (A) 5. November – Eine Convair CV-880 der Cathay Pacific aus Hongkong (VR-HFX) kam nach einer Ablösung der Lauffläche des rechten Bugfahrwerksreifens beim Startlauf seitlich von der Piste am Flughafen Kai Tak ab und stürzte ins Meer. Eine Passagierin starb, das Flugzeug wurde abgeschrieben (siehe auch Cathay-Pacific-Flug 033).[683]

- (A) 6. November – Eine Boeing 707-131 der US-amerikanischen Trans World Airlines (N742TW) startete vom Flughafen Cincinnati in Richtung Los Angeles. Als die Maschine eine neben der Rollbahn stehende Douglas DC-9 der Delta Air Lines passierte, verursachte der Triebwerksschub der DC-9 einen Flammabriss an Triebwerk Nr. 4 der Boeing. Die Besatzung der Boeing leitete einen Startabbruch ein, die Maschine kam jedoch nicht rechtzeitig zum Stehen, rollte über einen Hügel und hob für einen Augenblick ab. Beim Wiederaufsetzen riss das Triebwerk ab und die Maschine schlitterte 100 Meter über die Landebahn hinaus. Der Rumpf brach auseinander und die rechte Tragfläche riss ab. Die siebenköpfige Besatzung überlebte den Unfall, von den 29 Passagieren kam eine Person ums Leben (siehe auch Trans-World-Airlines-Flug 159).[684]

- 16. November – Eine Iljuschin Il-18W der sowjetischen Aeroflot (CCCP-75538) stürzte kurz nach dem Start zum Flughafen Taschkent drei Kilometer östlich des Flughafens Jekaterinburg auf einen Acker. Nach dem Abheben war ein Triebwerksbrand entstanden; der betreffende Propeller konnte jedoch nicht in Segelstellung gebracht werden. Durch den erhöhten Luftwiderstand in Verbindung mit dem maximalen Startgewicht kam es in einer Höhe von 200 Meter zum Kontrollverlust und Absturz. Keiner der 99 Passagiere und 8 Besatzungsmitglieder überlebte den Absturz.[685]

- (A) 20. November – Eine CV-880 der US-amerikanischen Trans World Airlines (TWA) (N821TW) flog während eines Nachtanflugs auf den Flughafen Cincinnati, Kentucky (USA) bei leichtem Schneefall knapp 3 Kilometer vor Erreichen der Landebahn ins Gelände. Von den 82 Insassen wurden 70 getötet (siehe auch Trans-World-Airlines-Flug 128).[686]

- 21. November – Eine Curtiss C-46A-60-CK Commando der bolivianischen Transportes Aéreos Litoral (CP-826) verunglückte bei Candelaria (Bolivien). Nähere Einzelheiten sind derzeit nicht verfügbar. Das Flugzeug wurde irreparabel beschädigt. Über Personenschäden ist nichts bekannt.[687]

- 28. November – Bei einer Vickers Viscount 745D der US-amerikanischen United Airlines (N7465) zerlegte sich während der Landung auf dem Raleigh-Durham International Airport (USA) ein Ventil der Bugradsteuerung durch einen Ermüdungsbruch. Die daraus resultierenden starken Schwingungen führten zum Zusammenbrechen des Bugfahrwerks. Alle 43 Insassen, die vier Besatzungsmitglieder und 39 Passagiere, überlebten. Das Flugzeug wurde irreparabel beschädigt.[688]

- 8. Dezember – Eine Douglas DC-4/C-54A-5-DC der peruanischen Faucett Perú (OB-R-148) wurde in einer Höhe von 3.100 Metern (10.200 Fuß) in die Bergkette Cordillera de Carpish (Peru) geflogen. Die Maschine befand sich auf einem Inlandsflug vom Flughafen Huánuco zur nur 70 Kilometer entfernten Stadt Tingo María. Bei diesem CFIT (Controlled flight into terrain) wurden alle 72 Insassen getötet, sechs Besatzungsmitglieder und 66 Passagiere.[689]

- 11. Dezember – Nur zwei Wochen nach einem anderen Verlust einer Viscount bei der US-amerikanischen United Airlines überrollte eine Vickers Viscount 745D der United Airlines (N7429) bei der Landung auf dem Akron-Canton Regional Airport (Ohio, USA) das Landebahnende und rutschte einen sechs Meter tiefen Abhang hinunter. Das Flugzeug wurde irreparabel beschädigt. Alle 18 Insassen überlebten den Unfall.[690]

- 23. Dezember – Eine Douglas DC-6B der dänischen Sterling Airways (OY-EAN) landete hart auf der Landebahn am Flughafen Göteborg/Torslanda. Bei diesem zweiten Anflugversuch wurde die Maschine irreparabel beschädigt. Unter den 55 Insassen gab es keine Verletzten.[691][692]

- 25. Dezember – Eine Douglas DC-3 der Thai Airways Company (HS-TDH) verunglückte beim Landeanflug auf den Flughafen Chiang Mai. Der Kapitän entschied sich trotz Nebels mit einer Sicht von 100 Metern für einen Sichtanflug entlang der mittleren von drei Straßen, welche auf die Landebahn zuführte. Er verwechselte diese jedoch mit der rechten der drei und bemerkte dies erst spät. Beim Versuch, die Maschine abzufangen, scherte diese aus und schlug auf dem Boden auf, wobei 4 von 31 Menschen an Bord ums Leben kamen.[693]

### 1968
- Im Jahr 1968 (genaues Datum unbekannt) verunglückte eine Curtiss C-46D Commando der kolumbianischen Aeropesca Colombia (Luftfahrzeugkennzeichen HK-682) beim Start von der Insel San Andrés (Kolumbien). Das Flugzeug wurde zerstört. Über Personenschäden ist nichts bekannt.[694]

- Im Jahr 1968 (genaues Datum unbekannt) wurde eine Curtiss TC-46A Commando der brasilianischen VASP (Viação Aérea São Paulo) (PP-NME) am Flughafen Rio de Janeiro–Santos Dumont (Brasilien) irreparabel beschädigt. Nähere Einzelheiten sind derzeit nicht verfügbar. Über Personenschäden ist nichts bekannt.[695]

- 1. Januar – Eine Martin 4-0-4 der US-amerikanischen Southern Airways (N251S) verunglückte bei der Landung auf dem University-Oxford Airport in Oxford (Mississippi) (USA). Die Maschine, die sich auf einem Positionierungsflug befand, setzte noch vor dem Landebahnanfang auf, woraufhin das Fahrwerk zusammenbrach. Alle drei Besatzungsmitglieder überlebten. Das Flugzeug wurde irreparabel beschädigt.[696]

- 8. Januar – Die Piloten einer Douglas DC-3/C-47B-35-DK der Jugoslovenski Aerotransport (JAT) (YU-ABK) machten auf einem Frachtflug von München nach Zagreb aufgrund eines Triebwerksausfalls und -brandes im Flug nahe St. Florian (Linz-Land) (Österreich) eine Notlandung auf einem schneebedeckten Feld. Für eine gelungene Notlandung auf dem Flughafen Linz hatten gut 10 Kilometer gefehlt. Die Maschine wurde irreparabel beschädigt, aber alle vier Besatzungsmitglieder überlebten unverletzt.[697][698]

- 9. Januar – Mit einer Boeing 720 der Ethiopian Airlines (ET-AAG), die von Middle East Airlines geleast war, kam es auf dem Flughafen Beirut zu einer harten Landung auf dem Bugfahrwerk. Es herrschte starker Regen und Windböen mit bis zu 45 Knoten. Das Bugfahrwerk brach zusammen; es entstand ein Feuer, welches letztlich die Maschine zerstörte. Alle 49 Insassen blieben unversehrt.[699]

- 15. Januar – Eine Douglas DC-3 der ägyptischen United Arab Airlines (heute Egypt Air) (SU-AJG) stürzte bei Zifta, 88 Kilometer nördlich von Kairo, bei der Rückkehr zum Startflughafen Kairo-International ab. Die Besatzung hatte sich aufgrund von Vereisungen zur Rückkehr zum Ausgangsflughafen entschieden. Neben den Vereisungen führten auch Turbulenzen, eine Überladung um eine halbe Tonne und falsche Beladung des Flugzeuges zum Kontrollverlust seitens der Crew. Alle 4 Besatzungsmitglieder dieses Frachtfluges starben.[700]

- 20. Januar – Bei einer Douglas DC-7B der Türk Hava Yollari (THY, heute Turkish Airlines) (SE-ERC) brach während der Landung auf dem Flughafen München-Riem das Bugfahrwerk zusammen. Die von Transair Sweden gemietete Maschine geriet von der Landebahn ab. Alle 38 Insassen (6 Besatzungsmitglieder und 32 Passagiere) blieben unverletzt. Das Flugzeug wurde irreparabel beschädigt.[701]

- 21. Januar – Eine Lockheed L-1049G Super Constellation der Regierung von Biafra (5T-TAC) verunglückte im Anflug auf den Flughafen Port Harcourt (Biafra). Alle 5 Besatzungsmitglieder kamen ums Leben.[702]

- (A) 27. Januar – Eine de Havilland DH-114 Heron 1B der Air Comores (F-OCED) stürzte im Endanflug auf den Flughafen Moroni ab. Dabei kamen 15 der 16 Personen an Bord ums Leben (siehe auch Flugunfall der Air Comores 1968).[703]

- (A) 7. Februar – Eine durch die Canadian Pacific Air Lines von der Standard Airways geleaste Boeing 707-138B (N791SA) überschoss nach der Landung auf dem Vancouver International Airport das Bahnende und prallte in ein Gebäude. Ein Besatzungsmitglied sowie eine Person am Boden kamen ums Leben. Anflug und Landung wurden durch die US-amerikanischen Piloten weit unterhalb der vorgeschriebenen Mindestwerte durchgeführt (siehe auch Canadian-Pacific-Airlines-Flug 322).[704]

- 9. Februar – Mit einer Douglas DC-3/C-47-DL der Saudi Arabian Airlines (HZ-AAE) kam es auf einem Flug in Saudi-Arabien zu einem Totalschaden. Nähere Umstände sind nicht bekannt.[705]

- 24. Februar – Eine Douglas DC-3 der Royal Air Lao (XW-TAD) kollidierte in der Nähe von Ban Napa (Laos) mit einem Berg und stürzte anschließend in den Mekong. Die Maschine befand sich auf einem Inlandsflug von Vientiane nach Sayaboury. Alle 37 Insassen, drei Besatzungsmitglieder und 34 Passagiere, wurden getötet.[706]

- 5. März – Eine Boeing 707-328C der Air France (F-BLCJ) flog bei Pointe-à-Pitre auf Guadeloupe in 1200 Metern Höhe gegen einen Vulkan. Alle 63 Personen an Bord kamen ums Leben. Der Flugschreiber konnte nie geborgen und die Unfallursache nicht ermittelt werden.[707]

- 7. März – Eine Tupolew Tu-124 der sowjetischen Aeroflot (CCCP-45019) stürzte kurz nach dem Start vom Flughafen Wolgograd nach 1640 Metern Flugstrecke ab, nachdem die Piloten versehentlich die Störklappen aktiviert hatten. Bei dem Zwischenfall wurde von 49 Menschen an Bord eine Person, der Navigator, getötet. Bei der Untersuchung wurde festgestellt, dass der Schalter für die Störklappen sehr ungünstig angebracht war, so dass ein versehentliches Aktivieren leicht passieren konnte.[708]

- 20. März – An einer Convair CV-340-38 der US-amerikanischen Delta Air Lines (N4820C) fiel das Triebwerk Nr. 1 (links) nach einem Defekt im Auslassventil des Zylinders Nr. 15 aus. Während der Notlandung auf dem Flughafen Evansville-Dress (Indiana, USA) bei Regen und niedriger Bewölkung startete der Kapitän zunächst durch, brach dies aber wieder ab und machte eine Bruchlandung. Das Flugzeug wurde irreparabel beschädigt. Alle 42 Insassen, drei Besatzungsmitglieder und 39 Passagiere, überlebten den Unfall.[709]

- 21. März – Der Kapitän einer Boeing 727-22C brach auf einem Frachtflug der US-amerikanischen United Airlines (N7425U) den Start vom Flughafen Chicago O’Hare erst kurz nach dem Abheben ab. Die akustische Warnung vor unsicherer Start-Konfiguration war während des Startlaufs fast kontinuierlich aktiv; dennoch wurde der Start zunächst fortgesetzt. Als Ursache stellte sich heraus, dass die Landeklappen und Vorflügel auf eine Stellung von 2° statt der notwendigen 5° bis 25° ausgefahren worden waren. Alle drei Besatzungsmitglieder überlebten.[710]

- (A) 24. März – Eine Vickers Viscount 800 der irischen Aer Lingus (EI-AOM) stürzte auf dem Flug von Cork nach London 3,1 Kilometer nordöstlich der irischen Insel Tuskar Rock (Wexford, Republik Irland) ins Meer, vermutlich nach Kontrollverlust. Die Absturzursache konnte nie geklärt werden. Alle 61 Insassen, 57 Passagiere und 4 Besatzungsmitglieder, kamen dabei ums Leben (siehe auch Aer-Lingus-Flug 712).[711]

- 27. März – Eine Douglas DC-3/C-47A-1-DL der brasilianischen Paraense Transportes Aéreos (PP-BTX) wurde an einem unbekannten Ort in Brasilien irreparabel beschädigt. Nähere Einzelheiten sind derzeit nicht verfügbar. Über Personenschäden ist nichts bekannt.[712]

- 30. März – Eine Lockheed L-1049G Super Constellation der panamaischen Rutas Aéreas Panameñas SA (RAPSA) (HP-467) stürzte kurz nach dem Start vom Flughafen Panama–Tocumen nach Ausbruch eines Brandes im Triebwerk Nr. 3 (rechts innen) ab. Alle 3 Besatzungsmitglieder, die einzigen Insassen auf dem Frachtflug, kamen ums Leben.[713]

- 8. April – Von einer Douglas DC-3/C-49K der chilenischen Ladeco (CC-CBM) brach im Anflug auf den Flughafen von Coyhaique (Chile) die rechte Tragfläche ab. Das Flugzeug stürzte 24 Kilometer nordnordwestlich des Flughafens ab. Keiner der 36 Insassen, drei Besatzungsmitglieder und 33 Passagiere, überlebte den Absturz.[714]

- (A) 8. April – Eine Boeing 707-465 der British Overseas Airways Corporation (BOAC) (G-ARWE) musste auf Grund eines Triebwerkbrandes nach dem Start zum Flughafen London Heathrow zurückkehren. Noch während der Landung riss das Triebwerk ab, der Brand loderte jedoch weiter. Nach der geglückten Notlandung verließen Piloten und Flugingenieur das Cockpit, ohne die notwendigen Checklisten zu bearbeiten. Daher wurde unter anderem immer mehr Treibstoff in das Feuer unter der Maschine gepumpt. Dann wurde die gesamte Maschine evakuiert. Von den 127 Personen an Bord kamen 5 ums Leben (siehe auch BOAC-Flug 712).[715][716]

- 10. April – Eine Bristol 170 Freighter Mk. 31E der neuseeländischen SAFE Air (Straits Air Freight Express) (ZK-CPU) wurde auf dem Flughafen Wellington (Neuseeland) durch den Zyklon Gisselle aus ihren Verzurrungen gerissen und irreparabel beschädigt. Über Personenschäden ist nichts bekannt.[717][718]

- (A) 20. April – Eine Boeing 707-344C der South African Airways (ZS-EUW) stürzte kurz nach dem Start vom Flughafen Windhoek-J. G. Strijdom nach Luanda ab. Von den 128 an Bord befindlichen Personen starben 123. Die Maschine war nicht mit den eigentlich zu dieser Zeit zwingend vorgeschriebenen Flugschreibern und Stimmrekordern ausgerüstet, sodass sich die Flugunfalluntersuchung schwierig gestaltete. Die Absturzursache wurde letztlich auf Pilotenfehler zurückgeführt (siehe auch South-African-Airways-Flug 228).[719]

- 3. Mai – Eine Lockheed L-188A Electra der US-amerikanischen Braniff Airways (N9707C) stürzte auf dem Flug von Houston nach Dallas in der Nähe von Dawson, Texas, während eines schweren Gewitters ab, nachdem die Besatzung kurz zuvor eine 180°-Kurve eingeleitet hatte. Dabei geriet die Maschine aufgrund der extremen Turbulenzen außer Kontrolle; beim Abfangversuch wurde sie bei 4,35 g überlastet, woraufhin sie auseinanderbrach. Bei dem Unfall starben alle 80 Passagiere und 5 Besatzungsmitglieder.[720][721]

- 4. Mai – Eine Vickers Viscount 812 der britischen Channel Airways (G-APPU) überrollte auf dem Flughafen Southend das Ende der Landebahn und kollidierte mit einem Erdwall. Die Maschine war mit zu hoher Geschwindigkeit aufgesetzt worden, außerdem hatte der Kapitän die Parkbremse betätigt. Dies führte zum Verlassen der Landebahn und zu einer Kollision mit einem Erdwall. Das Flugzeug wurde irreparabel beschädigt. Alle 83 Insassen, die vier Besatzungsmitglieder und 79 Passagiere, überlebten den Unfall. Das Flugzeug wurde als Totalverlust abgeschrieben.[722]

- (A) 22. Mai – Ein Hubschrauber des Typs Sikorsky S-61 der Los Angeles Airways auf einem planmäßigen Flug von Disneyland zum Los Angeles International Airport verlor die Rotorblätter und stürzte bei Paramount, Kalifornien (USA) ab. Alle 23 Personen starben (siehe auch Los-Angeles-Airways-Flug 841).[723]

- (A) 28. Mai – Eine Convair CV-990 der indonesischen Garuda Indonesia (PK-GJA) stürzte etwa viereinhalb Minuten nach dem Start vom Flughafen Bombay (Indien) nahezu senkrecht zu Boden. Alle 29 Insassen (14 Besatzungsmitglieder und 15 Passagiere) sowie eine Person am Boden kamen ums Leben. Es stellte sich heraus, dass alle vier Triebwerke ausgefallen waren, da die Maschine in Bombay versehentlich mit Benzin statt Kerosin fehlbetankt wurde (siehe auch Garuda-Indonesia-Flug 892).[724]

- Am 31. Mai 1968 rollte eine Curtiss C-46 Commando der kolumbianischen Aerocondor Colombia (HK-unbekannt) auf dem Flughafen Barrancabermeja (Kolumbien) in einen Graben und stürzte auf den Bug. Beide Piloten wurden verletzt. Alle 22 Insassen, Besatzungsmitglieder und Passagiere, überlebten den Unfall. Das Flugzeug wurde eventuell irreparabel beschädigt.[725]

- 3. Juni – Eine Lockheed L-1049H Super Constellation der US-amerikanischen North American Aircraft Trading (5T-TAC) wurde auf dem Flughafen Bissau (Guinea-Bissau) durch Sabotage zerstört und brannte aus. Die Maschine war auf dem Weg nach Biafra. Personen kamen nicht zu Schaden.[726]

- 12. Juni – Eine Boeing 707-321C der US-amerikanischen Pan American World Airways (N798PA) wurde auf dem Flughafen Kalkutta bei schlechter Sicht etwa einen Kilometer vor der Landebahnschwelle in den Boden geflogen (CFIT, Controlled flight into terrain). Bei dem Unfall wurden 6 der 63 Insassen getötet.[727]

- 1. Juli – Eine Lockheed L-1049G Super Constellation des Internationalen Komitees vom Roten Kreuz (IKRK) (5T-TAG) kollidierte kurz vor der Landebahn des Uli Airstrip (Biafra) in schlechtem Wetter mit einem Baum und stürzte ab. Die Maschine hatte über 10 Tonnen medizinische Hilfsgüter an Bord. Alle 4 Insassen, die drei Besatzungsmitglieder und der einzige Passagier, kamen ums Leben. Es handelte sich um die ehemalige D-ALOF der Lufthansa (1956–1967).[728]

- 2. Juli – Eine Douglas DC-7BF der US-amerikanischen Universal Airlines (N762Z) geriet bei der Landung auf dem Flughafen Philadelphia (Pennsylvania, USA) durch fehlerhafte Bedienung der Gashebel und Aquaplaning von der Landebahn ab. Das Fahrwerk brach zusammen und die rechte Tragfläche riss ab. Das Flugzeug wurde irreparabel beschädigt. Alle drei Besatzungsmitglieder, die einzigen Insassen auf dem Frachtflug, überlebten den Unfall.[729]

- (A) 3. Juli – Eine von der britischen BKS Air Transport als Frachtmaschine genutzte Airspeed Ambassador (G-AMAD, Werknummer 5211) verunglückte bei der Landung auf dem Flughafen London Heathrow (England). Das Flugzeug stürzte dabei in zwei geparkte Hawker Siddeley Tridents, von denen eine zerstört wurde, und prallte anschließend gegen das Terminal 2. Bei diesem Unfall kamen sechs der acht Insassen ums Leben. Ursache war ein Ermüdungsbruch am Landeklappenantrieb, wodurch die linke Landeklappe einfuhr und eine unkontrollierbare Rollbewegung auslöste (siehe auch Flugunfall einer Airspeed Ambassador am Flughafen London-Heathrow).[730]

- 8. Juli – Eine Convair CV-340 der Saudi Arabian Airlines (HZ-AAZ) stürzte beim Durchstarten 5 Kilometer südlich des Internationalen Flughafens Dhahran (Saudi-Arabien) nach dem dritten vergeblichen Landeversuch in einem Staubsturm ab. Alle 11 Insassen, die drei Besatzungsmitglieder und 8 Passagiere, kamen ums Leben.[731][732]

- 13. Juli – Eine Frachtmaschine des Typs Boeing 707-329C der belgischen Sabena (OO-SJK) auf dem Flug von Brüssel stürzte beim Landeanflug auf den Flughafen Lagos 14 Kilometer nördlich davon ab. Alle sieben Insassen wurden getötet.[733]

- 15. Juli – Eine Curtiss C-46 Super C Commando der brasilianischen VARIG (PP-VBJ) verunglückte in den Bergen Serra dos Coelhos nahe Gravatá (Brasilien), noch 72 Kilometer westlich vom Ziel, dem Flughafen Recife entfernt. Alle 3 Besatzungsmitglieder, die einzigen Insassen auf dem Frachtflug, kamen ums Leben.[734]

- 18. Juli – Eine Curtiss C-46D-15-CU Commando der chilenischen Aerolineas Flecha Austral (ALFA) (CC-CDI) stürzte in die Magellanstraße (Chile). Die Maschine befand sich auf einem Flug von Comodoro Rivadavia (Argentinien) nach Punta Arenas. Alle 5 Besatzungsmitglieder, die einzigen Insassen auf dem Frachtflug, kamen ums Leben.[735]

- 8. August – Eine Antonow An-10A der sowjetischen Aeroflot (CCCP-11172) verunglückte auf dem Flughafen Mirny (Sowjetunion). Als während des Landeanflugs das Fahrwerk ausgefahren wurde, fiel das linke Hauptfahrwerk zu Boden. Die Piloten entschlossen sich zu einer Notlandung auf einem unbefestigten Streifen am Flughafen. Nach dem Aufsetzen drehte die Maschine nach links und kollidierte mit einem Fahrzeug. Das Flugzeug wurde irreparabel beschädigt. Alle Insassen überlebten den Unfall.[736]

- (A) 9. August – Eine Vickers Viscount 739A der British Eagle International Airlines (G-ATFN) zerbrach in der Luft aufgrund von Überlastung nach Stromausfall und stürzte bei Langenbruck bei Pfaffenhofen (Deutschland) auf die Autobahn A9 in Richtung München. Alle 48 Menschen an Bord starben (siehe auch British-Eagle-Flug 802 (1968)).[737][738][739]

- (A) 14. August – Ein Hubschrauber des Typs Sikorsky S-61 der Los Angeles Airways stürzte auf dem Flug vom Los Angeles International Airport nach Disneyland bei Compton, Kalifornien (USA) aufgrund eines technischen Defekts ab. Alle 21 Menschen an Bord starben (siehe auch Los-Angeles-Airways-Flug 417).[740]

- 18. August – Eine Douglas DC-4/C-54B-10-DO der peruanischen Rutas Internacionales Peruanes SA - RIPSA (OB-R-849) wurde an einem unbekannten Ort irreparabel beschädigt. Über Personenschäden ist nichts bekannt.[741]

- 20. August – An einer Hawker Siddeley HS 748-215 der Linea Aeropostal Venezolana (LAV) (YV-C-AMY) fiel kurz nach dem Start vom Flughafen Maturin (Venezuela) das Triebwerk Nr. 1 (links) aus. Die Maschine stürzte aus niedriger Höhe ab. Von den sieben Insassen kamen 4 ums Leben, zwei Besatzungsmitglieder und zwei der vier Passagiere.[742]

- 22. August – Eine Convair CV-600 der US-amerikanischen East Coast Leasing (N278E) wurde auf dem Flugplatz von Martinsburg (West Virginia) (USA) durch Feuer zerstört. In einem Hangar neben der Maschine waren 5000 Ballen Heu gelagert, die in Brand geraten waren. Über Personenschäden ist nichts bekannt.[743]

- 22. August – Eine Convair CV-240-13 der US-amerikanischen East Coast Leasing (N91239) wurde auf dem Flugplatz von Martinsburg (West Virginia) (USA) durch Feuer irreparabel beschädigt. In einem Hangar neben der Maschine waren 5000 Ballen Heu gelagert, die in Brand geraten waren. Über Personenschäden ist nichts bekannt.[744]

- 23. August – Eine Curtiss C-46F-1-CU Commando der bolivianischen Transportes Aéreos Benianos - TABSA (CP-760) stürzte kurz nach dem Start vom Flugplatz Reyes (Bolivien) ab. Alle 4 Insassen, die drei Besatzungsmitglieder und ein Passagier, kamen ums Leben.[745]

- 3. September – Eine Iljuschin Il-18E der bulgarischen Bulair (LZ-BEG) wurde auf dem Rückflug von Dresden im Anflug auf den Flughafen Burgas in den Boden geflogen. Beim Umfliegen von Schauern und einem Gewitter wurde die Maschine in einer Höhe von knapp 200 Metern bei Karnobat ins Gelände geflogen, 45 Kilometer vor dem Zielflughafen. Bei diesem CFIT (Controlled flight into terrain) wurden 47 der 89 Personen an Bord getötet.[746]

- (A) 11. September – Eine aus Ajaccio, Korsika kommende Caravelle III der Air France (F-BOHB) stürzte beim Anflug aufgrund eines Feuers 40 Kilometer südlich von Nizza, Frankreich, ins Mittelmeer. Alle 95 Insassen kamen ums Leben (siehe auch Air-France-Flug 1611).[747]

- 15. September – Eine Vickers Viscount 827 der brasilianischen VASP (PP-SRE) verunglückte auf einem Trainingsflug 7,5 Kilometer vom Flughafen São Paulo–Congonhas (Brasilien) entfernt. Es wurden Starts und Landungen mit Touch-and-Go sowie dem simulierten Ausfall von einem und zwei Triebwerken geübt. Die beiden Piloten, die einzigen Insassen, kamen ums Leben, ebenso wie eine Person am Boden.[748]

- 19. September – Eine Curtiss C-46A-55-CK Commando der ANDES – Aerolineas Nacionales del Ecuador (HC-AMC) stürzte kurz nach dem Start vom Flughafen Managua (Nicaragua) ab. Alle Insassen überlebten den Unfall. Das Flugzeug wurde irreparabel beschädigt.[749]

- 27. September – Eine Douglas DC-7CF der US-amerikanischen Universal Airlines (N7466) wurde an der Marine Corps Air Station Cherry Point (North Carolina, USA) in Nebel und einer Wolkenuntergrenze von 100 Fuß (30 Metern) in den Boden geflogen, statt durchzustarten. Das Flugzeug wurde irreparabel beschädigt. Alle drei Besatzungsmitglieder, die einzigen Insassen auf dem Frachtflug, überlebten den Unfall.[750]

- 28. September – Eine aus Lagos kommende Douglas DC-4/C-54B-1-DC der nigerianischen Pan African Airlines mit dem US-amerikanischen Kennzeichen N90427 kollidierte während eines Nachtanflugs auf den Flughafen Port Harcourt (Nigeria) mit Bäumen und stürzte in ein Dorf. Die geladene Munition an Bord explodierte und löste einen starken Brand aus. Alle 57 Insassen, zwei Besatzungsmitglieder und 55 Passagiere, sowie eine Person am Boden wurden getötet.[751]

- 28. September – Eine Aviation Traders ATL-98 Carvair der kanadischen Eastern Provincial Airways (CF-EPX) verunglückte bei der Landung am Flugplatz Twin Falls (Neufundland, Kanada). Der auf der ATL-98 recht unerfahrene Kapitän versuchte, so früh wie möglich auf der sehr kurzen Landebahn aufzusetzen. Das Hauptfahrwerk schlug jedoch etwa 2,50 Meter vor der Landebahnschwelle gegen die Spitze einer Böschung. Der Kapitän startete durch und musste sofort den Propeller Nr. 2 (links innen) in die Segelstellung bringen, da der Motor keine Leistung entwickelte. Das Flugzeug kreiste eine Weile und setzte dann auf dem Bugfahrwerk auf. Die linke Tragfläche berührte den Boden, die Maschine schwang von der Landebahn herunter. Alle 38 Insassen, fünf Besatzungsmitglieder und 33 Passagiere, überlebten den Unfall. Das Flugzeug wurde irreparabel beschädigt.[752]

- 28. September – Eine Lockheed L-1649A Starliner der US-amerikanischen Willair International (N8081H) verunglückte auf einem Trainingsflug bei der Landung auf dem Flughafen Stockton (Kalifornien, USA). Kurz vor der Landung prallte sie auf eine 7 Zoll hohe Lippe eines Strahlabweisers, wobei das Fahrwerk zusammenbrach und das Flugzeug irreparabel beschädigt wurde. Alle 11 Insassen, drei Besatzungsmitglieder und 8 Passagiere, überlebten den Unfall.[753]

- 30. September – Auf einem Trainingsflug mit der Airspeed Ambassador G-AMAG der britischen Dan-Air ließ sich das rechte Hauptfahrwerk nicht verriegeln. Die Piloten wichen zum Flughafen Manston (England) aus und führten dort eine Bauchlandung auf einem Schaumteppich durch. Die Maschine war anschließend nicht mehr zu reparieren, aber beide Besatzungsmitglieder überlebten.[754]

- 3. Oktober – Eine in Mauretanien registrierte Douglas DC-7C der US-amerikanischen North American Aircraft Trading (5T-TAR) wurde auf der Urwaldpiste Uli Airstrip (Biafra) durch eine Douglas DC-4 gerammt. Das Flugzeug wurde irreparabel beschädigt. Alle 4 Besatzungsmitglieder, die einzigen Insassen auf dem Frachtflug, überlebten den Unfall.[755]

- 17. Oktober – Ein Consolidated/Canadian-Vickers-PBV-1-Canso-Amphibienflugzeug der brasilianischen Cruzeiro do Sul (PP-PCW) verunglückte bei der Wasserlandung auf dem Rio Purus bei Canutama (Amazonas (Brasilien)). Beim Aufsetzen berührte der linke Tragflächenschwimmer das Wasser, woraufhin die Flugzeugnase eintauchte und die Kabine volllief. Das Flugzeug schwamm noch 15 Minuten, bevor es sank. Von den 14 Insassen kamen 4 Passagiere ums Leben, alle 5 Besatzungsmitglieder und die restlichen 5 Passagiere überlebten.[756]

- 20. Oktober – Die Piloten einer Douglas DC-3/C-47A-25-DK der brasilianischen Cruzeiro do Sul (PP-SAD) versuchten nach einem Triebwerkausfall beim Start vom Flughafen Feijo (Acre) wieder zurückzukehren. Bei diesem Versuch stürzte die Maschine ab. Alle 19 Insassen kamen ums Leben.[757]

- 25. Oktober – An einer Douglas DC-3/C-47A-1-DK der niederländischen KLM Aerocarto (PH-DAA) entwickelten sich Triebwerksprobleme während eines Vermessungsfluges über dem Dschungel Surinams. Der Sinkflug auf eine günstigere Höhe wurde zu steil durchgeführt, so dass die Maschine auf dem wolkenverhangenen Plateau des Tafelbergs (Surinam) aufschlug. Von den fünf Insassen wurden alle drei Besatzungsmitglieder getötet; die beiden Passagiere überlebten den Unfall.[758]

- 6. November – Mit einer Douglas DC-4/C-54A-15-DC der brasilianischen Viação Aérea São Paulo (VASP) (PP-LEW) kam es auf dem Flughafen Rio de Janeiro–Santos Dumont (Brasilien) zu einer Bauchlandung, weil die Crew vergessen hatte, das Fahrwerk auszufahren. Alle Insassen überlebten den Totalschaden.[759]

- 11. November – Eine Curtiss C-46A-15-CU Commando der bolivianischen Compañia Boliviana de Aviacion (CP-791) verunglückte auf dem Flugplatz San Borja (Beni, Bolivien) und wurde irreparabel beschädigt. Über Personenschäden liegen keine Informationen vor.[760]

- 12. November – Die Besatzung einer Convair CV-580 der US-amerikanischen Tex Johnson Inc. (N73135) vergaß, vor der Landung auf dem Santa Barbara Municipal Airport (Kalifornien, USA) das Fahrwerk auszufahren. Demzufolge kam es auf dem Trainingsflug zu einer Bauchlandung. Das Flugzeug wurde irreparabel beschädigt. Alle vier Insassen, die drei Besatzungsmitglieder und ein Passagier, überlebten den Unfall.[761]

- 14. November (laut anderer Angabe im Dezember 1969) – Eine Curtiss C-46D Commando der US-amerikanischen Albany Industrial Corp. (N10416) verschwand auf einem Flug von Tampico nach Belize im Golf von Mexiko. Mit der Maschine wurde Bohrgestänge transportiert. Alle Insassen kamen ums Leben.[762]

- 23. November – Eine de Havilland Canada DHC-6-200 Twin Otter der US-amerikanischen Cable Commuter (N7666) wurde bei nebligem Wetter im Anflug auf den Flughafen Santa Ana-Orange County (Kalifornien, USA) 2,9 Kilometer nördlich davon gegen einen 9 Meter hohen Stahllichtmast geflogen und stürzte ab. Durch diesen CFIT (Controlled flight into terrain) wurden alle 9 Insassen getötet, beide Piloten und 7 Passagiere.[763]

- 25. November – An einer Curtiss C-46D-20-CU Commando der US-amerikanischen CIA-Fluggesellschaft Air America (N1386N) fiel kurz nach dem Start vom Flughafen Savannakhet (Laos) ein Triebwerk aus. Die Maschine stürzte 3 Kilometer hinter dem Flughafen ab, eine Tragfläche löste sich und fing Feuer, der Rumpf kam auf dem Rücken zu liegen. Von den 28 Insassen kamen 26 ums Leben, alle drei Besatzungsmitglieder und 23 Passagiere.[764]

- 5. Dezember – Eine Iljuschin Il-14 der chinesischen CAAC (B-640) wurde in Peking (China) irreparabel beschädigt. Über Personenschäden ist nichts bekannt.[765]

- 7. Dezember – Eine auf den Bermudas registrierte Douglas DC-7C der US-amerikanischen North American Aircraft Trading (VR-BCY) stürzte im Anflug auf die Urwaldpiste Uli Airstrip (Biafra) ab, nachdem 3 der 4 Triebwerke ausgefallen waren. Alle 4 Besatzungsmitglieder, die einzigen Insassen auf dem Frachtflug, kamen ums Leben.[766]

- 9. Dezember – Eine Lockheed L-1649A Starliner der US-amerikanischen Fly by Night Safaris (N7314C) war vor dem Start auf dem Flughafen Las Vegas (Nevada, USA) versehentlich mit Kerosin statt Flugbenzin betankt worden. Kurz nach dem Abheben kam es natürlich zu einem Leistungsverlust, welcher den Kapitän zu einer Bauchlandung zwang. Dabei wurde das Flugzeug irreparabel beschädigt. Alle 104 Insassen, acht Besatzungsmitglieder und 96 Passagiere, überlebten den Unfall.[767]

- (A) 12. Dezember – Eine Boeing 707-321B der US-amerikanischen Pan American World Airways (N494PA) wurde vor der Landung in Caracas bei Nacht in den Atlantischen Ozean geflogen, weil die Piloten die Flughöhe falsch einschätzten. Bei dem Unfall starben alle 51 Insassen (siehe auch Pan-Am-Flug 217).[768]

- 24. Dezember – Eine Convair 580 der US-amerikanischen Allegheny Airlines (N5802) wurde während des Anflugs auf Bradford, Pennsylvania (USA) in den Boden geflogen. Durch diesen CFIT (Controlled flight into terrain) wurden 20 der 47 Insassen getötet.[769]

- 26. Dezember – Eine Douglas DC-3/C-47A-80-DL der mexikanischen Exportadora de Sal S.A.- ESSA (XB-POH) wurde 40 Kilometer östlich von Ensenada (Mexiko) in eine Bergflanke geflogen, 89 Kilometer südöstlich des Startflughafens Tijuana. Durch diesen CFIT (Controlled flight into terrain) wurden alle 12 Insassen getötet, zwei Besatzungsmitglieder und 10 Passagiere.[770]

- (A) 26. Dezember – Eine Boeing 707-321C der Pan American World Airways (N799PA) startete auf einem Frachtflug ohne ausgefahrene Auftriebshilfen von der Elmendorf Air Force Base (Alaska). Kurz nach dem Abheben führte ein Strömungsabriss zum Absturz der Maschine, wobei die drei Mitglieder der Flugbesatzung ums Leben kamen (siehe auch Pan-Am-Flug 799).[771]

- 27. Dezember – Der Kapitän einer Convair CV-580 der US-amerikanischen North Central Airlines (N2045) verlor beim Durchstarten am Flughafen Chicago O’Hare (Illinois, USA) in schlechtem Wetter die räumliche Orientierung. Die Maschine stürzte ab und krachte fast in Rückenlage auf einen Hangar. Dabei kamen 27 der 45 Insassen ums Leben, drei Besatzungsmitglieder und 24 Passagiere, sowie eine Person am Boden.[772]

- 28. Dezember – Israelische Kommandotruppen sprengten auf dem Flughafen Beirut (Libanon) 14 Flugzeuge verschiedener, meist libanesischer Fluggesellschaften, darunter auch 7 Maschinen der Middle East Airlines (MEA), je eine Douglas DC-4 und Douglas DC-6 der Trans Mediterranean Airways (TMA) sowie Treibstofflager als Vergeltung für einen palästinensischen Angriff auf ein israelisches Flugzeug am 26. Dezember 1968 in Athen.[773] Die Gesellschaft Lebanese International Airways verlor dabei mit je zwei Convair CV-990 und Douglas DC-7 den Großteil ihrer Flotte und musste im darauffolgenden Januar ihren Betrieb einstellen.[774]

- 31. Dezember – Eine von der australischen Ansett ANA geleaste Vickers Viscount 720 der australischen MacRobertson Miller Airlines (VH-RMQ) zerbrach in der Luft. Die Maschine stürzte nach dem Abbruch der rechten Tragfläche, bedingt durch eine fehlerhafte Reparatur, 52 Kilometer südlich des Flughafens von Port Hedland (Australien) in den Urwald. Alle 26 Insassen, 22 Passagiere sowie 4 Besatzungsmitglieder, kamen ums Leben. Die Trans Australia hatte die Maschine ursprünglich gekauft.[775]

- 31. Dezember – Eine Douglas DC-3/C-47A-90-DL der mexikanischen SAESA (XA-SAE) wurde 76 Kilometer östlich von Ciudad Victoria (Mexiko) in die Schlucht Cañón del Diablo geflogen. Durch diesen CFIT (Controlled flight into terrain) wurden alle 26 Insassen getötet, vier Besatzungsmitglieder und 22 Passagiere.[776]

### 1969
- Im Jahr 1969 (genaues Datum unbekannt) setzte eine Douglas DC-4/C-54D-15-DC der Ecuatoriana (Luftfahrzeugkennzeichen HC-ANP) kurz vor dem Landebahnanfang auf dem Flughafen Lago Agrio (Ecuador) auf. Das Fahrwerk schlug gegen die Kante der Landebahn, wodurch die Benzintanks aufgerissen wurden. Der Treibstoff lief auf die heißen Bremsen und löste ein massives Feuer aus. Das Flugzeug wurde irreparabel beschädigt. Alle Insassen überlebten den Unfall.[777]

- Im Jahr 1969 (genaues Datum unbekannt) verunglückte eine Douglas DC-3/C-47B-35-DK der Saudi Arabian Airlines (HZ-AAR) in Saudi-Arabien. Dabei wurde das Flugzeug irreparabel beschädigt. Weitere Einzelheiten sind nicht bekannt.[778]

- Im Jahr 1969 (genaues Datum unbekannt) wurde eine Iljuschin Il-14 der chinesischen CAAC (B-618) in Nanchang (China) irreparabel beschädigt. Über Personenschäden ist nichts bekannt.[779]

- 2. Januar – Eine Douglas DC-3/C-47A-10-DDK der taiwanischen China Airlines (B-309) geriet im Sinkflug auf den Flughafen Kaohsiung (Taiwan) in einen sehr starken Abwind, kollidierte mit Bäumen und schlug in einer Höhe von 6420 Fuß (1950 Metern) in die Bergflanke des Mount Paku ein. Alle 24 Insassen, fünf Besatzungsmitglieder und 19 Passagiere, kamen ums Leben.[780]

- 5. Januar – Eine Boeing 727-113C der Ariana Afghan Airlines (YA-FAR) wurde beim nächtlichen Landeanflug auf den Flughafen London-Gatwick in den Boden geflogen (Controlled flight into terrain). In starkem Nebel mit 100 Meter Sicht wurde der Anflug begonnen, obwohl die vorgeschriebene Mindestsicht 400 Meter betrug. Die aus Frankfurt kommende Maschine unterschritt den Gleitpfad des Instrumentenlandesystems und wurde nicht mehr rechtzeitig abgefangen. Sie schlug etwa 2,5 Kilometer vor der Landebahn auf und zerbrach, wobei 48 der 62 Menschen an Bord sowie zwei Personen am Boden ums Leben kamen.[781]

- 6. Januar – Eine Convair 580 der US-amerikanischen Allegheny Airlines (N5825) wurde während des Landeanflugs in Bradford, Pennsylvania (USA) bei schlechter Sicht in den Boden geflogen. Durch diesen CFIT (Controlled flight into terrain) wurden 11 der 28 Insassen getötet.[782]

- (A) 13. Januar – Eine Douglas DC-8-62 der SAS Scandinavian Airlines (LN-MOO) wurde während des Landeanflugs in die Santa Monica Bay, Los Angeles, Kalifornien (USA) ins Meer geflogen. Von den 45 Menschen an Bord wurden 15 getötet, 30 konnten gerettet werden (siehe auch Scandinavian-Airlines-System-Flug 933).[783]

- 14. Januar – Die Piloten einer BAC-111-201AC der British United Airways (G-ASJJ) auf dem Weg nach London-Gatwick brachen am Flughafen Mailand-Linate (Italien) den Start ab, nachdem die Maschine schon abgehoben hatte. Das Flugzeug wurde zerstört, aber alle 7 Besatzungsmitglieder und 26 Passagiere überlebten.[784]

- 16. Januar – Eine Douglas DC-3/C-47A-90-DL der US-amerikanischen CIA-Fluggesellschaft Air America (CIA 949) wurde bei schlechtem Wetter 29 Kilometer südöstlich vom Abflughafen Hue (Südvietnam) in einen Berg geflogen. Die Unfallstelle lag 36 Kilometer nordwestlich des Militärflugplatzes Da Nang, wohin der kurze Flug führen sollte. Bei diesem CFIT (Controlled flight into terrain) wurden alle 12 Insassen, drei Besatzungsmitglieder und 9 Passagiere getötet.[785]

- (A) 18. Januar – Eine Boeing 727-22C der US-amerikanischen United Airlines (N7434U) stürzte 20 Kilometer westlich des Startflughafens Los Angeles mit einem kompletten nächtlichen Instrumentenausfall in die Santa Monica Bay. Das Flugzeug war seit drei Tagen mit einem defekten Generator Nr. 3 betrieben worden, was jedoch zulässig war. Etwa 90 Sekunden nach dem Start ertönte die Feuerwarnung für Triebwerk Nr. 1, welches daraufhin korrekt abgestellt wurde. Kurz danach fiel der verbliebene Generator Nr. 2 aus, und das elektrische Standby-System kam nicht in Gang. Während des Instrumentenausfalls stürzte die Maschine in den Pazifik. Dabei kamen alle 38 Personen an Bord ums Leben (siehe auch United-Air-Lines-Flug 266).[786]

- 1. Februar – Eine Curtiss C-46A-1-CK Commando der bolivianischen Bolivian Air System (CP-745) verunglückte am Flugplatz Reyes (Bolivien). Das Flugzeug wurde irreparabel beschädigt. Über Personenschäden liegen keine Informationen vor.[787]

- 2. Februar – Mit einer Vickers 794D Viscount der Türk Hava Yollari – THY (TC-SET) wurde beim Landeanflug auf den Flughafen Ankara-Esenboğa zu tief angeflogen; sie kollidierte mit einem Strommast, stürzte ab und fing Feuer. Alle 26 Insassen überlebten den Unfall.[788]

- 3. Februar – Eine Curtiss C-46A-40-CU Commando der US-amerikanischen Carolina Aircraft Corp. (N5133B) musste nahe dem Zielflughafen Manaus/Ponta Pelada (Brasilien) im Rio Negro notgewassert werden, da der Treibstoff ausgegangen war. Beide Piloten, die einzigen Insassen auf dem Frachtflug, überlebten den Unfall.[789]

- 4. Februar – Eine Convair CV-440 der jugoslawischen JAT – Jugoslovenski Aerotransport (YU-ADL) verunglückte bei der Landung auf dem Flughafen Titograd (Jugoslawien). Alle Insassen überlebten. Das Flugzeug wurde zerstört.[790]

- 5. Februar – Eine Lockheed L-1649A Starliner der US-amerikanischen Six-T Ranch Corp. (N7324C) streifte beim Start zu einem nächtlichen Schmuggelflug vom Flughafen Paramaribo/Zanderij (Surinam) Bäume. Eine Tragflächenvorderkante wurde beschädigt und das Triebwerk Nr. 2 (links innen) fing Feuer. Die Besatzung schaffte es, zum Flughafen zurückzukehren und verließ dort die mit Zigaretten und Verbrauchsgütern beladene Maschine. Alle Insassen überlebten den Unfall.[791]

- 12. Februar – Eine Noratlas des Lufttransportgeschwaders 61 (52+57) stürzte nach dem Start vom Fliegerhorst Erding in Emling auf ein Wohnhaus. Zehn Soldaten und ein zweijähriges Kind, das sich im Haus aufhielt, wurden dabei getötet; drei Flugzeuginsassen überlebten.[792][793]

- 13. Februar – Eine Curtiss C-46D Commando der kolumbianischen Aeropesca Colombia (HK-683) schlug beim Start vom Flughafen Bogotá-El Dorado (Kolumbien) 1600 Meter hinter dem Startbahnende im Gelände auf. Die überladene Frachtmaschine war nur auf knapp 100 Meter Höhe gestiegen, bevor sie in einen Sinkflug überging und in einer Höhe von rund 2400 Metern über dem Meeresspiegel (8400 Fuß) wieder zu Boden sank. Alle vier Insassen überlebten. Das Flugzeug wurde irreparabel beschädigt.[794]

- 18. Februar – Eine Douglas DC-3/C-49J der US-amerikanischen Hawthorne Nevada Airlines (N15570) wurde in einer Höhe von 3587 Metern etwa 20 Kilometer westlich von Lone Pine (Kalifornien) (USA) in die Ostflanke des Mount Whitney geflogen. Die Piloten waren von der vorgeschriebenen Strecke abgewichen und trotz schlechten Wetters in Instrumentenflugbedingungen weiter nach Sichtflugregeln geflogen. Bedingt durch eine dicke Schneedecke und oft weiterhin sehr schlechte Wetterbedingungen wurde das Wrack trotz intensiver Suche auf 426 Flügen erst am 8. August gefunden. Bei der Suche verunglückten ein Hubschrauber und ein Leichtflugzeug, in beiden Fällen ohne Todesopfer. Durch diesen CFIT (Controlled flight into terrain) wurden alle 35 Insassen, drei Besatzungsmitglieder und 32 Passagiere, getötet. Es war der schwerste Flugunfall einer DC-3 in den USA.[795][796]

- 18. Februar – Eine Douglas DC-3/C-47A-10-DK der Indian Airlines (VT-CJH) beim Start vom Flughafen Jaipur (Indien) kurz vor dem Abheben nach links. Die Maschine hob ab, berührte aber dann wieder links von der Startbahn den Boden und wurde irreparabel beschädigt. Das Flugzeug war überladen und der Schwerpunkt lag zu weit hinten. Der Start wurde vom Ersten Offizier mit Rückenwind und Seitenwind durchgeführt. Alle 30 Insassen, vier Besatzungsmitglieder und 26 Passagiere, überlebten den Unfall.[797]

- 20. Februar – Eine Vickers Viscount 736 der British Midland Airways (G-AODG) wurde auf dem Flughafen East Midlands (Vereinigtes Königreich) so hart gelandet, dass das Bugfahrwerk brach und der Rumpf aufriss. Durch diese Landung bei Schneefall wurde das Flugzeug irreparabel beschädigt. Alle 53 Insassen, fünf Besatzungsmitglieder und 48 Passagiere, überlebten.[798]

- (A) 24. Februar – Eine Handley Page Herald der taiwanischen Far Eastern Air Transport (FEAT) (B-2009) verunglückte auf dem Flug von Kaohsiung nach Taipeh bei einer missglückten Notlandung in der Nähe von Tainan. Alle 32 Passagiere und die vier Besatzungsmitglieder kamen ums Leben (siehe auch Far-Eastern-Air-Transport-Flug 104).[799]

- 5. März – Eine De Havilland DH.114 Prinair Heron 2B der puerto-ricanischen Prinair (N563PR) kollidierte mit einer Anhöhe in den Sierra de Luquillo-Bergen, 24 Kilometer südöstlich des Flughafens San Juan (Puerto Rico). Durch diesen CFIT (Controlled flight into terrain) wurden alle 19 Insassen getötet, zwei Besatzungsmitglieder und 17 Passagiere. Die Piloten hatten durch einen in Ausbildung befindlichen Fluglotsen eine um 21 Kilometer falsche „Radarposition“ mitgeteilt bekommen und weitere Anweisungen zum Anflug erhalten.[800]

- 9. März – Eine Douglas DC-4 der US-amerikanischen Continental Air Transport (N3821) verschwand spurlos auf dem Weg vom Flughafen Halifax (Nova Scotia, Kanada) zum Flughafen Santa Maria (Azoren). Alle 3 Besatzungsmitglieder kamen ums Leben, die einzigen Insassen auf dem Frachtflug.[801]

- (A) 16. März – Eine durch VIASA von der venezolanischen Avensa geleaste Douglas DC-9-32 (YV-C-AVD) mit 84 Menschen an Bord stürzte bei Maracaibo, Venezuela in einen Vorort, wobei alle Insassen sowie 71 Menschen am Boden starben (insgesamt 155); 100 weitere wurden verletzt. Die Maschine hatte beim Start kaum Höhe gewinnen können (siehe auch VIASA-Flug 742).[802]

- 19. März – Eine Douglas DC-3/C-47A der Yemen Airlines (4W-AAS) stürzte kurz nach dem Start vom Flughafen Taʿizz (Nordjemen) ab. In etwa 200 Metern Höhe ging die Maschine in einen Sturzflug über, schlug auf dem Boden auf und explodierte. Bei der vorausgegangenen Reparatur war das Trimmruder der Höhenruder-Trimmung verkehrt herum angeschlossen worden, wodurch es zum Kontrollverlust kam. Alle 4 Besatzungsmitglieder, die einzigen Insassen, wurden getötet.[803]

- (A) 20. März – Eine Iljuschin Il-18D der ägyptischen United Arab Airlines (SU-APC), aus Dschedda (Saudi-Arabien) kommend, verunglückte beim Landeanflug auf den Flughafen Assuan und ging in Flammen auf. Dabei kamen 100 Personen ums Leben, nur fünf Passagiere überlebten. Zum Unfallzeitpunkt betrug die Sicht nur etwa zwei bis drei Kilometer. Beim Anflug im Sandsturm auf den schlecht ausgerüsteten Flughafen flogen die Piloten unter die Entscheidungshöhe, auch bedingt durch ihre starke Übermüdung aufgrund überlanger Dienstzeiten ohne geeignete Ruhezeiten (siehe auch Flugunfall einer Iljuschin Il-18 der United Arab Airlines bei Assuan).[804]

- 20. März – Eine Douglas DC-3-216 der US-amerikanischen Avion Airways (N142D) wurde bei dichtem Nebel im Anflug auf den Flughafen New Orleans (USA) extrem hart auf der Landebahn aufgesetzt, prallte ab und schlug 940 Meter weiter erneut auf den Boden auf. Das Flugzeug überschlug sich und fing Feuer. Die Landebahnsicht betrug nur 180 Meter statt des vorgeschriebenen Minimums von 730 Metern. Durch diesen CFIT (Controlled flight into terrain) wurden von den 27 Insassen 16 getötet, alle drei Besatzungsmitglieder und 13 Passagiere.[805]

- 20. März – Eine Vickers Viscount 815 der British Midland Airways (G-AVJA) stürzte am Flughafen Manchester (Vereinigtes Königreich) ab. Die Maschine war auf einem Positionierungsflug nach Edinburgh, wobei kurz nach dem Abheben das Triebwerk 4 (rechts außen) zu Trainingszwecken abgestellt wurde. Das Flugzeug drehte sich scharf nach rechts, die Kontrolle ging verloren und es stürzte in Rückenlage zu Boden. Von den vier Insassen wurden 3 getötet.[806]

- 26. März – Eine Lockheed L-1649A Starliner der US-amerikanischen Trans American Leasing Inc (N7311C) befand sich auf einem Frachtflug mit Zigaretten von Lima nach Montevideo. Während des Reiseflugs entstanden Probleme mit dem Triebwerk Nr. 2 (links innen), bald darauf fing Triebwerk Nr. 1 (links außen) Feuer. Auf Vorschlag des Fluglotsen von Arica wurde eine Notlandung auf einer 600 Meter langen Notfallpiste bei Colchane (Chile) durchgeführt. Das Flugzeug wurde irreparabel beschädigt. Alle drei Besatzungsmitglieder, die einzigen Insassen auf dem Frachtflug, überlebten den Unfall. Es war der letzte Totalschaden einer Starliner.[807]

- 28. März – Mit einer Douglas DC-3/C-47A-1-DK der Belgian International Air Services (BIAS) (OO-SBH), betrieben für die libysche Linair, kam es 155 Kilometer östlich der Oase Jikharra (Libyen) zu einer Bauchlandung in der libyschen Wüste. Nähere Einzelheiten sind derzeit nicht verfügbar. Alle 17 Insassen überlebten den Unfall. Das Flugzeug wurde irreparabel beschädigt.[808]

- (A) 2. April – Eine Antonow An-24 der polnischen LOT (SP-LTF) auf dem Flug von Warschau nach Krakau kollidierte in der Nähe Zawoja mit dem Hang des Berges Polica (Westkarpaten). Alle 53 Personen am Bord starben (siehe auch LOT-Flug 165).[809][810][811]

- 2. April – Eine Curtiss C-46F-1-CU Commando der US-amerikanischen Firma Islands of the Bahamas Inc. (N3914) stürzte 3 Kilometer nordwestlich des Flughafens Nassau (Bahamas) ins Meer. Es wird angenommen, dass an Bord ein Brand ausgebrochen war. Beide Piloten, die einzigen Insassen auf dem Frachtflug, kamen ums Leben.[812]

- 2. April – Eine geparkte Douglas DC-6B der Air Vietnam (XV-NUC) wurde auf dem damaligen Flugplatz von Huế, Südvietnam, zerstört. Personen kamen dabei offenbar nicht zu Schaden.[813]

- (A) 7. April – Kurz nach dem Start einer Vickers Viscount 757 der Air Canada (CF-THK) vom Flughafen Sept-Îles brach ein Feuer im linken Hauptfahrwerksschacht aus. Den Piloten gelang es, mit der Maschine zum Flughafen zurückzufliegen, jedoch ließ sich wegen des Feuers das Triebwerk Nr. 1 nicht abstellen und die Bremsen des linken Hauptfahrwerks versagten. Die Evakuierung wurde vorgenommen, während die Maschine rechts herum im Kreis rollte. Bei der Evakuierung stürzte eine Passagierin, wurde von der Maschine überrollt und kam ums Leben. Die übrigen 20 Insassen der Maschine überlebten den Zwischenfall (siehe auch Flugunfall einer Vickers Viscount der Air Canada bei Sept-Îles).[814]

- 10. April – Eine von der ägyptischen United Arab Airlines (heute Egypt Air) betriebene Douglas DC-3/C-47A-90-DL der Ethiopian Airlines (ET-AAQ) wurde auf dem Weg von Asmara zum Kairo abgeschossen, nachdem sie in ein Luftsperrgebiet geflogen wurde. Zuvor hatte die Besatzung gemeldet, dass sie die Signale des Ungerichteten Funkfeuers des Kairoer Flughafens nicht empfangen konnte und das Flugzeug nicht über einen Empfänger für Drehfunkfeuer verfügte. Die Maschine stürzte 3 Kilometer südlich von Sues ab. Alle 3 Besatzungsmitglieder dieses Frachtfluges kamen ums Leben.[815]

- 14. April – Eine Douglas DC-3A der brasilianischen Cruzeiro do Sul (PP-CBZ) wurde auf dem Flughafen Santa Isabel do Rio Negro-Tapuruquara (Brasilien) irreparabel beschädigt. Über Personenschäden ist nichts bekannt.[816]

- 16. April – Eine Curtiss C-46 Commando der in Liechtenstein registrierten WIGMO (9T-PLJ ?) stürzte beim Versuch, zum Startflughafen Leopoldville-Ndjili in Leopoldville (heute Kinshasa) (Kongo) zurückzukehren, in den Fluss Kongo. Die Piloten hatten kurz nach dem Start Probleme mit dem Fahrwerk gemeldet. WIGMO war eine durch die US-amerikanische Central Intelligence Agency (CIA) betriebene Tarnfirma. Alle 45 Insassen, drei Besatzungsmitglieder und 42 Passagiere, kamen ums Leben.[817]

- 21. April – Eine Fokker F-27-200 der Indian Airlines (VT-DOJ) geriet in der Nähe von Khulna (Ostpakistan) in ein Gebiet mit heftigen Böen und starken Abwärtsströmungen. Die Piloten verloren bei starkem Fallwind die Kontrolle über das Flugzeug, welches abstürzte. Alle 44 Insassen, vier Besatzungsmitglieder und 40 Passagiere, kamen ums Leben.[818]

- 1. Mai – An einer Canadair CL-44D4-2 der US-amerikanischen Mobil Oil (N446T) brach bei der Landung auf dem Flughafen Anchorage (Alaska, USA) das rechte Fahrwerksbalken-Drehgestell. Die rechte Tragfläche und die Triebwerke Nr. 3 und 4 schlugen auf der Landebahn auf. Die Maschine schleuderte nach rechts ins Gras, wobei die rechte Tragfläche abriss. Die Maschine geriet in Brand. Alle vier Insassen, drei Besatzungsmitglieder und ein Passagier, die einzigen Insassen auf dem Frachtflug, überlebten den Unfall.[819]

- 1. Mai – Eine geparkte Douglas DC-4/C-54B-1-DC der Air Vietnam (F-BELL) wurde auf dem Flughafen Saigon (Südvietnam) durch einen Brand zerstört. Das Flugzeug war von Air France geleast. Personen kamen nicht zu Schaden.[820]

- 7. Mai – Eine Douglas DC-6A/C der schweizerischen Balair (HB-IBT) stürzte 11 Kilometer vor der verdunkelten Urwaldpiste Uli Airstrip (Biafra) ab. Das Flugzeug und mehr als 10 Tonnen Lebensmittel und Hilfsgüter verbrannten. Die Maschine kam als Hilfsflug im Auftrag des Internationalen Komitees vom Roten Kreuz (IKRK) aus Cotonou. Alle 4 Besatzungsmitglieder, die einzigen Insassen auf dem Frachtflug, kamen ums Leben.[821]

- 7. Mai – Eine Curtiss C-46F-1-CU Commando der US-amerikanischen Flying W Airways (N1243N) verunglückte beim Start vom Medford-Flying W Airport (New Jersey, USA). Die Piloten hatten versucht, zu früh abzuheben, um nicht mit geparkten Flugzeugen zu kollidieren. Stattdessen verloren sie die Kontrolle über das Flugzeug; die Maschine streifte Bäume und stürzte ab. Anscheinend war das Spornrad vor dem Start nicht verriegelt worden. Beide Piloten, die einzigen Insassen auf dem Frachtflug, wurden getötet.[822]

- 8. Mai – Eine Convair CV-240-6 der Líneas Aéreas Paraguayas (ZP-CDN) wurde auf dem Flughafen Asunción (Paraguay) durch eine Pilatus PC-6 gerammt, die gerade abgehoben hatte und mit hoher Geschwindigkeit nach links abkippte. Die Convair geriet auf der rechten Seite in Brand und wurde irreparabel beschädigt. In ihr kamen keine Personen zu Schaden. In der abgestürzten PC-6 wurden allerdings zwei der vier Insassen getötet.[823]

- 8. Mai – Mit einer Boeing C-97G Stratofreighter der skandinavischen Nordchurchaid (N52679) kam es auf dem Uli Airstrip (Biafra) zu einer Bauchlandung. Das Flugzeug wurde irreparabel beschädigt. Alle Insassen überlebten den Unfall.[824]

- 23. Mai – Die Piloten einer Douglas DC-3/C-47A der Union of Burma Airways (XY-ACR) verloren im Anflug auf den Flughafen Lashio (Birma) plötzlich die Kontrolle über die Maschine. Diese stürzte aus einer Höhe von etwa 300 Metern nahezu senkrecht zu Boden. Alle 6 Insassen, 4 Besatzungsmitglieder und 2 Passagiere, kamen ums Leben. Das Flugzeug wurde zerstört. Wahrscheinlich wurde der Kontrollverlust durch ein asymmetrisches Ausfahren der Landeklappen ausgelöst.[825]

- 23. Mai – An einer Curtiss C-46F-1-CU Commando der US-amerikanischen Kimex Inc. (N1247N) fiel im Reiseflug das Triebwerk Nr. 2 (rechts) aus. Beim Versuch der Landung auf dem Flughafen Barcelona (Venezuela) verunglückte das Flugzeug. Von den vier Insassen auf dem Frachtflug kam eines der beiden Besatzungsmitglieder ums Leben.[826]

- 24. Mai – Eine Fokker F-27-600 der italienischen Aero Trasporti Italiani (ATI) (I-ATIT) verunglückte von Rom kommend bei der Landung auf dem Flughafen Reggio Calabria. Beide Pilotensitze waren von auszubildenden Flugzeugführern besetzt, während der Ausbildungskapitän dahinter auf dem Jumpseat saß. Die Maschine schlug vor der Landebahn auf, das Fahrwerk brach zusammen und das Flugzeug stürzte auf die Landebahn 15. Bei dem Unfall kam ein Passagier ums Leben, die anderen 35 Insassen überlebten den Unfall. Das erst ein Jahr alte Flugzeug wurde zerstört.[827]

- 24. Mai – Eine Douglas DC-4 der nigerianischen Pan African Airlines (N9982H) wurde auf dem Flughafen Benin City (Nigeria) bei einem Luftangriff durch ein Kleinstflugzeug des Typs Malmö Flygindustri MFI-9 zerstört. Die angreifende Maschine wurde eingesetzt, um die Transportflugzeuge der Hungerhilfe während des Biafra-Krieges zu schützen. Personen kamen nicht zu Schaden.[828]

- 28. Mai – Eine Douglas DC-4/C-54A-15-DC der französischen Air France, betrieben für die französische Post Centre d'Exploitation Postal (F-BFCP), verließ während des Starts vom Flughafen Paris-Orly (Frankreich) bei einer Geschwindigkeit von 60 Knoten (112 km/h) die Startbahn nach rechts. Trotzdem wurde der Start noch weitere 600 Meter fortgesetzt, bis das Flugzeug nach Kollisionen mit mehreren Hindernissen zum Stillstand kam. Der Flugingenieur hatte die Tankwahlschalter auf „Halb“ gestellt, da dies in den anderen DC-4 der Air France der Stellung „Voll auf“ entsprach. Alle drei Besatzungsmitglieder überlebten den Unfall. Das Flugzeug wurde irreparabel beschädigt.[829]

- 2. Juni – Eine Douglas DC-6 der isländischen Flughjalp (TF-AAE) wurde auf dem Uli Airstrip (Biafra) durch einen Raketenangriff der nigerianischen Luftwaffe so stark beschädigt, dass sie nach einer mühsamen Überführung zum Flughafen São Tomé am Folgetag dort verschrottet werden musste.[830] Personen kamen nicht zu Schaden.[831]

- 4. Juni – Eine Boeing 727-64 der Mexicana (XA-SEL) wurde im Anflug auf den Flughafen Monterrey 23 Kilometer nordwestlich davon gegen einen Berg geflogen (CFIT, Controlled flight into terrain). Alle 79 Menschen an Bord wurden getötet.[832]

- 5. Juni – Eine vom Schwedischen Roten Kreuz gecharterte Douglas DC-7B (SE-ERP) wurde in der Nähe von Eket, Nigeria, durch eine nigerianische MiG-17 abgeschossen. Die DC-7 war im Rahmen der Hungerhilfe während des Biafra-Krieges auf dem Weg zur Urwaldpiste Uli Airstrip (Biafra), um Hilfsgüter dorthin zu fliegen. Die vierköpfige Besatzung wurde getötet.[833]

- (A) 20. Juni – Eine Beechcraft Model 99 der US-amerikanischen Cascade Airways (N2550A) stürzte unmittelbar nach dem Start vom Pasco-Tri Cities Airport im US-Bundesstaat Washington ab. Als Unfallursachen wurden ein in die Endstellung nach oben vertrimmtes Flettner-Ruder festgestellt, sowie der Umstand, dass der Sitz des Kapitäns nicht arretiert war und beim Start nach hinten in die Endstellung rutschte. Beide Piloten, die einzigen Insassen der Maschine, kamen ums Leben. Es handelte sich um den ersten tödlichen Zwischenfall mit einer Beechcraft Model 99 (siehe auch Flugunfall der Cascade Airways 1969).[834]

- 23. Juni – An einer Aviation Traders ATL-98 Carvair der Dominikanischen Dominicana de Aviación (HI-168) kam es unmittelbar nach dem Abheben vom Flughafen Miami (Florida, USA) zu starker Rauchentwicklung aus den Triebwerken Nr. 2 (links innen) und Nr. 4 (rechts außen). Beim Versuch der Rückkehr stürzte die Maschine in einer Kurve aus rund 90 Metern Höhe ab und schlug etwa 1,5 Kilometer vom Flughafen entfernt in Gebäude ein. Alle 4 Besatzungsmitglieder, die einzigen Insassen auf dem Frachtflug, wurden getötet. Außerdem kamen 6 Menschen am Boden ums Leben. Das Flugzeug wurde zerstört.[835]

- 24. Juni – Eine Convair CV-880 der Japan Airlines (JA8028) verunglückte auf einem Trainingsflug bei Moses Lake (Washington) während eines simulierten Triebwerksausfalls beim Start. Drei der fünf Menschen an Bord kamen ums Leben.[836]

- 25. Juni – Bei einer Antonow An-12 der sowjetischen Aeroflot (CCCP-11380) brach während der Landung auf dem Flughafen Mirny (Sowjetunion) das rechte Hauptfahrwerk ab. Das Flugzeug wurde irreparabel beschädigt. Alle Insassen überlebten den Unfall.[837]

- 27. Juni – An einer Vickers Viscount 754D der US-amerikanischen Aloha Airlines (N7410) versagte während des Rollens auf dem Flughafen Honolulu zum Start das Hydrauliksystem für Bremsen und Bugradsteuerung. Daraufhin kollidierte sie mit einer geparkten Douglas DC-9-31 (N906H) der Hawaiian Airlines. Die Viscount wurde irreparabel beschädigt, die DC-9 konnte repariert werden. Hauptursache waren Wartungsfehler.[838]

- 28. Juni – Eine Douglas DC-4/C-54A-15-DC der simbabwischen Affretair (TR-LNV) verunglückte beim Startversuch von der Urwaldpiste Uli Airstrip (Biafra). Die DC-4 war im Rahmen der Hungerhilfe während des Biafra-Krieges dort gelandet, um Hilfsgüter dorthin zu fliegen. Über Personenschäden ist nichts bekannt.[839]

- 29. Juni – Eine auf dem Flughafen Gran Canaria abgestellte Douglas DC-7C der spanischen Trabajos Aéreos y Enlaces (TAE) (EC-BEO) geriet in Brand. Die Maschine wurde durch das Feuer zerstört.[840]

- Im Juli 1969 (genaues Datum unbekannt) wurde eine Douglas DC-4/C-54A-DO der französischen Air Fret (F-OCNU) auf der Urwaldpiste Uli Airstrip (Biafra) am Boden zerstört. Die DC-4 war im Rahmen der Hungerhilfe während des Biafra-Krieges dort gelandet, um Hilfsgüter dorthin zu fliegen. Über Personenschäden ist nichts bekannt.[841]

- (A) 6. Juli – Eine Beechcraft 99 US-amerikanischen Air South (N844NS) stürzte zehn Kilometer nordwestlich von Monroe (Georgia) ab. In ihrer Reiseflughöhe von 7.000 ft begann die Höhenrudertrimmung, die Höhenflosse bis zum Anschlag (Full-Nose-Down-Position) zu vertrimmen. Die Kraft beider Piloten reichte nicht dafür aus, die extrem vertrimmte Stellung der Höhenflosse mit dem Steuerhorn zu überwinden und die Maschine abzufangen. Das Flugzeug ging in einen Sturzflug über; beide Tragflächen brachen ab, bevor das Flugzeug nahezu senkrecht in den Boden einschlug. Die Ursache für das Fehlverhalten der Trimmung konnte nicht ermittelt werden; der Bericht bezeichnete aber die Konstruktion des gesamten Steuersystems als förderlich für den Kontrollverlust. Bei dem Unfall wurden alle 12 Passagiere und die beiden Besatzungsmitglieder getötet (siehe auch Air-South-Flug 168).[842][843]

- 11. Juli – Eine am Flughafen Le Touquet geparkte Bristol 170 Mk.32 der französischen Compagnie Air Transport (F-BLHH) wurde durch einen Flughafenbagger gerammt und derart beschädigt, dass die Maschine abgeschrieben werden musste. Personen kamen nicht zu Schaden.[844][845]

- 12. Juli – Eine Douglas DC-3D der Royal Nepal Airlines (9N-AAP) wurde nahe Hetauda (Nepal) in einer Höhe von 7300 Fuß (2225 Metern) in eine wolkenverhangene Bergkette geflogen. Durch diesen CFIT (Controlled flight into terrain) wurden alle 35 Insassen getötet, vier Besatzungsmitglieder und 31 Passagiere.[846]

- (A) 15. Juli – Eine De Havilland Canada DHC-6-200 Twin Otter der New York Airways (N558MA) verunglückte unmittelbar nach dem Start vom John F. Kennedy International Airport. Das Maschine war in die Wirbelschleppe eines zuvor gestarteten Verkehrsflugzeugs des Typs Boeing 707 geraten. Drei der 14 Insassen kamen ums Leben (siehe auch New-York-Airways-Flug 901).[847]

- 15. Juli – Eine Hawker Siddeley HS 748-105 der Aerolíneas Argentinas (LV-IEV) wurde auf dem Flughafen Bahía Blanca (Argentinien) bei nur 200 Metern Sicht weit unterhalb der vorgeschriebenen Mindestwetterbedingungen angeflogen. Der Kapitän setze die Maschine 25 Meter vor und 200 Meter rechts neben der Landebahn ins Gelände. Das Flugzeug wurde zerstört. Dennoch überlebten alle 39 Insassen den Unfall, vier Besatzungsmitglieder und 35 Passagiere.[848]

- 16. Juli – Eine mit Maschinen beladene Lockheed L-100 Hercules der kanadischen Pacific Western Airlines (CF-PWO) landete bei dunstigem oder nebligem Wetter auf dem Flugplatz in Caycaya (oder Cayaya, Caucaya) (Peru). Die rechte Tragfläche schlug auf dem Boden auf und brach ab, das Flugzeug geriet nach rechts von der Landebahn ab. Alle Besatzungsmitglieder des Frachtflugs überlebten. Außer Pilotenfehlern wurde auch das Fehlen von Flugsicherung und fest installierten Landehilfen als Ursachen aufgeführt.[849][850][851]

- 23. Juli – Beide Motoren einer Douglas DC-3/C-47-DL der Air Djibouti (F-OCKT) wurden durch mehrfachen Vogelschlag von Kranichen demoliert, als in 300 Fuß (100 Metern) Höhe geflogen wurde. Den Piloten gelang eine Notwasserung vor der dschibutischen Küste, 14,5 Kilometer westnordwestlich von Khor Ambadu und 29 Kilometer westnordwestlich des Zielflughafens Dschibuti. Alle 4 Insassen, zwei Besatzungsmitglieder und zwei Passagiere, überlebten den Unfall.[852]

- 26. Juli – Im Elektroraum einer Sud Aviation Caravelle 6N der Air Algérie (7T-VAK) brach während eines Charterfluges von Marseille nach Hassi Messaoud (Algerien) ein Feuer aus. Die Piloten versuchten, den Flughafen von Biskra für eine Notlandung zu erreichen. Jedoch kam es bei Ain Naga, 45 Kilometer ostsüdöstlich von Biskra, zu einer Bruchlandung und dem Brand des Flugzeuges. Von den 37 Insassen überlebten je nach Quelle 2, 3 oder 4 der Besatzungsmitglieder. Alle 30 Passagiere sowie 3 (oder 4 bzw. 5) der Besatzungsmitglieder kamen ums Leben.[853][854]

- 26. Juli – Auf einem Frachtflug brach bei einer Landung auf dem Flughafen London-Gatwick (England) das Bugfahrwerk einer Airspeed Ambassador (G-ALZR) der britischen BKS Air Transport. Aufgrund der Schadenshöhe wurde die Maschine als Totalverlust abgeschrieben; die acht an Bord befindlichen Personen wurden nicht verletzt.[855]

- (A) 26. Juli – Die Besatzung einer Boeing 707-331C der US-amerikanischen Trans World Airlines simulierte auf einem Trainingsflug am Atlantic City International Airport einen Triebwerksausfall, indem Triebwerk Nr. 4 in den Leerlauf geschaltet wurde. Als bei Erreichen der Entscheidungsflughöhe ein Fehlanflug eingeleitet werden sollte, ließen sich weder die Landeklappen noch das Fahrwerk wieder einfahren. Die Besatzung schaltete die Hydrauliksysteme ab, ohne Triebwerk Nr. 4 wieder aktiviert zu haben. Sie verlor dabei die Kontrolle über die Maschine, welche nach rechts rollte und in einen Sinkflug überging. Das Flugzeug schlug auf dem Boden auf und ging in Flammen auf, die fünfköpfige Besatzung kam ums Leben (siehe auch Trans-World-Airlines-Flug 5787).[856]

- 3. August – Eine Antonow An-24 der sowjetischen Aeroflot (CCCP-46248) stürzte auf dem Flug von Dnipropetrowsk nach Winnyzja durch einen Propellerblattbruch kurz nach dem Start ab, wobei alle 55 Insassen starben.[857]

- 3. August – Eine Lockheed L-1049H Super Constellation der kanadischen Canairelief Air (CF-NAJ) kollidierte im Anflug auf den Uli Airstrip (Biafra) 15 Kilometer nördlich davon mit einer Hügelkette. Alle 4 Besatzungsmitglieder, die einzigen Insassen, kamen ums Leben. Mit der Maschine wurden Medizin und Lebensmittel transportiert.[858]

- 4. August – Eine Lockheed L-749A Constellation der US-amerikanischen Trans Southern Corp. (N120A) verunglückte beim Startversuch von einer Farmpiste bei Araçatuba (São Paulo (Bundesstaat), Brasilien). Die Maschine hatte auf einem Schmuggelflug 15 Tonnen Zigaretten und Tabak befördert und wurde bei dem Unfall zerstört. Alle fünf Besatzungsmitglieder überlebten den Unfall.[859][860]

- 9. August – Eine Lockheed L-1049G Super Constellation der französischen Catair (F-BGNC) verunglückte im Anflug auf den Flughafen Douala (Kamerun). Das Wrack wurde erst drei Tage später 80 Kilometer nordöstlich des Ziels aufgefunden. Alle 4 Besatzungsmitglieder des Frachtfluges kamen ums Leben.[861]

- 20. August – Eine Douglas DC-6 der Mexicana de Aviación (XA-MOO) wurde bei der Landung auf dem Flughafen Tuxtla Gutiérrez (Mexiko) irreparabel beschädigt. Über Personenschäden ist nichts bekannt.[862]

- 26. August – Die Piloten einer Hawker Siddeley HS 748-231 der Sambischen Luftstreitkräfte (AF-601) verloren kurz nach dem Abheben vom Flughafen Lusaka (Sambia) die Kontrolle über das Flugzeug. Die Maschine stürzte aus 45 Metern Höhe ab und brannte aus. Von den vier Insassen wurden 3 getötet, ein Besatzungsmitglied und beide Passagiere.[863]

- 2. September – Bei einer Convair CV-240-1 der US-amerikanischen Hughes Tool Company (N8410H) wurde während der Landung auf dem Flugplatz Encampment A-A Ranch (Wyoming, USA) der Umkehrschub asymmetrisch betätigt. Dadurch scherte die Maschine seitlich aus und kam von der Landebahn ab. Als das Flugzeug unkontrolliert gegen die Kante des Parkbereichs rollte, brach das Fahrwerk zusammen und die Maschine wurde irreparabel beschädigt. Alle 16 Insassen, die beiden Besatzungsmitglieder und 14 Passagiere, überlebten den Unfall.[864]

- 6. September – Eine Curtiss C-46A-40-CU Commando der bolivianischen SANIA (CP-834) verunglückte auf dem Flugplatz Caranavi (Bolivien) und wurde dabei irreparabel beschädigt. Über Personenschäden liegen keine Informationen vor.[865]

- 8. September – Eine Douglas DC-3/C-47 der kolumbianischen SATENA (FAC-685-A) geriet in ein Gebiet heftiger Gewitter und stürzte bei Caño La Raya (Kolumbien) in bewaldetes Hügelgelände. Alle 35 Insassen, drei Besatzungsmitglieder und 32 Passagiere, kamen ums Leben.[866]

- 9. September – Eine Douglas DC-9-31 der US-amerikanischen Allegheny Airlines (N988VJ) kollidierte im Anflug auf den Indianapolis International Airport mit einer Piper PA-28 bei Shelbyville, Indiana (USA). Alle 83 Menschen starben, die 78 Passagiere und 4 Besatzungsmitglieder in der DC-9 und der Pilot der Piper.[867]

- 12. September – Eine BAC 1-11-402AP der Philippine Airlines (PI-C1131) wurde im Anflug auf den Flughafen Manila gegen einen Berg geflogen. Durch diesen CFIT (Controlled flight into terrain) wurden vier Besatzungsmitglieder und 41 Passagiere getötet, ein Passagier und ein Besatzungsmitglied überlebten den Unfall.[868]

- 14. September – Eine Douglas DC-3/C-47B-20-DK der brasilianischen Viação Aérea São Paulo (VASP) (PP-SPP) stürzte bei der Rückkehr zum Flughafen Londrina (Brasilien) ab. Fünfzig Minuten nach dem Start musste das linke Triebwerk abgestellt werden, woraufhin die Piloten zum Startflughafen zurückkehrten. Im Anflug auf die Landebahn 12 sollte durchgestartet werden, aber beim Gasgeben geriet das Flugzeug in eine scharfe Linkskurve und stürzte ab. Alle 20 Insassen, sechs Besatzungsmitglieder und 14 Passagiere, kamen ums Leben.[869]

- 17. September – Eine Convair CV-640 der kanadischen Pacific Western Airlines (CF-PWR) wurde beim Anflug auf den Flughafen Campbell River (Vancouver Island) drei Kilometer vom Ziel entfernt in einen Hügel geflogen. Grund war das Fliegen eines improvisierten, nicht zulässigen Anflugverfahrens in schlechtem Wetter. Bei diesem CFIT, Controlled flight into terrain, wurden von den 15 Insassen 4 getötet, je zwei Besatzungsmitglieder und Passagiere.[870]

- 20. September – Eine Douglas DC-4 der Air Vietnam (XV-NUG) befand sich auf einem Linienflug von Pleiku im Anflug auf den Flughafen Da Nang. Sie wurde von oben von einer McDonnell F-4 Phantom II der United States Air Force gerammt, die von einem Kampfeinsatz zurückkam. Die Linienmaschine stürzte in ein Feld. Von den 75 Insassen wurden 74 getötet, alle 5 Besatzungsmitglieder und 69 der 70 Passagiere, sowie 2 Bauern, die in einem Feld arbeiteten.[871]

- (A) 21. September – Eine Boeing 727-64 der Mexicana (XA-SEJ) schlug 1500 Meter vor der Landebahn am Flughafen Mexiko-Stadt auf, sprang wieder hoch und kollidierte mit einem Eisenbahndamm. Das Flugzeug war in korrekter Landekonfiguration. Die Ursache konnte nicht geklärt werden, da der Flugdatenschreiber seit Tagen nicht funktionierte und der Stimmenrekorder ohnehin ausgebaut war. Von den 118 Insassen kamen 27 ums Leben (siehe auch Mexicana-Flug 801).[872]

- 26. September – Eine Douglas DC-6B der Lloyd Aéreo Boliviano (CP-698) kollidierte in einer Höhe von ungefähr 4.700 Metern (15.500 Fuß) mit dem Berg Choquetanga (Quimsa Cruz), 176 Kilometer südöstlich von La Paz (Bolivien). Das Flugzeug war auf dem Weg von Santa Cruz de la Sierra zum Flughafen La Paz. An Bord befanden sich 16 Teammitglieder der Fußballmannschaft Club The Strongest. Alle 74 Insassen starben, fünf Besatzungsmitglieder und 69 Passagiere.[873]

- 26. September – Eine Boeing C-97G Stratofreighter der skandinavischen Nordchurchaid (N52676) kollidierte beim nächtlichen Anflug auf den Uli Airstrip (Biafra) mit Bäumen und stürzte ab. Alle 5 Besatzungsmitglieder, die einzigen Insassen auf dem Frachtflug, kamen ums Leben.[874]

- 12. Oktober – Eine Antonow An-10 der sowjetischen Aeroflot (CCCP-11169) wurde bei der Landung auf dem Flughafen Mirny (Sowjetunion) vor der verschobenen Landeschwelle auf der verschneiten Landebahn aufgesetzt. Dabei wurde das Flugzeug irreparabel beschädigt. Alle Insassen überlebten den Unfall.[875]

- 26. Oktober – Eine Vickers Viscount 833 der israelischen Arkia (4X-AVC) verunglückte bei der Landung während eines nächtlichen Trainingsfluges auf dem Flughafen Tel Aviv-Lod. Alle drei Piloten an Bord überlebten den Totalschaden.[876]

- 1. November – Eine Convair CV-440 der schwedischen Linjeflyg (SE-BSU) verunglückte während eines Ausbildungsflugs auf dem Flughafen Stockholm/Arlanda. Bei einem simulierten Triebwerksausfall geriet die Maschine außer Kontrolle; es kam zu einer Bruchlandung. Alle vier Piloten an Bord blieben unverletzt, aber das Flugzeug wurde zum wirtschaftlichen Totalschaden.[877]

- 2. November – Eine Douglas DC-6A der skandinavischen Joint Church Aid (LN-FOM) war gerade auf der Urwaldpiste Uli Airstrip (Biafra) gelandet, als der Flugplatz durch die nigerianische Luftwaffe bombardiert wurde. Die Maschine hatte 5 Tonnen Babynahrung und 6 Tonnen Fisch geladen; sie brannte samt ihrer Hilfsgüter vollständig aus. Alle 5 Insassen, drei Besatzungsmitglieder und zwei Passagiere, überlebten den Totalschaden.[878]

- 10. November – Eine Douglas DC-4-1009 der nigerianischen Pan African Airlines (N480G) wurde auf dem Flughafen Port Harcourt (Nigeria) bei einem Luftangriff durch ein Kleinstflugzeug des Typs Malmö Flygindustri MFI-9 zerstört. Die angreifende Maschine wurde eingesetzt, um die Transportflugzeuge der Hungerhilfe während des Biafra-Krieges zu schützen. Personen kamen nicht zu Schaden.[879]

- 19. November – Eine Tupolew Tu-134 der ungarischen Malév (HA-LBA) überrollte bei der Landung auf dem Flughafen Istanbul-Yeşilköy (Türkei) das Landebahnende. Das Fahrwerk brach zusammen, als das Flugzeug auf weichen Boden auflief. Der Navigator im Bug des Flugzeugs wurde verletzt. Alle Insassen, Besatzungsmitglieder und Passagiere, überlebten den Unfall.[880]

- (A) 20. November – Eine Vickers VC10 der Nigeria Airways (5N-ABD) verunglückte im Anflug auf den Flughafen Lagos, Nigeria. Alle 87 Menschen an Bord kamen ums Leben. Unfallursache war ein gesteuerter Flug ins Gelände (CFIT) (siehe auch Nigeria-Airways-Flug 825).[881]

- 27. November – Eine Hawker Siddeley 748-105 der Aerolíneas Argentinas (LV-HHI) setzte schon 3 Kilometer nördlich vom Flughafen Santa Rosa (Argentinien) auf dem Boden auf. Die Maschine, die sich auf einem nächtlichen Sichtanflug befand, rutschte noch 200 Meter weit, prallte gegen einen Zaun und landete in einer Weidekoppel. Sie wurde dann durch einen Brand zerstört. Alle 28 Insassen, vier Besatzungsmitglieder und 24 Passagiere, überlebten den Unfall.[882]

- 28. November – Eine Lockheed L-749A Constellation der Regierung von Biafra (5N-85H) stürzte in die algerischen Berge bei Oukaimeden an der algerisch-marokkanischen Grenze, nachdem drei der vier Triebwerke ausgefallen waren. Die Maschine war während des Biafra-Krieges auf dem Weg von Lissabon und/oder Faro über den Flughafen São Tomé zur Urwaldpiste Uli Airstrip (Biafra). Das Wrack wurde erst nach 8 Monaten, im Juli 1970, gefunden. Alle 8 Insassen, Besatzungsmitglieder und Passagiere, kamen ums Leben.[883][884]

- Dezember 1969: N10416 siehe (laut anderer Angabe) 14. November 1968

- 3. Dezember – Eine Boeing 707-328B der Air France (F-BHSZ) auf dem Weg von Santiago de Chile nach Paris stürzte kurz nach dem einer Zwischenlandung auf dem Flughafen Caracas folgenden Start etwa sechs Kilometer entfernt ins Meer. Alle 62 Menschen an Bord kamen ums Leben. Nach einem durchgesickerten Geheimbericht könnte sich eine Sprengladung im linken Hauptfahrwerkschacht befunden haben.[885]

- 8. Dezember – Eine intakte Douglas DC-6B der griechischen Olympic Airlines (SX-DAE) wurde 40 Kilometer südöstlich des Flughafens Athen-Ellinikon beim Anflug in einen Berg geflogen. Alle 90 Insassen wurden getötet, fünf Besatzungsmitglieder und 85 Passagiere. Unfallursache war ein gesteuerter Flug ins Gelände (CFIT). Mit 90 Todesopfern war es der schwerste Unfall einer DC-6.[886]

- 12. Dezember – Eine Curtiss C-46A-45-CU Commando der bolivianischen Transportes Aéreos Litoral (CP-800) verunglückte beim Start vom Flugplatz Corani (Bolivien). Das Flugzeug wurde irreparabel beschädigt. Über Personenschäden ist nichts bekannt.[887]

- 14. Dezember – Eine Hawker Siddeley HS 748-235 12A der brasilianischen VARIG (PP-VDQ) wurde im Anflug auf den Flughafen von Uberlândia (Brasilien) zu hoch angeflogen. Die Piloten starteten durch. Das Flugzeug stieg auf 150 Meter, ging jedoch plötzlich in den Sinkflug und eine Rechtskurve über. Etwa 1400 Meter hinter dem Landebahnende schlug die Maschine auf dem Boden auf. Alle neun Insassen, fünf Besatzungsmitglieder und vier Passagiere, überlebten den Unfall.[888]

- 17. Dezember – Eine Lockheed L-1049H Super Constellation der kanadischen Canairelief Air (CF-NAK) wurde auf dem Uli Airstrip (Biafra) von nigerianischen Kampfflugzeugen bombardiert, als gerade Medizin, Lebensmittel und andere Hilfsgüter entladen wurden. Dadurch wurden 5 einheimische Hilfskräfte getötet. Das Flugzeug wurde zerstört.[889]

- 17. Dezember – An einer Curtiss C-46A-45-CU Commando der argentinischen Austral Líneas Aéreas (LV-GEB) fiel in 90 Meter Höhe beim Start vom Flughafen Buenos Aires–Jorge Newbery (Argentinien) das Triebwerk Nr. 1 (links) aus, da die Tankwahlschaltung falsch vorgenommen worden war. Da die Höhe nicht gehalten werden konnte, musste eine Notlandung auf einem kleinen Sportplatz vorgenommen werden. Dabei wurde das Flugzeug irreparabel beschädigt. Beide Piloten, die einzigen Insassen auf dem Frachtflug, überlebten den Unfall.[890]

- 22. Dezember – In einer Douglas DC-6B der Air Vietnam (B-2005) kam es im Anflug auf den damaligen Flugplatz Nha Trang (Südvietnam) zu einer Explosion in der vor der linken Tragfläche gelegenen Toilette. Dadurch fiel das Hydrauliksystem aus, was zu einer Landung ohne Landeklappen mit hoher Geschwindigkeit führte. Nach dem Aufsetzen sprang das Flugzeug wieder hoch, überrollte nach dem zweiten Aufsetzen das Landebahnende und rammte einen Betonpfeiler sowie Unterkünfte. Die von einer taiwanischen Fluggesellschaft gemietete Maschine fing Feuer und brannte aus. Von den 77 Insassen kamen 10 Passagiere ums Leben, außerdem wurden 24 Menschen am Boden getötet.[891]

- 22. Dezember – Eine Vickers Viscount 815 der luxemburgischen Luxair (LX-LGC) verunglückte bei der Landung auf dem Flughafen Luxemburg. Die aus Frankfurt kommende Maschine geriet von der rutschigen Landebahn ab, woraufhin das Bugfahrwerk zusammenbrach und das Flugzeug irreparabel beschädigt wurde. Alle Insassen überlebten.[892]

- 27. Dezember – Eine Fokker F-27-500 der dänischen Maersk Air (OY-APB) verunglückte auf einem Ausbildungsflug 500 Meter westlich des Flughafens Bornholm (Dänemark). Bei einem simulierten Triebwerksausfall nach dem Start geriet das Flugzeug teilweise außer Kontrolle, streifte einige Büsche 270 Meter hinter dem Ende der Startbahn 29, wurde dann auf dem steinigen Strand aufgesetzt und rutschte bis in 2 Meter tiefes Wasser. Die erst 18 Tage alte Maschine wurde irreparabel beschädigt. Alle vier Piloten, die einzigen Insassen, überlebten den Unfall.[893]